# 大阪市の地名
本項大阪市の地名（おおさかしのちめい）では、大阪府大阪市における現在の町名を一覧化するとともに、明治時代初期以来の町名の変遷について記述する。

## 現行行政町名一覧
大阪市では、公有水面埋立地などの一部の区域を除き、ほぼ全域で住居表示に関する法律に基づく住居表示が実施されている。
| 町名                 | 町名の読み       | 設置年月日             | 住居表示実施年月日 | 住居表示実施直前の町名 |
| -------------------- | ---------------- | ---------------------- | ------------------ | --- |
| 池田町               | いけだちょう     | 1978年2月1日           | 1978年2月1日       | |
| 浮田一・二丁目       | うきだ           | 1978年2月1日           | 1978年2月1日       | |
| 梅田一〜三丁目       | うめだ           | 1978年2月1日           | 1978年2月1日       | |
| 扇町一・二丁目       | おうぎまち       | 1978年2月1日           | 1978年2月1日       | |
| 大深町               | おおふかちょう   | 1978年2月1日           | 1978年2月1日       | |
| 大淀北一・二丁目     | おおよどきた     | 1977年2月1日           | 1977年2月1日       | 大仁西1、浦江北5、大淀町北2の各全部および大淀町北1、大淀町中2〜5、中津南通4、浦江北3の各一部                                   |
| 大淀中一〜五丁目     | おおよどなか     | 1977年2月1日           | 1977年2月1日       | 大淀町中1〜5、大淀町南1〜3の各一部                                                                                             |
| 大淀南一〜三丁目     | おおよどみなみ   | 1977年2月1日           | 1977年2月1日       | 大淀町南1〜3の各一部 |
| 角田町               | かくだちょう     | 1978年2月1日           | 1978年2月1日       | |
| 神山町               | かみやまちょう   | 1978年2月1日           | 1978年2月1日       | |
| 菅栄町               | かんえいちょう   | 1978年2月1日           | 1978年2月1日       | |
| 黒崎町               | くろさきちょう   | 1978年2月1日           | 1978年2月1日       | |
| 小松原町             | こまつばらちょう | 1978年2月1日           | 1978年2月1日       | |
| 紅梅町               | こうばいちょう   | 1978年2月1日           | 1978年2月1日       | |
| 国分寺一・二丁目     | こくぶんじ       | 1977年2月1日           | 1977年2月1日       | 長柄浜通1、長柄中通1、長柄西通1、樋之口町、天満橋筋6、国分寺町、吉山町の各一部                                                 |
| 芝田一・二丁目       | しばた           | 1978年2月1日           | 1978年2月1日       | |
| 末広町               | すえひろちょう   | 1978年2月1日           | 1978年2月1日       | |
| 菅原町               | すがはらちょう   | 1978年2月1日           | 1978年2月1日       | |
| 曾根崎一・二丁目     | そねざき         | 1978年2月1日           | 1978年2月1日       | |
| 曾根崎新地一・二丁目 | そねざきしんち   | 1978年2月1日           | 1978年2月1日       | |
| 太融寺町             | たいゆうじちょう | 1978年7月1日           | 1978年7月1日       | 太融寺町の全部および神山町、野崎町、兎我野町、曾根崎中1の各一部                                                                |
| 茶屋町               | ちゃやまち       | 1978年2月1日           | 1978年2月1日       | |
| 鶴野町               | つるのちょう     | 1978年2月1日           | 1978年2月1日       | |
| 天神西町             | てんじんにしまち | 1978年2月1日           | 1978年2月1日       | |
| 天神橋一〜八丁目     | てんじんばし     | 1978年2月1日           | 1978年2月1日       | |
| 天神橋一〜八丁目     | てんじんばし     | 1977年2月1日（七・八） | 1977年2月1日       | 天神橋筋6の全部および長柄西通1〜3、吉山町、天神橋筋7〜9、浪花町の各一部                                                        |
| 天満一〜四丁目       | てんま           | 1978年2月1日           | 1978年2月1日       | |
| 天満橋一〜三丁目     | てんまばし       | 1978年2月1日           | 1978年2月1日       | |
| 兎我野町             | とがのちょう     | 1978年7月1日           | 1978年7月1日       | 曾根崎上1・2の各全部および梅ヶ枝町、西寺町2、兎我野町、曾根崎中1の各一部                                                       |
| 同心一・二丁目       | どうしん         | 1978年2月1日           | 1978年2月1日       | |
| 堂島一〜三丁目       | どうじま         | 1978年2月1日           | 1978年2月1日       | |
| 堂島浜一・二丁目     | どうじまはま     | 1978年2月1日           | 1978年2月1日       | |
| 堂山町               | どうやまちょう   | 1978年2月1日           | 1978年2月1日       | |
| 豊崎一〜七丁目       | とよさき         | 1977年2月1日           | 1977年2月1日       | 南浜町1、豊崎東通1〜3、豊崎西通1〜3の各全部および南浜町2・3、本庄西通4・5の各一部                                              |
| 中崎一〜三丁目       | なかざき         | 1978年2月1日           | 1978年2月1日       | |
| 中崎西一〜四丁目     | なかざきにし     | 1978年2月1日           | 1978年2月1日       | |
| 中津一〜七丁目       | なかつ           | 1977年2月1日           | 1977年2月1日       | 中津浜通2〜5、中津本通3、中津南通1〜3の各全部および中津浜通1、中津本通1・2、中津南通4、大淀町北1、大淀町中1、大淀町南1の各一部 |
| 中之島一〜六丁目     | なかのしま       | 1978年2月1日           | 1978年2月1日       | |
| 長柄中一〜三丁目     | ながらなか       | 1977年2月1日           | 1977年2月1日       | 長柄浜通4、長柄東通1〜3、長柄中通3・4、長柄西通2・3、国分寺町の各一部                                                          |
| 長柄西一・二丁目     | ながらにし       | 1977年2月1日           | 1977年2月1日       | 長柄中通1〜4、長柄西通1〜3の各一部                                                                                             |
| 長柄東一〜三丁目     | ながらひがし     | 1977年2月1日           | 1977年2月1日       | 長柄浜通2・3の各全部および長柄浜通1・4、長柄東通1〜3、長柄中通3・4、樋之口町、天満橋筋6の各一部                                |
| 浪花町               | なにわちょう     | 1978年2月1日           | 1978年2月1日       | |
| 西天満一〜六丁目     | にしてんま       | 1978年2月1日           | 1978年2月1日       | |
| 錦町                 | にしきちょう     | 1978年2月1日           | 1978年2月1日       | |
| 野崎町               | のざきちょう     | 1978年7月1日           | 1978年7月1日       | 木幡町の全部および富田町、梅ヶ枝町、西寺町1・2、神山町、野崎町、兎我野町の各一部                                               |
| 樋之口町             | ひのくちちょう   | 1978年2月1日           | 1978年2月1日       | |
| 東天満一・二丁目     | ひがしてんま     | 1978年2月1日           | 1978年2月1日       | |
| 本庄西一〜三丁目     | ほんじょうにし   | 1977年2月1日           | 1977年2月1日       | 本庄西通1〜3の各全部および本庄西通4・5、本庄中通1〜5、南浜町2・3の各一部                                                       |
| 本庄東一〜三丁目     | ほんじょうひがし | 1977年2月1日           | 1977年2月1日       | 本庄川崎町1〜5、本庄東通1〜5の各全部および天神橋筋7〜9、浪花町、本庄中通1〜5の各一部                                           |
| 松ケ枝町             | まつがえちょう   | 1978年2月1日           | 1978年2月1日       | |
| 万歳町               | ばんざいちょう   | 1978年2月1日           | 1978年2月1日       | |
| 南扇町               | みなみおうぎまち | 1978年7月1日           | 1978年7月1日       | 西堀川町、伊勢町、南扇町の各全部および富田町、西寺町1、神山町、野崎町の各一部                                                  |
| 南森町一・二丁目     | みなみもりまち   | 1978年2月1日           | 1978年2月1日       | |
| 山崎町               | やまざきちょう   | 1978年2月1日           | 1978年2月1日       | |
| 与力町               | よりきまち       | 1978年2月1日           | 1978年2月1日       | |

| 町名               | 町名の読み             | 設置年月日   | 住居表示実施年月日 | 住居表示実施直前の町名                                                      |
| ------------------ | ---------------------- | ------------ | ------------------ | --------------------------------------------------------------------------- |
| 片町一・二丁目     | かたまち               | 1969年9月1日 | 1969年9月1日       | 相生町、新喜多町の各全部および野田町、東野田町3・5・6の各一部               |
| 網島町             | あみじまちょう         | 1969年9月1日 | 1969年9月1日       | 網島町、東野田町2の各全部および東野田町1の一部                              |
| 東野田町一〜五丁目 | ひがしのだまち         | 1969年9月1日 | 1969年9月1日       | 東野田町4・7の各全部および東野田町3・5・6・8・9、野田町、都島南通4の各一部  |
| 中野町一〜五丁目   | なかのちょう           | 1969年9月1日 | 1969年9月1日       | 中野町1〜5の各全部および東野田町1・9、都島南通1・3、都島本通2の各一部       |
| 都島南通一・二丁目 | みやこじまみなみどおり | 1969年9月1日 | 1969年9月1日       | 都島南通2・5の各全部および都島南通1・3・4の各一部                           |
| 都島中通一〜三丁目 | みやこじまなかどおり   | 1969年9月1日 | 1969年9月1日       | 都島中通1〜6、東野田町8の各一部                                             |
| 都島本通一〜五丁目 | みやこじまほんどおり   | 1969年9月1日 | 1969年9月1日       | 都島本通1の各全部および都島本通2〜8、都島中通1・3〜6の各一部                |
| 都島北通一・二丁目 | みやこじまきたどおり   | 1969年9月1日 | 1969年9月1日       | 都島北通2〜4の各全部および都島北通1、都島本通3〜7、高倉町1、御幸町1の各一部 |
| 善源寺町一・二丁目 | ぜんげんじちょう       | 1969年9月1日 | 1969年9月1日       | 善源寺町の全部および都島本通3、都島北通1の各一部                            |
| 友渕町一〜三丁目   | ともぶちちょう         | 1969年9月1日 | 1969年9月1日       | 友渕町、友渕町2、毛馬町の各全部および高倉町1〜4の各一部                     |
| 高倉町一〜三丁目   | たかくらちょう         | 1969年9月1日 | 1969年9月1日       | 高倉町1〜4、御幸町3の各一部                                                 |
| 御幸町一・二丁目   | みゆきちょう           | 1969年9月1日 | 1969年9月1日       | 御幸町2の全部および御幸町1・3の各一部                                       |
| 内代町一〜四丁目   | うちんだいちょう       | 年月日       | 1969年9月1日       | 内代町1〜4の各全部および都島本通8の一部                                     |
| 毛馬町一〜五丁目   | けまちょう             | 年月日       | 1969年9月1日       | 毛馬町1〜5の各全部                                                          |
| 大東町一〜三丁目   | だいとうちょう         | 年月日       | 1969年9月1日       | 大東町1〜3の各全部                                                          |

| 町名             | 町名の読み | 設置年月日   | 住居表示実施年月日 | 住居表示実施直前の町名 |
| ---------------- | ---------- | ------------ | ------------------ | ---------------------- |
| 福島一〜八丁目   | ふくしま   | 1975年9月1日 | 1975年9月1日       |                        |
| 玉川一〜四丁目   | たまがわ   | 1975年9月1日 | 1975年9月1日       |                        |
| 野田一〜六丁目   | のだ       | 1975年9月1日 | 1975年9月1日       |                        |
| 吉野一〜五丁目   | よしの     | 1975年9月1日 | 1975年9月1日       |                        |
| 大開一〜四丁目   | おおひらき | 1975年9月1日 | 1975年9月1日       |                        |
| 鷺洲一〜六丁目   | さぎす     | 1975年9月1日 | 1975年9月1日       |                        |
| 海老江一〜八丁目 | えびえ     | 1975年9月1日 | 1975年9月1日       |                        |

| 町名               | 町名の読み       | 設置年月日   | 住居表示実施年月日 | 住居表示実施直前の町名 |
| ------------------ | ---------------- | ------------ | ------------------ | ---------------------- |
| 西九条一〜七丁目   | にしくじょう     | 1975年9月1日 | 1975年9月1日       |                        |
| 高見一〜三丁目     | たかみ           | 1975年9月1日 | 1975年9月1日       |                        |
| 伝法一〜六丁目     | でんぽう         | 1975年9月1日 | 1975年9月1日       |                        |
| 梅香一〜三丁目     | ばいか           | 1975年9月1日 | 1975年9月1日       |                        |
| 春日出南一〜三丁目 | かすがでみなみ   | 1975年9月1日 | 1975年9月1日       |                        |
| 春日出中一〜三丁目 | かすがでなか     | 1975年9月1日 | 1975年9月1日       |                        |
| 春日出北一〜三丁目 | かすができた     | 1975年9月1日 | 1975年9月1日       |                        |
| 酉島一〜六丁目     | とりしま         | 1975年9月1日 | 1975年9月1日       |                        |
| 常吉一・二丁目     | つねよし         | 1975年9月1日 | 1975年9月1日       |                        |
| 常吉一・二丁目     | つねよし         | 1975年9月1日 | 1991年2月1日       |                        |
| 島屋一〜六丁目     | しまや           | 1975年9月1日 | 1975年9月1日       |                        |
| 桜島一〜三丁目     | さくらじま       | 1975年9月1日 | 1975年9月1日       |                        |
| 梅町一・二丁目     | うめまち         | 1975年9月1日 | 1975年9月1日       |                        |
| 北港一・二丁目     | ほくこう         | 1975年9月1日 | 1975年9月1日       |                        |
| 朝日一・二丁目     | あさひ           | 1976年9月1日 | 1976年9月1日       |                        |
| 四貫島一・二丁目   | しかんじま       | 1976年9月1日 | 1976年9月1日       |                        |
| 北港白津一・二丁目 | ほくこうしらつ   | 年月日       | 2002年2月1日       |                        |
| 北港緑地一・二丁目 | ほくこうりょくち | 年月日       | 2002年2月1日       |                        |
| 夢洲東一丁目       | ゆめしまひがし   | 年月日       | 未実施             |                        |
| 夢洲中一丁目       | ゆめしまなか     | 年月日       | 未実施             |                        |

住居表示実施前の町名等欄で下線がある町名はその全部、それ以外はその一部であり、町名の末尾に数字がある場合には丁目を表す。
| 町名               | 町名の読み             | 町区域新設年月日       | 住居表示実施年月日 | 住居表示実施前の町名等 | 備考 |
| ------------------ | ---------------------- | ---------------------- | ------------------ | --- | ---- |
| 安堂寺町一丁目     | あんどうじまち         | 1982年2月1日           | 1982年2月1日       | 内安堂寺町通1、内安堂寺町通2、上本町筋2、北桃谷町、谷町6                                                                        |      |
| 安堂寺町二丁目     | あんどうじまち         | 1982年2月1日           | 1982年2月1日       | 内安堂寺町通2、内安堂寺町通3、谷町6、西賑町、東賑町、松屋町                                                                     |      |
| 上本町西一丁目     | うえほんまちにし       | 1982年2月1日           | 1982年2月1日       | 上本町筋2、上本町筋3、北桃谷町                                                                                                  |      |
| 上本町西二丁目     | うえほんまちにし       | 1982年2月1日           | 1982年2月1日       | 上本町筋3、北桃谷町、南桃谷町                                                                                                   |      |
| 上本町西三丁目     | うえほんまちにし       | 1982年2月1日           | 1982年2月1日       | 上本町4、上本町筋3、東平野町1、上汐町1、南桃谷町                                                                                |      |
| 上本町西四丁目     | うえほんまちにし       | 1982年2月1日           | 1982年2月1日       | 上本町4、上本町5、東平野町1、東平野町2                                                                                          |      |
| 上本町西五丁目     | うえほんまちにし       | 1982年2月1日           | 1982年2月1日       | 上本町5、上本町6、東平野町2、東平野町3                                                                                          |      |
| 東平一丁目         | とうへい               | 1982年2月1日           | 1982年2月1日       | 東平野町1、東平野町2、上汐町1、上汐町2                                                                                          |      |
| 東平二丁目         | とうへい               | 1982年2月1日           | 1982年2月1日       | 東平野町2、東平野町3、上汐町2、上汐町3                                                                                          |      |
| 上汐一丁目         | うえしお               | 1982年2月1日           | 1982年2月1日       | 上汐町1、上汐町2、谷町8 |      |
| 上汐二丁目         | うえしお               | 1982年2月1日           | 1982年2月1日       | 上汐町2、上汐町3、谷町8、谷町9                                                                                                  |      |
| 中寺一丁目         | なかでら               | 1982年2月1日           | 1982年2月1日       | 中寺町、瓦屋町二番丁、瓦屋町三番丁、瓦屋町四番丁                                                                                |      |
| 中寺二丁目         | なかでら               | 1982年2月1日           | 1982年2月1日       | 中寺町、生玉町、谷町9 |      |
| 松屋町             | まつやまち             | 1982年2月1日           | 1982年2月1日       | 松屋町、内安堂寺町通3、瓦屋町一番丁                                                                                             |      |
| 瓦屋町一丁目       | かわらやまち           | 1982年2月1日           | 1982年2月1日       | 瓦屋町一番丁、瓦屋町二番丁 |      |
| 瓦屋町二丁目       | かわらやまち           | 1982年2月1日           | 1982年2月1日       | 瓦屋町二番丁、瓦屋町三番丁、瓦屋町四番丁                                                                                        |      |
| 瓦屋町三丁目       | かわらやまち           | 1982年2月1日           | 1982年2月1日       | 瓦屋町四番丁、瓦屋町五番丁、二ツ井戸町                                                                                          |      |
| 高津一丁目         | こうづ                 | 1982年2月1日           | 1982年2月1日       | 生玉町、瓦屋町四番丁、瓦屋町五番丁、高津町一番丁、高津町二番丁、高津町四番丁、中寺町                                            |      |
| 高津二丁目         | こうづ                 | 1983年2月1日           | 1983年2月1日       | 瓦屋町五番丁、高津町二番丁、高津町三番丁、高津町四番丁、二ツ井戸町                                                              |      |
| 高津三丁目         | こうづ                 | 1983年2月1日           | 1983年2月1日       | 生玉町、御蔵跡町、高津町三番丁、高津町四番丁、高津町五番丁、高津町六番丁、高津町七番丁                                          |      |
| 南船場一丁目       | みなみせんば           | 1982年2月1日           | 1982年2月1日       | 安堂寺橋通1、安堂寺橋通2、鰻谷東之町、塩町通1、塩町通2、順慶町通1、順慶町通2、末吉橋通1、末吉橋通2、長堀橋筋1                   |      |
| 南船場二丁目       | みなみせんば           | 1982年2月1日           | 1982年2月1日       | 安堂寺橋通2、安堂寺橋通3、鰻谷中之町、塩町通2、塩町通3、順慶町通2、順慶町通3、末吉橋通2、末吉橋通3、長堀橋筋1                   |      |
| 南船場三丁目       | みなみせんば           | 1982年2月1日           | 1982年2月1日       | 安堂寺橋通3、安堂寺橋通4、鰻谷中之町、鰻谷西之町、塩町通3、塩町通4、順慶町通3、順慶町通4、心斎橋筋1、末吉橋通3、末吉橋通4       |      |
| 南船場四丁目       | みなみせんば           | 1982年2月1日           | 1982年2月1日       | 安堂寺橋通4、鰻谷西之町、北炭屋町、塩町通4、順慶町通4、末吉橋通4、横堀7                                                         |      |
| 島之内一丁目       | しまのうち             | 1982年2月1日           | 1982年2月1日       | 鰻谷東之町、鍛冶屋町、末吉橋通1、大宝寺町東之町、竹屋町、問屋町、長堀橋筋1、長堀橋筋2、南綿屋町                                 |      |
| 島之内二丁目       | しまのうち             | 1982年2月1日           | 1982年2月1日       | 鍛冶屋町、竹屋町、問屋町、長堀橋筋2、南綿屋町、大和町                                                                           |      |
| 道頓堀一丁目       | どうとんぼり           | 1982年2月1日           | 1982年2月1日       | 九郎右衛門町、阪町、難波新地一番町、西櫓町、日本橋筋1、東櫓町                                                                   |      |
| 道頓堀一丁目       | どうとんぼり           | 1982年2月1日           | 1983年2月1日       | 高津町二番丁、高津町三番丁、高津町八番丁、高津町十番丁、日本橋筋1、二ツ井戸町                                                   |      |
| 道頓堀二丁目       | どうとんぼり           | 1982年2月1日           | 1982年2月1日       | 九郎右衛門町、難波新地一番町 |      |
| 千日前一丁目       | せんにちまえ           | 1982年2月1日           | 1982年2月1日       | 河原町1、阪町、難波新地一番町、難波新地二番町、難波新地三番町、南阪町                                                           |      |
| 千日前二丁目       | せんにちまえ           | 1982年2月1日           | 1982年2月1日       | 河原町1、難波新地三番町、難波新地四番町、難波新地五番町、南阪町                                                                 |      |
| 難波千日前         | なんばせんにちまえ     | 1982年2月1日           | 1982年2月1日       | 河原町1、河原町2、難波新地六番町                                                                                                |      |
| 難波一丁目         | なんば                 | 1982年2月1日           | 1982年2月1日       | 難波新地一番町、難波新地二番町、難波新地三番町、難波新地四番町                                                                  |      |
| 難波二丁目         | なんば                 | 1982年2月1日           | 1982年2月1日       | 難波新地一番町、難波新地二番町、難波新地三番町、難波新地四番町                                                                  |      |
| 難波三丁目         | なんば                 | 1982年2月1日           | 1982年2月1日       | 難波新地四番町、難波新地五番町、難波新地六番町、河原町1                                                                         |      |
| 難波四丁目         | なんば                 | 1982年2月1日           | 1982年2月1日       | 難波新地四番町、難波新地五番町                                                                                                  |      |
| 難波五丁目         | なんば                 | 1982年2月1日           | 1982年2月1日       | 難波新地五番町、難波新地六番町                                                                                                  |      |
| 日本橋一丁目       | にっぽんばし           | 1983年2月1日           | 1983年2月1日       | 河原町1、高津町二番丁、高津町三番丁、高津町七番丁、高津町八番丁、高津町九番丁、高津町十番丁、阪町、日本橋筋1、日本橋筋2、南阪町 |      |
| 日本橋二丁目       | にっぽんばし           | 1983年2月1日           | 1983年2月1日       | 御蔵跡町、河原町1、河原町2、高津町六番丁、高津町七番丁、高津町九番丁、日本橋筋2、日本橋筋3                                      |      |
| 東心斎橋一丁目     | ひがししんさいばし     | 1989年2月13日          | 1989年2月13日      | 鰻谷中之町、笠屋町、千年町、大宝寺町中之町、畳屋町、玉屋町、長堀橋筋1、長堀橋筋2、東清水町                                      |      |
| 東心斎橋二丁目     | ひがししんさいばし     | 1989年2月13日          | 1989年2月13日      | 笠屋町、千年町、畳屋町、玉屋町、長堀橋筋2                                                                                       |      |
| 心斎橋筋一丁目     | しんさいばしすじ       | 1989年2月13日          | 1989年2月13日      | 鰻谷中之町、鰻谷西之町、心斎橋筋1、心斎橋筋2、周防町、大宝寺町中之町、大宝寺町西之町、畳屋町、西清水町、東清水町                |      |
| 心斎橋筋二丁目     | しんさいばしすじ       | 1989年2月13日          | 1989年2月13日      | 久左衛門町、心斎橋筋2、周防町、宗右衛門町、畳屋町、八幡町、三ツ寺町                                                             |      |
| 西心斎橋一丁目     | にししんさいばし       | 1989年2月13日          | 1989年2月13日      | 鰻谷西之町、北炭屋町、周防町、大宝寺町西之町、西清水町、南炭屋町                                                                |      |
| 西心斎橋二丁目     | にししんさいばし       | 1989年2月13日          | 1989年2月13日      | 久左衛門町、周防町、八幡町、三ツ寺町、南炭屋町                                                                                  |      |
| 宗右衛門町         | そうえもんちょう       | 1989年2月13日          | 1989年2月13日      | 笠屋町、心斎橋筋2、千年町、宗右衛門町、畳屋町、玉屋町、長堀橋筋2                                                                |      |
| 北浜一〜丁目       | きたはま               | 年月日                 | 年月日             | |      |
| 今橋一〜丁目       | いまばし               | 年月日                 | 年月日             | |      |
| 高麗橋一〜丁目     | こうらいばし           | 年月日                 | 年月日             | |      |
| 伏見町一〜丁目     | ふしみまち             | 年月日                 | 年月日             | |      |
| 道修町一〜丁目     | どしょうまち           | 年月日                 | 年月日             | |      |
| 平野町一〜丁目     | ひらのまち             | 年月日                 | 年月日             | |      |
| 淡路町一〜丁目     | あわじまち             | 年月日                 | 年月日             | |      |
| 瓦町一〜丁目       | かわらまち             | 年月日                 | 年月日             | |      |
| 備後町一〜丁目     | びんごまち             | 年月日                 | 年月日             | |      |
| 安土町一〜丁目     | あづちまち             | 年月日                 | 年月日             | |      |
| 本町一〜丁目       | ほんまち               | 年月日                 | 年月日             | |      |
| 南本町一〜丁目     | みなみほんまち         | 年月日                 | 年月日             | |      |
| 船場中央一〜丁目   | せんばちゅうおう       | 年月日                 | 年月日             | |      |
| 久太郎町一〜丁目   | きゅうたろうまち       | 年月日                 | 年月日             | |      |
| 北久宝寺町一〜丁目 | きたきゅうほうじまち   | 年月日                 | 年月日             | |      |
| 南久宝寺町一〜丁目 | みなみきゅうほうじまち | 年月日                 | 年月日             | |      |
| 博労町一〜丁目     | ばくろうまち           | 年月日                 | 年月日             | |      |
| 天満橋京町         | てんまばしきょうまち   | 年月日                 | 年月日             | |      |
| 北浜東             | きたはまひがし         | 年月日                 | 年月日             | |      |
| 石町一〜丁目       | こくまち               | 年月日                 | 年月日             | |      |
| 島町一〜丁目       | しままち               | 年月日                 | 年月日             | |      |
| 釣鐘町一〜丁目     | つりがねちょう         | 年月日                 | 年月日             | |      |
| 船越町一〜丁目     | ふなこしちょう         | 年月日                 | 年月日             | |      |
| 東高麗橋           | ひがしこうらいばし     | 年月日                 | 年月日             | |      |
| 内平野町一〜丁目   | うちひらのまち         | 年月日                 | 年月日             | |      |
| 内淡路町一〜丁目   | うちあわじまち         | 年月日                 | 年月日             | |      |
| 大手通一〜丁目     | おおてどおり           | 年月日                 | 年月日             | |      |
| 糸屋町一〜丁目     | いとやまち             | 年月日                 | 年月日             | |      |
| 北新町             | きたしんまち           | 年月日                 | 年月日             | |      |
| 南新町一〜丁目     | みなみしんまち         | 年月日                 | 年月日             | |      |
| 徳井町一〜丁目     | とくいちょう           | 年月日                 | 年月日             | |      |
| 内本町一〜丁目     | うちほんまち           | 年月日                 | 年月日             | |      |
| 鎗屋町一〜丁目     | やりやまち             | 年月日                 | 年月日             | |      |
| 常盤町一〜丁目     | ときわまち             | 年月日                 | 年月日             | |      |
| 本町橋             | ほんまちばし           | 年月日                 | 年月日             | |      |
| 谷町一〜丁目       | たにまち               | 年月日                 | 年月日             | |      |
| 谷町一〜丁目       | たにまち               | 1982年2月1日（六〜九） | 1982年2月1日       | |      |
| 大手前一〜丁目     | おおてまえ             | 年月日                 | 年月日             | |      |
| 農人橋一〜丁目     | のうにんばし           | 年月日                 | 年月日             | |      |
| 和泉町一〜丁目     | いずみまち             | 年月日                 | 年月日             | |      |
| 内久宝寺町一〜丁目 | うちきゅうほうじまち   | 年月日                 | 年月日             | |      |
| 材木町             | ざいもくちょう         | 年月日                 | 年月日             | |      |
| 上町               | うえまち               | 年月日                 | 年月日             | |      |
| 龍造寺町           | りゅうぞうじちょう     | 年月日                 | 年月日             | |      |
| 十二軒町           | じゅうにけんちょう     | 年月日                 | 年月日             | |      |
| 粉川町             | こかわちょう           | 年月日                 | 年月日             | |      |
| 神崎町             | かんざきちょう         | 年月日                 | 年月日             | |      |
| 松屋町住吉         | まつやまちすみよし     | 年月日                 | 年月日             | |      |
| 城見一〜丁目       | しろみ                 | 年月日                 | 年月日             | |      |
| 大阪城             | おおさかじょう         | 年月日                 | 年月日             | |      |
| 馬場町             | ばんばちょう           | 年月日                 | 年月日             | |      |
| 法円坂一〜丁目     | ほうえんざか           | 年月日                 | 年月日             | |      |
| 上町一丁目         | うえまち               | 年月日                 | 年月日             | |      |
| 森ノ宮中央一〜丁目 | もりのみやちゅうおう   | 年月日                 | 年月日             | |      |
| 玉造一〜丁目       | たまつくり             | 年月日                 | 年月日             | |      |

| 町名               | 町名の読み     | 設置年月日    | 住居表示実施年月日 | 住居表示実施直前の町名 |
| ------------------ | -------------- | ------------- | ------------------ | ---------------------- |
| 安治川一・二丁目   | あじがわ       | 1977年2月1日  | 1977年2月1日       |                        |
| 阿波座一・二丁目   | あわざ         | 1978年10月2日 | 1978年10月2日      |                        |
| 立売堀一〜六丁目   | いたちぼり     | 1978年10月2日 | 1978年10月2日      |                        |
| 靱本町一〜三丁目   | うつぼほんまち | 1977年2月1日  | 1977年2月1日       |                        |
| 江戸堀一〜三丁目   | えどぼり       | 1977年2月1日  | 1977年2月1日       |                        |
| 江之子島一・二丁目 | えのこじま     | 1977年2月1日  | 1977年2月1日       |                        |
| 川口一〜四丁目     | かわぐち       | 1977年2月1日  | 1977年2月1日       |                        |
| 北堀江一〜四丁目   | きたほりえ     | 1978年10月2日 | 1978年10月2日      |                        |
| 京町堀一〜三丁目   | きょうまちぼり | 1977年2月1日  | 1977年2月1日       |                        |
| 九条一〜三丁目     | くじょう       | 1977年2月1日  | 1977年2月1日       |                        |
| 九条南一〜四丁目   | くじょうみなみ | 1977年2月1日  | 1977年2月1日       |                        |
| 境川一・二丁目     | さかいがわ     | 1977年2月1日  | 1977年2月1日       |                        |
| 新町一〜四丁目     | しんまち       | 1978年10月2日 | 1978年10月2日      |                        |
| 千代崎一〜三丁目   | ちよざき       | 1977年2月1日  | 1977年2月1日       |                        |
| 土佐堀一〜三丁目   | とさぼり       | 1977年2月1日  | 1977年2月1日       |                        |
| 西本町一〜三丁目   | にしほんまち   | 1977年2月1日  | 1977年2月1日       |                        |
| 本田一〜四丁目     | ほんでん       | 1977年2月1日  | 1977年2月1日       |                        |
| 南堀江一〜四丁目   | みなみほりえ   | 1978年10月2日 | 1978年10月2日      |                        |

| 町名               | 町名の読み       | 設置年月日   | 住居表示実施年月日 | 住居表示実施直前の町名 |
| ------------------ | ---------------- | ------------ | ------------------ | ---------------------- |
| 波除一〜六丁目     | なみよけ         | 1968年9月1日 | 1968年9月1日       |                        |
| 市岡元町一〜三丁目 | いちおかもとまち | 1968年9月1日 | 1968年9月1日       |                        |
| 南市岡一〜三丁目   | みなみいちおか   | 1968年9月1日 | 1968年9月1日       |                        |
| 弁天一〜六丁目     | べんてん         | 1968年9月1日 | 1968年9月1日       |                        |
| 磯路一〜三丁目     | いそじ           | 1968年9月1日 | 1968年9月1日       |                        |
| 市岡一〜四丁目     | いちおか         | 1968年9月1日 | 1968年9月1日       |                        |
| 石田一〜三丁目     | いしだ           | 1968年9月1日 | 1968年9月1日       |                        |
| 夕凪一・二丁目     | ゆうなぎ         | 1968年9月1日 | 1968年9月1日       |                        |
| 三先一・二丁目     | みさき           | 1968年9月1日 | 1968年9月1日       |                        |
| 田中一〜三丁目     | たなか           | 1968年9月1日 | 1968年9月1日       |                        |
| 池島一〜三丁目     | いけじま         | 1968年9月1日 | 1968年9月1日       |                        |
| 福崎一〜三丁目     | ふくざき         | 1968年9月1日 | 1968年9月1日       |                        |
| 港晴一〜五丁目     | こうせい         | 1968年9月1日 | 1968年9月1日       |                        |
| 八幡屋一〜四丁目   | やはたや         | 1968年9月1日 | 1968年9月1日       |                        |
| 築港一〜四丁目     | ちっこう         | 1968年9月1日 | 1968年9月1日       |                        |
| 海岸通一〜四丁目   | かいがんどおり   | 1968年9月1日 | 1968年9月1日       |                        |

| 町名               | 町名の読み       | 設置年月日   | 住居表示実施年月日 | 住居表示実施直前の町名 |
| ------------------ | ---------------- | ------------ | ------------------ | ---------------------- |
| 三軒家東一〜六丁目 | さんげんやひがし | 1976年2月2日 | 1976年2月2日       |                        |
| 三軒家西一〜三丁目 | さんげんやにし   | 1976年2月2日 | 1976年2月2日       |                        |
| 泉尾一〜七丁目     | いずお           | 1976年2月2日 | 1976年2月2日       |                        |
| 千島一〜三丁目     | ちしま           | 1976年2月2日 | 1976年2月2日       |                        |
| 北村一〜三丁目     | きたむら         | 1976年2月2日 | 1976年2月2日       |                        |
| 北恩加島一・二丁目 | きたおかじま     | 1976年2月2日 | 1976年2月2日       |                        |
| 小林東一〜三丁目   | こばやしひがし   | 1976年2月2日 | 1976年2月2日       |                        |
| 小林西一・二丁目   | こばやしにし     | 1976年2月2日 | 1976年2月2日       |                        |
| 平尾一〜五丁目     | ひらお           | 1976年2月2日 | 1976年2月2日       |                        |
| 南恩加島一〜七丁目 | みなみおかじま   | 1976年2月2日 | 1976年2月2日       |                        |
| 鶴町一〜五丁目     | つるまち         | 1976年2月2日 | 1976年2月2日       |                        |
| 船町一・二丁目     | ふなまち         | 1976年2月2日 | 1976年2月2日       |                        |

| 町名               | 町名の読み           | 設置年月日 | 住居表示実施年月日 | 住居表示実施直前の町名 |
| ------------------ | -------------------- | ---------- | ------------------ | ---------------------- |
| 味原町             | あじはらちょう       | 年月日     | 年月日             |                        |
| 味原本町           | あじはらほんまち     | 年月日     | 年月日             |                        |
| 生玉町             | いくたまちょう       | 年月日     | 年月日             |                        |
| 生玉寺町           | いくたまてらまち     | 年月日     | 年月日             |                        |
| 生玉前町           | いくたままえまち     | 年月日     | 年月日             |                        |
| 石ケ辻町           | いしがつじちょう     | 年月日     | 年月日             |                        |
| 上之宮町           | うえのみやちょう     | 年月日     | 年月日             |                        |
| 上本町一〜九丁目   | うえほんまち         | 年月日     | 年月日             |                        |
| 上汐三〜六丁目     | うえしお             | 年月日     | 年月日             |                        |
| 餌差町             | えさしまち           | 年月日     | 年月日             |                        |
| 逢阪一・二丁目     | おうさか             | 年月日     | 年月日             |                        |
| 小橋町             | おばせちょう         | 年月日     | 年月日             |                        |
| 勝山一〜四丁目     | かつやま             | 年月日     | 年月日             |                        |
| 空堀町             | からほりちょう       | 年月日     | 年月日             |                        |
| 烏ケ辻一・二丁目   | からすがつじ         | 年月日     | 年月日             |                        |
| 空清町             | からきよちょう       | 年月日     | 年月日             |                        |
| 北河堀町           | きたかわほりちょう   | 年月日     | 年月日             |                        |
| 北山町             | きたやまちょう       | 年月日     | 年月日             |                        |
| 小宮町             | こみやちょう         | 年月日     | 年月日             |                        |
| 国分町             | こくぶちょう         | 年月日     | 年月日             |                        |
| 真田山町           | さなだやまちょう     | 年月日     | 年月日             |                        |
| 細工谷一・二丁目   | さいくだに           | 年月日     | 年月日             |                        |
| 真法院町           | しんぽういんちょう   | 年月日     | 年月日             |                        |
| 下寺町一・二丁目   | したでらまち         | 年月日     | 年月日             |                        |
| 四天王寺一・二丁目 | してんのうじ         | 年月日     | 年月日             |                        |
| 清水谷町           | しみずだにちょう     | 年月日     | 年月日             |                        |
| 城南寺町           | じょうなんてらまち   | 年月日     | 年月日             |                        |
| 下味原町           | しもあじはらちょう   | 年月日     | 年月日             |                        |
| 大道一〜五丁目     | だいどう             | 年月日     | 年月日             |                        |
| 玉造元町           | たまつくりもとまち   | 年月日     | 年月日             |                        |
| 玉造本町           | たまつくりほんまち   | 年月日     | 年月日             |                        |
| 茶臼山町           | ちゃうすやまちょう   | 年月日     | 年月日             |                        |
| 寺田町一・二丁目   | てらだちょう         | 年月日     | 年月日             |                        |
| 東上町             | とうじょうちょう     | 年月日     | 年月日             |                        |
| 堂ケ芝一・二丁目   | どうがしば           | 年月日     | 年月日             |                        |
| 悲田院町           | ひでんいんちょう     | 年月日     | 年月日             |                        |
| 東高津町           | ひがしこうづちょう   | 年月日     | 年月日             |                        |
| 筆ケ崎町           | ふでがさきちょう     | 年月日     | 年月日             |                        |
| 舟橋町             | ふなはしちょう       | 年月日     | 年月日             |                        |
| 堀越町             | ほりこしちょう       | 年月日     | 年月日             |                        |
| 松ケ鼻町           | まつがはなちょう     | 年月日     | 年月日             |                        |
| 南河堀町           | みなみかわほりちょう | 年月日     | 年月日             |                        |
| 伶人町             | れいにんちょう       | 年月日     | 年月日             |                        |
| 六万体町           | ろくまんたいちょう   | 年月日     | 年月日             |                        |
| 夕陽丘町           | ゆうひがおかちょう   | 年月日     | 年月日             |                        |

| 町名               | 町名の読み         | 設置年月日          | 住居表示実施年月日       | 住居表示実施直前の町名 |
| ------------------ | ------------------ | ------------------- | ------------------------ | ---------------------- |
| 下寺一〜三丁目     | しもでら           | 1980年11月1日       | 1980年11月1日            |                        |
| 日本橋東一〜三丁目 | にっぽんばしひがし | 1980年11月1日       | 1980年11月1日            |                        |
| 日本橋三〜五丁目   | にっぽんばし       | 1980年11月1日       | 1980年11月1日            |                        |
| 日本橋西一・二丁目 | にっぽんばしにし   | 1980年11月1日       | 1980年11月1日            |                        |
| 恵美須東一〜三丁目 | えびすひがし       | 1980年11月1日       | 1980年11月1日            |                        |
| 恵美須西一〜三丁目 | えびすにし         | 1980年11月1日       | 1980年11月1日            |                        |
| 難波中一〜三丁目   | なんばなか         | 1980年11月1日       | 1980年11月1日            |                        |
| 元町一〜三丁目     | もとまち           | 1980年11月1日       | 1980年11月1日            |                        |
| 湊町一・二丁目     | みなとまち         | 1980年11月1日       | 1980年11月1日            |                        |
| 敷津東一〜三丁目   | しきつひがし       | 1980年11月1日       | 1980年11月1日            |                        |
| 敷津西一・二丁目   | しきつにし         | 1980年11月1日       | 1980年11月1日            |                        |
| 戎本町一・二丁目   | えびすほんまち     | 1980年11月1日       | 1980年11月1日            |                        |
| 大国一〜三丁目     | だいこく           | 1980年11月1日       | 1980年11月1日            |                        |
| 浪速東一〜三丁目   | なにわひがし       | 1980年11月1日       | 1980年11月1日            |                        |
| 浪速西一〜四丁目   | なにわにし         | 1980年11月1日       | 1980年11月1日            |                        |
| 芦原一・二丁目     | あしはら           | 1980年11月1日       | 1980年11月1日            |                        |
| 久保吉一・二丁目   | くぼよし           | 1980年11月1日       | 1980年11月1日            |                        |
| 立葉一・二丁目     | たてば             | 1980年11月1日       | 1980年11月1日            |                        |
| 木津川一・二丁目   | きづがわ           | 1980年11月1日       | 1980年11月1日            |                        |
| 幸町一〜三丁目     | さいわいちょう     | 1980年11月1日       | 1980年11月1日            |                        |
| 桜川一〜四丁目     | さくらがわ         | 1980年11月1日       | 1980年11月1日            |                        |
| 桜川一〜四丁目     | さくらがわ         | 1980年11月1日       | 1985年2月1日（二の一部） |                        |
| 塩草一〜三丁目     | しおくさ           | 1980年11月1日       | 1980年11月1日            |                        |
| 稲荷一・二丁目     | いなり             | 1980年11月1日（一） | 1980年11月1日            |                        |
| 稲荷一・二丁目     | いなり             | 1985年2月1日（二）  | 1985年2月1日             |                        |

| 町名             | 町名の読み | 設置年月日    | 住居表示実施年月日 | 住居表示実施直前の町名 |
| ---------------- | ---------- | ------------- | ------------------ | ---------------------- |
| 柏里一〜三丁目   | かしわざと | 1973年10月1日 | 1973年10月1日      |                        |
| 花川一・二丁目   | はなかわ   | 1973年10月1日 | 1973年10月1日      |                        |
| 歌島一〜四丁目   | うたじま   | 1972年2月1日  | 1972年2月1日       |                        |
| 野里一〜三丁目   | のざと     | 1973年10月1日 | 1973年10月1日      |                        |
| 姫里一〜三丁目   | ひめさと   | 1972年2月1日  | 1972年2月1日       |                        |
| 姫島一〜六丁目   | ひめしま   | 1972年2月1日  | 1972年2月1日       |                        |
| 福町一〜三丁目   | ふくまち   | 1972年2月1日  | 1972年2月1日       |                        |
| 竹島一〜五丁目   | たけしま   | 1972年2月1日  | 1972年2月1日       |                        |
| 御幣島一〜六丁目 | みてじま   | 1972年2月1日  | 1972年2月1日       |                        |
| 千舟一〜三丁目   | ちぶね     | 1972年2月1日  | 1972年2月1日       |                        |
| 大和田一〜六丁目 | おおわだ   | 1972年2月1日  | 1972年2月1日       |                        |
| 大野一〜三丁目   | おおの     | 1972年2月1日  | 1972年2月1日       |                        |
| 百島一・二丁目   | ひゃくしま | 1972年2月1日  | 1972年2月1日       |                        |
| 佃一〜七丁目     | つくだ     | 1972年2月1日  | 1972年2月1日       |                        |
| 出来島一〜三丁目 | できじま   | 1972年2月1日  | 1972年2月1日       |                        |
| 中島一・二丁目   | なかしま   | 1972年2月1日  | 1972年2月1日       |                        |
| 西島一・二丁目   | にししま   | 1972年2月1日  | 1972年2月1日       |                        |

| 町名                 | 町名の読み             | 設置年月日    | 住居表示実施年月日 | 住居表示実施直前の町名 |
| -------------------- | ---------------------- | ------------- | ------------------ | ---------------------- |
| 西中島一〜七丁目     | にしなかじま           | 1974年7月22日 | 1974年7月22日      |                        |
| 木川東一〜四丁目     | きかわひがし           | 1974年7月22日 | 1974年7月22日      |                        |
| 木川西一〜四丁目     | きかわにし             | 1974年7月22日 | 1974年7月22日      |                        |
| 十三東一〜五丁目     | じゅうそうひがし       | 1974年7月22日 | 1974年7月22日      |                        |
| 十三本町一〜三丁目   | じゅうそうほんまち     | 1974年7月22日 | 1974年7月22日      |                        |
| 十三元今里一〜三丁目 | じゅうそうもといまざと | 1974年7月22日 | 1974年7月22日      |                        |
| 新北野一〜三丁目     | しんきたの             | 1974年7月22日 | 1974年7月22日      |                        |
| 塚本一〜六丁目       | つかもと               | 1974年7月22日 | 1974年7月22日      |                        |
| 田川一〜三丁目       | たがわ                 | 1974年7月22日 | 1974年7月22日      |                        |
| 田川北一〜三丁目     | たがわきた             | 1974年7月22日 | 1974年7月22日      |                        |
| 加島一〜四丁目       | かしま                 | 1974年7月22日 | 1974年7月22日      |                        |
| 三津屋南一〜三丁目   | みつやみなみ           | 1974年7月22日 | 1974年7月22日      |                        |
| 三津屋中一〜三丁目   | みつやなか             | 1974年7月22日 | 1974年7月22日      |                        |
| 三津屋北一〜三丁目   | みつやきた             | 1974年7月22日 | 1974年7月22日      |                        |
| 野中南一・二丁目     | のなかみなみ           | 1974年7月22日 | 1974年7月22日      |                        |
| 野中北一・二丁目     | のなかきた             | 1974年7月22日 | 1974年7月22日      |                        |
| 新高一〜六丁目       | にいたか               | 1974年7月22日 | 1974年7月22日      |                        |
| 十八条一〜三丁目     | じゅうはちじょう       | 1974年7月22日 | 1974年7月22日      |                        |
| 東三国一〜六丁目     | ひがしみくに           | 1974年7月22日 | 1974年7月22日      |                        |
| 西三国一〜四丁目     | にしみくに             | 1974年7月22日 | 1974年7月22日      |                        |
| 三国本町一〜三丁目   | みくにほんまち         | 1974年7月22日 | 1974年7月22日      |                        |
| 西宮原一〜三丁目     | にしみやはら           | 1974年7月22日 | 1974年7月22日      |                        |
| 宮原一〜五丁目       | みやはら               | 1974年7月22日 | 1974年7月22日      |                        |

| 町名             | 町名の読み     | 設置年月日   | 住居表示実施年月日 | 住居表示実施直前の町名                                                                                            |
| ---------------- | -------------- | ------------ | ------------------ | --- |
| 井高野一〜四丁目 | いたかの       | 1980年2月1日 | 1980年2月1日       | 井高野町、北江口町の各一部                                                                                        |
| 北江口一〜四丁目 | きたえぐち     | 1980年2月1日 | 1980年2月1日       | 北江口町、井高野町、南江口町1、小松北通4の各一部                                                                  |
| 南江口一〜三丁目 | みなみえぐち   | 1980年2月1日 | 1980年2月1日       | 南江口町2の全部および南江口町1、小松南通5・6、小松中通5、小松北通3〜5、北大道町2、瑞光通6・7の各一部              |
| 相川一〜三丁目   | あいかわ       | 1980年2月1日 | 1980年2月1日       | 相川町1〜3、相川南通1・2、相川中通1・2、相川北通1・2、小松町の各全部および小松北通4、北江口町、井高野町の各一部   |
| 小松一〜五丁目   | こまつ         | 1980年2月1日 | 1980年2月1日       | 小松南通1、小松中通1〜4、小松北通1・2の各全部および小松南通2〜6、小松中通5、小松北通3〜5、島頭町、瑞光通2の各一部 |
| 瑞光一〜五丁目   | ずいこう       | 1980年2月1日 | 1980年2月1日       | 瑞光通3〜5の各全部および瑞光通1・2・6・7、小松南通2〜6、島頭町、大隅通2、西大道町3、北大道町2の各一部             |
| 大隅一・二丁目   | おおすみ       | 1980年2月1日 | 1980年2月1日       | 大隅通1・2、西大道町2・3の各一部                                                                                  |
| 大桐一〜五丁目   | だいどう       | 1980年2月1日 | 1980年2月1日       | 大隅通1・2、西大道町1・2、東大道町1・2、南大道町2、北大道町1・2、豊里町の各一部                                   |
| 大道南一〜三丁目 | だいどうみなみ | 1980年2月1日 | 1980年2月1日       | 南大道町1の各全部および南大道町2、東大道町1・2、北大道町1、豊里町の各一部                                         |
| 豊里一〜七丁目   | とよさと       | 1980年2月1日 | 1980年2月1日       | 豊里町、豊里三番町、西大道町1・2の各一部                                                                          |
| 豊新一〜五丁目   | ほうしん       | 1980年2月1日 | 1980年2月1日       | 豊里町、豊里菅原町、豊里三番町、西大道町2・3、上新庄町1、下新庄町1の各一部                                        |
| 上新庄一〜三丁目 | かみしんじょう | 1980年2月1日 | 1980年2月1日       | 上新庄町2・3の各全部および上新庄町1、下新庄町1〜3、瑞光通1の各一部                                                |
| 下新庄一〜六丁目 | しもしんじょう | 1980年2月1日 | 1980年2月1日       | 下新庄町2〜4の各一部                                                                                              |
| 菅原一〜七丁目   | すがはら       | 1980年2月1日 | 1980年2月1日       | 菅西町の全部および豊里菅原町、豊里三番町、下新庄町1、東淡路町4・5の各一部                                         |
| 東淡路一〜五丁目 | ひがしあわじ   | 1980年2月1日 | 1980年2月1日       | 東淡路町2・3の各全部および東淡路町1・4・5、淡路本町2、柴島町の各一部                                              |
| 淡路一〜五丁目   | あわじ         | 1980年2月1日 | 1980年2月1日       | 淡路本町1・2、西淡路町1、淡路新町、下新庄町4の各一部                                                              |
| 西淡路一〜六丁目 | にしあわじ     | 1980年2月1日 | 1980年2月1日       | 下新庄町5、西淡路町2・3の各全部および淡路本町1・2、西淡路町1、淡路新町、下新庄町4、国次町の各一部                 |
| 東中島一〜六丁目 | ひがしなかじま | 1980年2月1日 | 1980年2月1日       | 山口町、飛鳥町、南方町、西淡路町1の各一部                                                                         |
| 柴島一〜三丁目   | くにじま       | 1980年2月1日 | 1980年2月1日       | 薬師堂町、浜町、西町の各全部および柴島町、南方町、飛鳥町、山口町、東淡路町1、淡路本町1の各一部                    |

| 町名               | 町名の読み         | 設置年月日   | 住居表示実施年月日 | 住居表示実施直前の町名 |
| ------------------ | ------------------ | ------------ | ------------------ | --- |
| 中道一〜四丁目     | なかみち           | 1970年9月1日 | 1970年9月1日       | 森町、森町南1・2、北中道町1・2、中道元町1・2、森之宮東之町、宮林町、川西町、玉堀町の各全部および黒門町、南中道町4、中道本通1・2の各一部 |
| 中本一〜五丁目     | なかもと           | 1970年9月1日 | 1970年9月1日       | 南中浜町1・4、北中本町1の各全部および東小橋北之町1、西今里町1〜4、北中本町2、南中本町1・2、中道本通2・3の各一部                         |
| 東中本一〜三丁目   | ひがしなかもと     | 1970年9月1日 | 1970年9月1日       | 西今里町1〜4、東今里町1〜4の各一部 |
| 東今里一〜三丁目   | ひがしいまざと     | 1970年9月1日 | 1970年9月1日       | 東今里町1〜4の各一部 |
| 神路一〜四丁目     | かみじ             | 1970年9月1日 | 1970年9月1日       | 神路町1〜4、大今里北之町5の各全部および大今里本町5、深江西1〜6の各一部                                                                  |
| 深江北一〜三丁目   | ふかえきた         | 1970年9月1日 | 1970年9月1日       | 深江中1〜3、深江東1〜3の各全部および深江西1〜4、深江中4、深江東4の各一部                                                                |
| 深江南一〜三丁目   | ふかえみなみ       | 1970年9月1日 | 1970年9月1日       | 深江中5・6、深江東5・6の各全部および深江西4〜6、深江中4、深江東4の各一部                                                                |
| 大今里南一〜六丁目 | おおいまざとみなみ | 1970年9月1日 | 1970年9月1日       | 大今里南之町2・3、大今里本町6、片江町1〜3の各全部および大今里本町4・5の各一部                                                           |
| 大今里一〜四丁目   | おおいまざと       | 1970年9月1日 | 1970年9月1日       | 大今里北之町2〜4、大今里本町2・3の各全部および西今里町4、東今里町4、大今里北之町1、大今里本町1・4の各一部                               |
| 大今里西一〜三丁目 | おおいまざとにし   | 1970年9月1日 | 1970年9月1日       | 大今里南之町1、大成通3の各全部および南中本町1・2、大今里北之町1、大今里本町1の各一部                                                    |
| 玉津一〜三丁目     | たまつ             | 1970年9月1日 | 1970年9月1日       | 南中道町3、大成通1・2の各全部および東小橋北之町3、中道本通2・3、南中道町2・4、東小橋南之町3、北中本町2の各一部                          |
| 東小橋一〜三丁目   | ひがしおばせ       | 1970年9月1日 | 1970年9月1日       | 南中道町1、唐居町、木野町、東小橋南之町1・2、東小橋北之町2の各全部および黒門町、東小橋南之町3、東小橋北之町1・3の各一部                 |

| 町名             | 町名の読み     | 設置年月日   | 住居表示実施年月日 | 住居表示実施直前の町名                                                                                                |
| ---------------- | -------------- | ------------ | ------------------ | --- |
| 鶴橋一〜五丁目   | つるはし       | 1973年2月1日 | 1973年2月1日       | 東小橋南之町1・2、猪飼野大通1・2、猪飼野西1、猪飼野中1の各全部および鶴橋北之町1〜3、猪飼野西2、猪飼野中2の各一部      |
| 桃谷一〜五丁目   | ももだに       | 1973年2月1日 | 1973年2月1日       | 鶴橋南之町1〜3、猪飼野西3、猪飼野中3・4の各全部および鶴橋北之町1〜3、猪飼野西2・4、猪飼野中2・5、東桃谷町1〜3の各一部 |
| 勝山北一〜五丁目 | かつやまきた   | 1973年2月1日 | 1973年2月1日       | 東桃谷町4、猪飼野中6・7の各全部および東桃谷町1〜3、勝山通5〜9、猪飼野中5・8、猪飼野西4、舎利寺町1の各一部             |
| 勝山南一〜四丁目 | かつやまみなみ | 1973年2月1日 | 1973年2月1日       | 勝山通5〜9、北生野町1〜5、猪飼野中8、猪飼野東8・9、舎利寺町1の各一部                                                  |
| 生野西一〜四丁目 | いくのにし     | 1973年2月1日 | 1973年2月1日       | 南生野町1・2の各全部および北生野町1〜3、南生野町3、林寺新家町の各一部                                                 |
| 生野東一〜四丁目 | いくのひがし   | 1973年2月1日 | 1973年2月1日       | 南生野町4の全部および北生野町2〜5、南生野町3・5、林寺町2の各一部                                                      |
| 舎利寺一〜三丁目 | しゃりじ       | 1973年2月1日 | 1973年2月1日       | 舎利寺町3、林寺町1の各全部および舎利寺町2、生野田島町1・2、北生野町5、南生野町5の各一部                               |
| 林寺一〜六丁目   | はやしじ       | 1973年2月1日 | 1973年2月1日       | 林寺町3〜5の各全部および林寺新家町、林寺町2、生野田島町3・4、杭全町の各一部                                           |
| 中川西一〜三丁目 | なかがわにし   | 1973年2月1日 | 1973年2月1日       | 猪飼野町、猪飼野大通3の各全部および猪飼野東1〜8の各一部                                                               |
| 中川一〜六丁目   | なかがわ       | 1973年2月1日 | 1973年2月1日       | 中川町1・2の各全部および猪飼野東1〜8の各一部                                                                          |
| 中川東一・二丁目 | なかがわひがし | 1973年2月1日 | 1973年2月1日       | 中川町3・4の各全部 |
| 新今里一〜七丁目 | しんいまざと   | 1973年2月1日 | 1973年2月1日       | 新今里町1〜8、片江町、片江町1の各全部および片江町2の一部                                                              |
| 小路一〜三丁目   | しょうじ       | 1973年2月1日 | 1973年2月1日       | 片江町4・5、大友町1の各全部および片江町2・3・6、大友町2の各一部                                                       |
| 小路東一〜六丁目 | しょうじひがし | 1973年2月1日 | 1973年2月1日       | 大瀬町1〜3、大友町3、腹見町1〜4の各全部および片江町3・6、大友町2の各一部                                              |
| 田島一〜六丁目   | たじま         | 1973年2月1日 | 1973年2月1日       | 猪飼野東10、今林町の各全部および猪飼野東8・9、舎利寺町1・2、生野田島町1〜4、巽西足代町、巽四条町、杭全町の各一部      |
| 巽北一〜四丁目   | たつみきた     | 1973年2月1日 | 1973年2月1日       | 巽矢柄町、巽西足代町の各一部                                                                                          |
| 巽西一〜四丁目   | たつみにし     | 1973年2月1日 | 1973年2月1日       | 生野田島町1〜3、巽西足代町、巽大地町、巽四条町の各一部                                                                |
| 巽中一〜四丁目   | たつみなか     | 1973年2月1日 | 1973年2月1日       | 巽矢柄町、巽伊賀ケ町、巽西足代町、巽大地町、巽四条町の各一部                                                          |
| 巽東一〜四丁目   | たつみひがし   | 1973年2月1日 | 1973年2月1日       | 巽矢柄町、巽伊賀ケ町、巽大地町、巽四条町の各一部                                                                      |
| 巽南一〜五丁目   | たつみみなみ   | 1973年2月1日 | 1973年2月1日       | 生野田島町の全部および巽大地町、巽四条町、生野田島町4の各一部                                                         |

| 町名             | 町名の読み   | 設置年月日   | 住居表示実施年月日 | 住居表示実施直前の町名 |
| ---------------- | ------------ | ------------ | ------------------ | ---------------------- |
| 高殿一〜七丁目   | たかどの     | 1971年9月1日 | 1971年9月1日       |                        |
| 赤川一〜四丁目   | あかがわ     | 1971年9月1日 | 1971年9月1日       |                        |
| 生江一〜三丁目   | いくえ       | 1971年9月1日 | 1971年9月1日       |                        |
| 中宮一〜五丁目   | なかみや     | 1971年9月1日 | 1971年9月1日       |                        |
| 大宮一〜五丁目   | おおみや     | 1971年9月1日 | 1971年9月1日       |                        |
| 森小路一・二丁目 | もりしょうじ | 1971年9月1日 | 1971年9月1日       |                        |
| 千林一・二丁目   | せんばやし   | 1971年9月1日 | 1971年9月1日       |                        |
| 今市一・二丁目   | いまいち     | 1971年9月1日 | 1971年9月1日       |                        |
| 太子橋一〜三丁目 | たいしばし   | 1971年9月1日 | 1971年9月1日       |                        |
| 新森一〜七丁目   | しんもり     | 1971年9月1日 | 1971年9月1日       |                        |
| 清水一〜五丁目   | しみず       | 1971年9月1日 | 1971年9月1日       |                        |

| 町名               | 町名の読み     | 設置年月日              | 住居表示実施年月日 | 住居表示実施直前の町名 |
| ------------------ | -------------- | ----------------------- | ------------------ | ---------------------- |
| 今福西一〜六丁目   | いまふくにし   | 1973年10月1日（五以外） | 1973年10月1日      |                        |
| 今福西一〜六丁目   | いまふくにし   | 1976年11月1日（五）     | 1976年11月1日      |                        |
| 今福東一〜三丁目   | いまふくひがし | 1973年10月1日           | 1973年10月1日      |                        |
| 今福南一〜四丁目   | いまふくみなみ | 1973年10月1日           | 1973年10月1日      |                        |
| 蒲生一〜四丁目     | がもう         | 1976年11月1日           | 1976年11月1日      |                        |
| 新喜多一・二丁目   | しぎた         | 1973年10月1日           | 1973年10月1日      |                        |
| 新喜多東一・二丁目 | しぎたひがし   | 1973年10月1日           | 1973年10月1日      |                        |
| 鴫野西一〜五丁目   | しぎのにし     | 1973年10月1日           | 1973年10月1日      |                        |
| 鴫野東一〜三丁目   | しぎのひがし   | 1973年10月1日           | 1973年10月1日      |                        |
| 諏訪一〜四丁目     | すわ           | 1973年10月1日           | 1973年10月1日      |                        |
| 成育一〜五丁目     | せいいく       | 1976年11月1日           | 1976年11月1日      |                        |
| 関目一〜六丁目     | せきめ         | 1976年11月1日           | 1976年11月1日      |                        |
| 中央一〜三丁目     | ちゅうおう     | 1976年11月1日           | 1976年11月1日      |                        |
| 天王田             | てんのうでん   | 1973年10月1日           | 1973年10月1日      |                        |
| 中浜一〜三丁目     | なかはま       | 1973年10月1日           | 1973年10月1日      |                        |
| 永田一〜四丁目     | ながた         | 1973年10月1日           | 1973年10月1日      |                        |
| 野江一〜四丁目     | のえ           | 1973年10月1日           | 1973年10月1日      |                        |
| 放出西一〜三丁目   | はなてんにし   | 1973年10月1日           | 1973年10月1日      |                        |
| 東中浜一〜九丁目   | ひがしなかはま | 1973年10月1日           | 1973年10月1日      |                        |
| 古市一〜三丁目     | ふるいち       | 1973年10月1日           | 1973年10月1日      |                        |
| 森之宮一・二丁目   | もりのみや     | 1973年10月1日           | 1973年10月1日      |                        |

住居表示実施前の町名等欄で下線がある町名はその全部、それ以外はその一部であり、町名の末尾に数字がある場合には丁目を表す。
| 町名           | 町名の読み       | 町区域設定年月日 | 住居表示実施年月日 | 住居表示実施前の町名等                                               | 備考 |
| -------------- | ---------------- | ---------------- | ------------------ | -------------------------------------------------------------------- | ---- |
| 放出東一丁目   | はなてんひがし   | 19xx年xx月xx日   | 1974年7月22日      | 放出中1、放出東1、放出町                                             |      |
| 放出東二丁目   | はなてんひがし   | 19xx年xx月xx日   | 1974年7月22日      | 放出中2、放出東2、放出町、今津町                                     |      |
| 放出東三丁目   | はなてんひがし   | 19xx年xx月xx日   | 1974年7月22日      | 放出中3、放出東2、放出東3、放出町、今津町、布屋町、諏訪西1、新喜多町 |      |
| 今津南一丁目   | いまづみなみ     | 1971年8月2日     | 1971年8月2日       | 今津町、放出町、三組町、布屋町                                       |      |
| 今津南二丁目   | いまづみなみ     | 1971年8月2日     | 1971年8月2日       | 今津町、放出町、三組町                                               |      |
| 今津南三丁目   | いまづみなみ     | 1971年8月2日     | 1971年8月2日       | 今津町、三組町                                                       |      |
| 今津南四丁目   | いまづみなみ     | 1971年8月2日     | 1971年8月2日       | 今津町、三組町                                                       |      |
| 今津中一丁目   | いまづなか       | 1971年8月2日     | 1971年8月2日       | 今津町                                                               |      |
| 今津中二丁目   | いまづなか       | 1971年8月2日     | 1971年8月2日       | 今津町                                                               |      |
| 今津中三丁目   | いまづなか       | 1971年8月2日     | 1971年8月2日       | 今津町                                                               |      |
| 今津中四丁目   | いまづなか       | 1971年8月2日     | 1971年8月2日       | 今津町                                                               |      |
| 今津中五丁目   | いまづなか       | 1971年8月2日     | 1971年8月2日       | 今津町、三組町                                                       |      |
| 今津北一丁目   | いまづきた       | 1971年8月2日     | 1971年8月2日       | 今津町、放出町                                                       |      |
| 今津北二丁目   | いまづきた       | 1971年8月2日     | 1971年8月2日       | 今津町                                                               |      |
| 今津北三丁目   | いまづきた       | 1971年8月2日     | 1971年8月2日       | 今津町                                                               |      |
| 今津北四丁目   | いまづきた       | 1971年8月2日     | 1971年8月2日       | 今津町                                                               |      |
| 今津北五丁目   | いまづきた       | 1971年8月2日     | 1971年8月2日       | 今津町、三組町                                                       |      |
| 鶴見一丁目     | つるみ           | 1968年4月28日    | 1974年7月22日      | 鶴見1、今福南5、放出町、茨田横堤町                                   |      |
| 鶴見二丁目     | つるみ           | 1968年4月28日    | 1974年7月22日      | 鶴見2、今福南5                                                       |      |
| 鶴見三丁目     | つるみ           | 1968年4月28日    | 1974年7月22日      | 鶴見3、今福中5                                                       |      |
| 鶴見四丁目     | つるみ           | 1968年4月28日    | 1974年7月22日      | 鶴見4、今福中5、今福北5、古市南通5                                   |      |
| 鶴見五丁目     | つるみ           | 1968年4月28日    | 1974年7月22日      | 鶴見5、古市南通5、古市中通5                                          |      |
| 鶴見六丁目     | つるみ           | 1968年4月28日    | 1974年7月22日      | 鶴見6、古市中通5                                                     |      |
| 緑一丁目       | みどり           | 1974年7月22日    | 1974年7月22日      | 古市中通5、古市北通5、古市大通5                                      |      |
| 緑二丁目       | みどり           | 1974年7月22日    | 1974年7月22日      | 鶴見6                                                                |      |
| 緑三丁目       | みどり           | 1974年7月22日    | 1974年7月22日      | 別所町、両国町、貝脇町、上辻町、北清水町                             |      |
| 緑四丁目       | みどり           | 1974年7月22日    | 1974年7月22日      | 別所町、両国町、北清水町                                             |      |
| 横堤一丁目     | よこづつみ       | 1982年3月1日     | 1982年3月1日       | 茨田横堤町                                                           |      |
| 横堤二丁目     | よこづつみ       | 1982年3月1日     | 1982年3月1日       | 茨田横堤町、今津町、茨田諸口町                                       |      |
| 横堤三丁目     | よこづつみ       | 1982年3月1日     | 1982年3月1日       | 茨田横堤町、茨田諸口町                                               |      |
| 横堤四丁目     | よこづつみ       | 1982年3月1日     | 1982年3月1日       | 茨田横堤町、鶴見5、鶴見6                                             |      |
| 横堤五丁目     | よこづつみ       | 1982年3月1日     | 1982年3月1日       | 茨田横堤町、茨田諸口町                                               |      |
| 諸口一丁目     | もろくち         | 1982年3月1日     | 1982年3月1日       | 茨田諸口町、今津町                                                   |      |
| 諸口二丁目     | もろくち         | 1982年3月1日     | 1982年3月1日       | 茨田諸口町、茨田中茶屋町                                             |      |
| 諸口三丁目     | もろくち         | 1982年3月1日     | 1982年3月1日       | 茨田諸口町、茨田横堤町                                               |      |
| 諸口四丁目     | もろくち         | 1982年3月1日     | 1982年3月1日       | 茨田諸口町、茨田浜町                                                 |      |
| 諸口五丁目     | もろくち         | 1983年6月1日     | 1983年6月1日       | 茨田諸口町、茨田中茶屋町、茨田浜町                                   |      |
| 諸口六丁目     | もろくち         | 1982年3月1日     | 1982年3月1日       | 茨田諸口町                                                           |      |
| 徳庵一丁目     | とくあん         | 1982年3月1日     | 1982年3月1日       | 茨田徳庵町、今津町、茨田中茶屋町、茨田諸口町                         |      |
| 徳庵二丁目     | とくあん         | 1982年3月1日     | 1982年3月1日       | 茨田徳庵町、今津町、茨田中茶屋町、茨田諸口町                         |      |
| 中茶屋一丁目   | なかのちゃや     | 1982年3月1日     | 1982年3月1日       | 茨田中茶屋町、茨田徳庵町、茨田諸口町                                 |      |
| 中茶屋二丁目   | なかのちゃや     | 1982年3月1日     | 1982年3月1日       | 茨田中茶屋町                                                         |      |
| 安田一丁目     | やすだ           | 1982年3月1日     | 1982年3月1日       | 茨田安田町、茨田中茶屋町、茨田浜町、茨田諸口町                       |      |
| 安田二丁目     | やすだ           | 1982年3月1日     | 1982年3月1日       | 茨田安田町                                                           |      |
| 安田三丁目     | やすだ           | 1982年3月1日     | 1982年3月1日       | 茨田安田町、茨田大宮町、茨田浜町                                     |      |
| 安田四丁目     | やすだ           | 1982年3月1日     | 1982年3月1日       | 茨田安田町、茨田大宮町                                               |      |
| 浜一丁目       | はま             | 1982年3月1日     | 1982年3月1日       | 茨田浜町、茨田諸口町                                                 |      |
| 浜二丁目       | はま             | 1982年3月1日     | 1982年3月1日       | 茨田浜町                                                             |      |
| 浜三丁目       | はま             | 1982年3月1日     | 1982年3月1日       | 茨田浜町                                                             |      |
| 浜四丁目       | はま             | 1982年3月1日     | 1982年3月1日       | 茨田浜町、茨田焼野町                                                 |      |
| 浜五丁目       | はま             | 1982年3月1日     | 1982年3月1日       | 茨田浜町、茨田焼野町                                                 |      |
| 茨田大宮一丁目 | まったおおみや   | 1982年3月1日     | 1982年3月1日       | 茨田大宮町、茨田浜町、茨田安田町                                     |      |
| 茨田大宮二丁目 | まったおおみや   | 1982年3月1日     | 1982年3月1日       | 茨田大宮町                                                           |      |
| 茨田大宮三丁目 | まったおおみや   | 1982年3月1日     | 1982年3月1日       | 茨田大宮町                                                           |      |
| 茨田大宮四丁目 | まったおおみや   | 1982年3月1日     | 1982年3月1日       | 茨田大宮町                                                           |      |
| 焼野一丁目     | やけの           | 1982年3月1日     | 1982年3月1日       | 茨田焼野町、茨田浜町                                                 |      |
| 焼野二丁目     | やけの           | 1982年3月1日     | 1982年3月1日       | 茨田焼野町、茨田浜町                                                 |      |
| 焼野三丁目     | やけの           | 1982年3月1日     | 1982年3月1日       | 茨田焼野町                                                           |      |
| 緑地公園       | りょくちこうえん | 1982年3月1日     | 1982年3月1日       | 茨田浜町、茨田諸口町                                                 |      |

| 町名                 | 町名の読み             | 設置年月日 | 住居表示実施年月日 | 住居表示実施直前の町名 |
| -------------------- | ---------------------- | ---------- | ------------------ | ---------------------- |
| 阿倍野筋一〜五丁目   | あべのすじ             | 年月日     | 年月日             |                        |
| 阿倍野元町           | あべのもとまち         | 年月日     | 年月日             |                        |
| 旭町一〜三丁目       | あさひまち             | 年月日     | 年月日             |                        |
| 相生通一・二丁目     | あいおいどおり         | 年月日     | 年月日             |                        |
| 王子町一〜四丁目     | おうじちょう           | 年月日     | 年月日             |                        |
| 北畠一〜三丁目       | きたばたけ             | 年月日     | 年月日             |                        |
| 共立通一・二丁目     | きょうりつどおり       | 年月日     | 年月日             |                        |
| 三明町一・二丁目     | さんめいちょう         | 年月日     | 年月日             |                        |
| 昭和町一〜五丁目     | しょうわちょう         | 年月日     | 年月日             |                        |
| 晴明通               | せいめいどおり         | 年月日     | 年月日             |                        |
| 帝塚山一丁目         | てづかやま             | 年月日     | 年月日             |                        |
| 天王寺町北一〜三丁目 | てんのうじちょうきた   | 年月日     | 年月日             |                        |
| 天王寺町南一〜三丁目 | てんのうじちょうみなみ | 年月日     | 年月日             |                        |
| 長池町               | ながいけちょう         | 年月日     | 年月日             |                        |
| 西田辺町一・二丁目   | にしたなべちょう       | 年月日     | 年月日             |                        |
| 橋本町               | はしもとちょう         | 年月日     | 年月日             |                        |
| 播磨町一〜三丁目     | はりまちょう           | 年月日     | 年月日             |                        |
| 阪南町一〜七丁目     | はんなんちょう         | 年月日     | 年月日             |                        |
| 万代一丁目           | ばんだい               | 年月日     | 年月日             |                        |
| 美章園一〜三丁目     | びしょうえん           | 年月日     | 年月日             |                        |
| 文の里一〜四丁目     | ふみのさと             | 年月日     | 年月日             |                        |
| 松崎町一〜四丁目     | まつざきちょう         | 年月日     | 年月日             |                        |
| 松虫通一〜三丁目     | まつむしどおり         | 年月日     | 年月日             |                        |
| 丸山通一・二丁目     | まるやまどおり         | 年月日     | 年月日             |                        |
| 桃ヶ池町一・二丁目   | ももがいけちょう       | 年月日     | 年月日             |                        |

| 町名               | 町名の読み       | 設置年月日    | 住居表示実施年月日 | 住居表示実施直前の町名 |
| ------------------ | ---------------- | ------------- | ------------------ | ---------------------- |
| 安立一〜四丁目     | あんりゅう       | 1974年7月22日 | 1974年7月22日      |                        |
| 泉一・二丁目       | いずみ           | 1974年7月22日 | 1974年7月22日      |                        |
| 北加賀屋一〜五丁目 | きたかがや       | 1974年7月22日 | 1974年7月22日      |                        |
| 北島一〜三丁目     | きたじま         | 1974年7月22日 | 1974年7月22日      |                        |
| 粉浜一〜三丁目     | こはま           | 1974年7月22日 | 1974年7月22日      |                        |
| 粉浜西一〜三丁目   | こはまにし       | 1974年7月22日 | 1974年7月22日      |                        |
| 柴谷一・二丁目     | しばたに         | 1974年7月22日 | 1974年7月22日      |                        |
| 新北島一〜八丁目   | しんきたじま     | 1974年7月22日 | 1974年7月22日      |                        |
| 住之江一〜三丁目   | すみのえ         | 1974年7月22日 | 1974年7月22日      |                        |
| 中加賀屋一〜四丁目 | なかかがや       | 1974年7月22日 | 1974年7月22日      |                        |
| 西加賀屋一〜四丁目 | にしかがや       | 1974年7月22日 | 1974年7月22日      |                        |
| 西住之江一〜四丁目 | にしすみのえ     | 1974年7月22日 | 1974年7月22日      |                        |
| 浜口東一〜三丁目   | はまぐちひがし   | 1974年7月22日 | 1974年7月22日      |                        |
| 浜口西一〜三丁目   | はまぐちにし     | 1974年7月22日 | 1974年7月22日      |                        |
| 東加賀屋一〜四丁目 | ひがしかがや     | 1974年7月22日 | 1974年7月22日      |                        |
| 平林北一・二丁目   | ひらばやしきた   | 1974年7月22日 | 1974年7月22日      |                        |
| 平林南一・二丁目   | ひらばやしみなみ | 1974年7月22日 | 1974年7月22日      |                        |
| 御崎一〜八丁目     | みさき           | 1974年7月22日 | 1974年7月22日      |                        |
| 緑木一・二丁目     | みどりぎ         | 1974年7月22日 | 1974年7月22日      |                        |
| 南加賀屋一〜四丁目 | みなみかがや     | 1974年7月22日 | 1974年7月22日      |                        |
| 南港東一〜九丁目   | なんこうひがし   | 年月日        | 1982年2月1日       |                        |
| 南港北一〜三丁目   | なんこうきた     | 年月日        | 1982年2月1日       |                        |
| 南港中一〜八丁目   | なんこうなか     | 年月日        | 1982年2月1日       |                        |
| 南港南一〜七丁目   | なんこうみなみ   | 年月日        | 1982年2月1日       |                        |

| 町名               | 町名の読み         | 設置年月日   | 住居表示実施年月日 | 住居表示実施直前の町名 |
| ------------------ | ------------------ | ------------ | ------------------ | ---------------------- |
| 大領一〜五丁目     | だいりょう         | 1981年2月2日 | 1981年2月2日       |                        |
| 万代東一〜四丁目   | ばんだいひがし     | 1981年2月2日 | 1981年2月2日       |                        |
| 万代二〜六丁目     | ばんだい           | 1981年2月2日 | 1981年2月2日       |                        |
| 帝塚山東一〜五丁目 | てづかやまひがし   | 1981年2月2日 | 1981年2月2日       |                        |
| 帝塚山中一〜五丁目 | てづかやまなか     | 1981年2月2日 | 1981年2月2日       |                        |
| 帝塚山西一〜四丁目 | てづかやまにし     | 1981年2月2日 | 1981年2月2日       |                        |
| 東粉浜一〜三丁目   | ひがしこはま       | 1981年2月2日 | 1981年2月2日       |                        |
| 長峡町             | ながおちょう       | 1981年2月2日 | 1981年2月2日       |                        |
| 住吉一・二丁目     | すみよし           | 1981年2月2日 | 1981年2月2日       |                        |
| 上住吉一・二丁目   | うえすみよし       | 1981年2月2日 | 1981年2月2日       |                        |
| 墨江一〜四丁目     | すみえ             | 1981年2月2日 | 1981年2月2日       |                        |
| 清水丘一〜三丁目   | しみずがおか       | 1981年2月2日 | 1981年2月2日       |                        |
| 遠里小野一〜七丁目 | おりおの           | 1981年2月2日 | 1981年2月2日       |                        |
| 沢之町一・二丁目   | さわのちょう       | 1981年2月2日 | 1981年2月2日       |                        |
| 殿辻一・二丁目     | とのつじ           | 1981年2月2日 | 1981年2月2日       |                        |
| 千躰一・二丁目     | せんたい           | 1981年2月2日 | 1981年2月2日       |                        |
| 南住吉一〜四丁目   | みなみすみよし     | 1981年2月2日 | 1981年2月2日       |                        |
| 長居西一〜三丁目   | ながいにし         | 1981年2月2日 | 1981年2月2日       |                        |
| 長居一〜四丁目     | ながい             | 1981年2月2日 | 1981年2月2日       |                        |
| 長居東一〜四丁目   | ながいひがし       | 1981年2月2日 | 1981年2月2日       |                        |
| 苅田一〜十丁目     | かりた             | 1981年2月2日 | 1981年2月2日       |                        |
| 我孫子東一〜三丁目 | あびこひがし       | 1981年2月2日 | 1981年2月2日       |                        |
| 我孫子一〜五丁目   | あびこ             | 1981年2月2日 | 1981年2月2日       |                        |
| 我孫子西一・二丁目 | あびこにし         | 1981年2月2日 | 1981年2月2日       |                        |
| 山之内一〜五丁目   | やまのうち         | 1981年2月2日 | 1981年2月2日       |                        |
| 山之内元町         | やまのうちもとまち | 1981年2月2日 | 1981年2月2日       |                        |
| 杉本一〜三丁目     | すぎもと           | 1981年2月2日 | 1981年2月2日       |                        |
| 浅香一・二丁目     | あさか             | 1981年2月2日 | 1981年2月2日       |                        |
| 庭井一・二丁目     | にわい             | 1981年2月2日 | 1981年2月2日       |                        |

| 町名                 | 町名の読み         | 設置年月日              | 住居表示実施年月日    | 住居表示実施直前の町名 |
| -------------------- | ------------------ | ----------------------- | --------------------- | ---------------------- |
| 今林一〜四丁目       | いまばやし         | 1978年7月1日            | 1978年7月1日          |                        |
| 杭全一〜八丁目       | くまた             | 1978年7月1日            | 1978年7月1日          |                        |
| 今川一〜八丁目       | いまがわ           | 1978年7月1日            | 1978年7月1日          |                        |
| 中野一〜四丁目       | なかの             | 1978年7月1日            | 1978年7月1日          |                        |
| 中野一〜四丁目       | なかの             | 1978年7月1日            | 1980年11月1日（追加） |                        |
| 桑津一〜五丁目       | くわづ             | 1980年11月1日           | 1980年11月1日         |                        |
| 北田辺一〜六丁目     | きたたなべ         | 1980年11月1日           | 1980年11月1日         |                        |
| 山坂一〜五丁目       | やまさか           | 1981年6月1日（一）      | 1981年6月1日          |                        |
| 山坂一〜五丁目       | やまさか           | 1980年11月1日（二〜五） | 1980年11月1日         |                        |
| 田辺一〜六丁目       | たなべ             | 1981年6月1日（一）      | 1981年6月1日          |                        |
| 田辺一〜六丁目       | たなべ             | 1980年11月1日（二〜六） | 1980年11月1日         |                        |
| 南田辺一〜五丁目     | みなみたなべ       | 1980年11月1日           | 1980年11月1日         |                        |
| 東田辺一〜三丁目     | ひがしたなべ       | 1980年11月1日           | 1980年11月1日         |                        |
| 駒川一〜五丁目       | こまがわ           | 1980年11月1日           | 1980年11月1日         |                        |
| 西今川一〜四丁目     | にしいまがわ       | 1980年11月1日           | 1980年11月1日         |                        |
| 針中野一〜四丁目     | はりなかの         | 1980年11月1日           | 1980年11月1日         |                        |
| 長居公園             | ながいこうえん     | 1980年11月1日           | 1980年11月1日         |                        |
| 鷹合一〜四丁目       | たかあい           | 1980年11月1日           | 1980年11月1日         |                        |
| 湯里一〜六丁目       | ゆざと             | 1980年11月1日           | 1980年11月1日         |                        |
| 公園南矢田一〜四丁目 | こうえんみなみやた | 1980年11月1日           | 1980年11月1日         |                        |
| 矢田一〜七丁目       | やた               | 1980年11月1日           | 1980年11月1日         |                        |
| 照ケ丘矢田一〜四丁目 | てるがおかやた     | 1980年11月1日           | 1980年11月1日         |                        |
| 住道矢田一〜九丁目   | すんじやた         | 1980年11月1日           | 1980年11月1日         |                        |

| 町名                 | 町名の読み             | 設置年月日              | 住居表示実施年月日 | 住居表示実施直前の町名 |
| -------------------- | ---------------------- | ----------------------- | ------------------ | ---------------------- |
| 平野馬場一・二丁目   | ひらのばば             | 1974年7月22日           | 1974年7月22日      |                        |
| 平野北一・二丁目     | ひらのきた             | 1974年7月22日           | 1974年7月22日      |                        |
| 西脇一〜四丁目       | にしわき               | 1974年7月22日           | 1974年7月22日      |                        |
| 平野元町             | ひらのもとまち         | 1974年7月22日           | 1974年7月22日      |                        |
| 平野上町一・二丁目   | ひらのうえまち         | 1974年7月22日           | 1974年7月22日      |                        |
| 平野宮町一・二丁目   | ひらのみやまち         | 1974年7月22日           | 1974年7月22日      |                        |
| 平野市町一〜三丁目   | ひらのいちまち         | 1974年7月22日           | 1974年7月22日      |                        |
| 背戸口一〜五丁目     | せとぐち               | 1974年7月22日           | 1974年7月22日      |                        |
| 平野本町一〜五丁目   | ひらのほんまち         | 1974年7月22日           | 1974年7月22日      |                        |
| 平野東一〜四丁目     | ひらのひがし           | 1974年7月22日           | 1974年7月22日      |                        |
| 平野西一〜六丁目     | ひらのにし             | 1974年7月22日           | 1974年7月22日      |                        |
| 流町一〜四丁目       | ながれまち             | 1974年7月22日           | 1974年7月22日      |                        |
| 平野南一〜四丁目     | ひらのみなみ           | 1974年7月22日           | 1974年7月22日      |                        |
| 喜連西一〜六丁目     | きれにし               | 1974年7月22日           | 1974年7月22日      |                        |
| 喜連一〜七丁目       | きれ                   | 1974年7月22日           | 1974年7月22日      |                        |
| 喜連東一〜五丁目     | きれひがし             | 1974年7月22日           | 1974年7月22日      |                        |
| 瓜破西一〜三丁目     | うりわりにし           | 1974年7月22日           | 1974年7月22日      |                        |
| 瓜破一〜七丁目       | うりわり               | 1974年7月22日           | 1974年7月22日      |                        |
| 瓜破東一〜八丁目     | うりわりひがし         | 1974年7月22日（一〜七） | 1974年7月22日      |                        |
| 瓜破東一〜八丁目     | うりわりひがし         | 1981年9月1日（八）      | 1981年9月1日       |                        |
| 瓜破南一・二丁目     | うりわりみなみ         | 1974年7月22日           | 1974年7月22日      |                        |
| 加美北一〜九丁目     | かみきた               | 1974年7月22日           | 1974年7月22日      |                        |
| 加美正覚寺一〜四丁目 | かみしょうがくじ       | 1974年7月22日           | 1974年7月22日      |                        |
| 加美東一〜七丁目     | かみひがし             | 1974年7月22日           | 1974年7月22日      |                        |
| 加美西一・二丁目     | かみにし               | 1974年7月22日           | 1974年7月22日      |                        |
| 加美鞍作一〜三丁目   | かみくらつくり         | 1974年7月22日           | 1974年7月22日      |                        |
| 加美南一〜五丁目     | かみみなみ             | 1974年7月22日           | 1974年7月22日      |                        |
| 長吉出戸一〜八丁目   | ながよしでと           | 1974年7月22日           | 1974年7月22日      |                        |
| 長吉六反一〜五丁目   | ながよしろくたん       | 1974年7月22日           | 1974年7月22日      |                        |
| 長吉長原西一〜四丁目 | ながよしながはらにし   | 1981年9月1日            | 1981年9月1日       |                        |
| 長吉長原一〜四丁目   | ながよしながはら       | 1974年7月22日           | 1974年7月22日      |                        |
| 長吉長原東一〜三丁目 | ながよしながはらひがし | 1974年7月22日           | 1974年7月22日      |                        |
| 長吉川辺一〜四丁目   | ながよしかわなべ       | 1974年7月22日           | 1974年7月22日      |                        |

| 町名                 | 町名の読み         | 設置年月日    | 住居表示実施年月日 | 住居表示実施直前の町名 |
| -------------------- | ------------------ | ------------- | ------------------ | ---------------------- |
| 山王一〜三丁目       | さんのう           | 1973年11月1日 | 1973年11月1日      |                        |
| 太子一・二丁目       | たいし             | 1973年11月1日 | 1973年11月1日      |                        |
| 萩之茶屋一〜三丁目   | はぎのちゃや       | 1973年11月1日 | 1973年11月1日      |                        |
| 花園北一・二丁目     | はなぞのきた       | 1973年11月1日 | 1973年11月1日      |                        |
| 花園南一・二丁目     | はなぞのみなみ     | 1973年11月1日 | 1973年11月1日      |                        |
| 天下茶屋北一・二丁目 | てんがちゃやきた   | 1973年11月1日 | 1973年11月1日      |                        |
| 天下茶屋東一・二丁目 | てんがちゃやひがし | 1973年11月1日 | 1973年11月1日      |                        |
| 天下茶屋一〜三丁目   | てんがちゃや       | 1973年11月1日 | 1973年11月1日      |                        |
| 聖天下一・二丁目     | しょうてんした     | 1973年11月1日 | 1973年11月1日      |                        |
| 天神ノ森一・二丁目   | てんじんのもり     | 1973年11月1日 | 1973年11月1日      |                        |
| 岸里一〜三丁目       | きしのさと         | 1973年11月1日 | 1973年11月1日      |                        |
| 岸里東一・二丁目     | きしのさとひがし   | 1973年11月1日 | 1973年11月1日      |                        |
| 玉出東一・二丁目     | たまでひがし       | 1973年11月1日 | 1973年11月1日      |                        |
| 玉出中一・二丁目     | たまでなか         | 1973年11月1日 | 1973年11月1日      |                        |
| 玉出西一・二丁目     | たまでにし         | 1973年11月1日 | 1973年11月1日      |                        |
| 北開一・二丁目       | きたびらき         | 1973年11月1日 | 1973年11月1日      |                        |
| 中開一〜三丁目       | なかびらき         | 1973年11月1日 | 1973年11月1日      |                        |
| 南開一・二丁目       | みなみびらき       | 1973年11月1日 | 1973年11月1日      |                        |
| 出城一〜三丁目       | でしろ             | 1973年11月1日 | 1973年11月1日      |                        |
| 長橋一〜三丁目       | ながはし           | 1973年11月1日 | 1973年11月1日      |                        |
| 鶴見橋一〜三丁目     | つるみばし         | 1973年11月1日 | 1973年11月1日      |                        |
| 旭一〜三丁目         | あさひ             | 1973年11月1日 | 1973年11月1日      |                        |
| 梅南一〜三丁目       | ばいなん           | 1973年11月1日 | 1973年11月1日      |                        |
| 松一〜三丁目         | まつ               | 1973年11月1日 | 1973年11月1日      |                        |
| 橘一〜三丁目         | たちばな           | 1973年11月1日 | 1973年11月1日      |                        |
| 潮路一・二丁目       | しおじ             | 1973年11月1日 | 1973年11月1日      |                        |
| 千本北一・二丁目     | せんぼんきた       | 1973年11月1日 | 1973年11月1日      |                        |
| 千本中一・二丁目     | せんぼんなか       | 1973年11月1日 | 1973年11月1日      |                        |
| 千本南一・二丁目     | せんぼんみなみ     | 1973年11月1日 | 1973年11月1日      |                        |
| 北津守一〜四丁目     | きたつもり         | 1973年11月1日 | 1973年11月1日      |                        |
| 津守一〜三丁目       | つもり             | 1973年11月1日 | 1973年11月1日      |                        |
| 南津守一〜七丁目     | みなみつもり       | 1973年11月1日 | 1973年11月1日      |                        |

## 町名の変遷

### 北区
この項では1989年の合区以前の北区を北区（旧）、1989年に大淀区を合区したのちの北区を北区（新）と表記している。

#### 北区（旧）

##### 区制当初（1889年）の町名
1889年（明治22年）、市制町村制により大阪市が成立すると同時に旧北区が成立した。
成立当時は以下の97町が編成されていた。
○印は1925年港区に移管された町名であることを、☆印は1943年都島区に移管された町名であることをそれぞれ示す。
- 若松町（のち1978年西天満1 - 6丁目となる）
- ☆相生町
- ☆野田町
- ☆網島町
- 川崎町（のち1978年天満1 - 4丁目となる）
- 新川崎町（のち1978年天満橋1 - 3丁目・天満1 - 4丁目となる）
- 臼屋町（のち1978年天満1 - 4丁目となる）
- 今井町（のち1978年天満1 - 4丁目となる）
- 天満橋筋1 - 4丁目（のち1978年天満橋1 - 3丁目などの一部となる）
- 空心町1 - 2丁目（のち1978年天満1 - 4丁目・天満橋1 - 3丁目・東天満1 - 2丁目などの一部となる）
- 金屋町1 - 2丁目（のち1978年天満1 - 4丁目・東天満1 - 2丁目・松ケ枝町となる）
- 朝日町（のち1978年天満1 - 4丁目・東天満1 - 2丁目となる）
- 信保町1 - 2丁目（のち1978年天満1 - 4丁目・東天満1 - 2丁目・松ケ枝町となる）
- 岩井町1 - 2丁目（のち1978年天満1 - 4丁目・東天満1 - 2丁目・松ケ枝町となる）
- 壺屋町1 - 2丁目（のち1978年天満1 - 4丁目・東天満1 - 2丁目・松ケ枝町となる）
- 河内町1 - 2丁目（のち1978年天満1 - 4丁目・東天満1 - 2丁目・松ケ枝町・紅梅町となる）
- 滝川町（のち1978年天満1 - 4丁目・東天満1 - 2丁目となる）
- 竜田町（のち1978年天満1 - 4丁目・東天満1 - 2丁目となる）
- 松ケ枝町
- 此花町1 - 2丁目（のち1978年天満1 - 4丁目・東天満1 - 2丁目などの一部となる）
- 市之町（のち1978年天神橋1 - 6丁目となる）
- 菅原町
- 天神橋筋1 - 4丁目（のち1978年天満1 - 4丁目・天神橋1 - 6丁目・菅原町となる）
- 天神筋町（のち1978年天神橋1 - 6丁目となる）
- 鳴尾町（のち1978年天神橋1 - 6丁目・天神西町となる）
- 樽屋町（のち1978年天神橋1 - 6丁目・天神西町となる）
- 大工町（のち1978年紅梅町・天神橋1 - 6丁目・東天満1 - 2丁目となる）
- 地下町（のち1978年天神橋1 - 6丁目・天神西町・南森町1 - 2丁目となる）
- 旅籠町（のち1978年南森町1 - 2丁目となる）
- 南森町（のち1978年旅籠町・東堀川町の全域と地下町などの一部を編入し1 - 2丁目を設置）
- 北森町（1978年天神橋1 - 6丁目・末広町・南森町1 - 2丁目となる）
- 東堀川町（のち1978年南森町1 - 2丁目となる）
- 綿屋町（のち1978年南森町1 - 2丁目・末広町・扇町1 - 2丁目となる）
- 紅梅町
- 末広町
- 西堀川町（のち1978年南森町1 - 2丁目・西天満1 - 6丁目・南扇町となる）
- 富田町（のち1978年西天満1 - 6丁目・南扇町・野崎町となる）
- 伊勢町（のち1978年西天満1 - 6丁目・南扇町となる）
- 木幡町（のち1978年西天満1 - 6丁目・野崎町となる）
- 老松町1 - 3丁目（のち1978年天神西町・西天満1 - 6丁目となる）
- 絹笠町（のち1978年西天満1 - 6丁目となる）
- 樋上町（のち1978年天神西町・西天満1 - 6丁目となる）
- 真砂町（のち1978年西天満1 - 6丁目となる）
- 堂島浜通1 - 4丁目（のち1943年3丁目の一部と4丁目の全域が福島区に編入、1944年3丁目が絹笠町・堂島西町となり、1978年西天満1 - 6丁目・堂島1 - 3丁目・堂島浜1 - 2丁目となる）
- 堂島中1 - 2丁目（のち1978年堂島浜1 - 2丁目・堂島1 - 3丁目となる）
- 堂島船大工町（のち1978年西天満1 - 6丁目・堂島1 - 3丁目となる）
- 堂島北町（のち1978年堂島1 - 3丁目となる）
- 堂島裏1 - 3丁目（のち1925年堂島上1 - 3丁目となる）
- 曽根崎新地1 - 3丁目（のち1978年堂島上1 - 3丁目・堂島西町・永楽町の各一部を編入し1 - 3丁目を1 - 2丁目に再編）
- 中之島1 - 7丁目（のち1978年宗是町・常安町・玉江町1 - 2丁目を編入し1 - 7丁目を1 - 6丁目に再編）
- 常安町（のち1978年中之島1 - 6丁目となる）
- 源蔵町（のち1978年天神西町・西天満1 - 6丁目・南森町1 - 2丁目となる）
- 宗是町（のち1978年中之島1 - 6丁目となる）
- 玉江町1 - 2丁目（1978年中之島1 - 6丁目となる）
- ○富島町
- ○古川町
- 安治川通上1 - 2丁目（のち1912年安治川上通1 - 2丁目と改称）
- 安治川通北1 - 3丁目（のち1912年北安治川通1 - 3丁目と改称）
- 安治川通南1 - 3丁目（のち1912年南安治川通1 - 3丁目と改称）

##### 周辺自治体の編入（1897年）
1897年（明治30年）、市内の第1次市域拡張により北区内に以下の町村が編入され、以下の町・大字を編入した。以下旧町村別に列挙する。
旧西成郡北野村
村制時代は大字が編成されていなかった。
- 北野（のち1900年北野佐藤町などの一部となる）

旧曽根崎村
村制時代は大字が編成されていなかった。
- 曽根崎（のち1900年曽根崎永楽町などの一部となる）

旧上福島村
村制時代は大字が編成されていなかった。
- 上福島（のち1900年上福島1 - 3丁目・上福島中1 - 5丁目・上福島北1 - 3丁目となる）

旧下福島村
編入後は村制時代の大字にそれぞれ「下福島」を冠称した。
- 下福島大字下福島（1900年下福島1 - 5丁目となる）
- 下福島大字安井（1900年安井町となる）

旧西成郡野田村（一部）
村制時代は大字が編成されていなかった。
- 西成野田（のち1900年西野田平松町などの一部となる）

旧川崎村（一部）
村制時代は大字が編成されていなかった。
- 西成川崎（のち1900年東寺町などの一部となる）

旧豊崎村（一部）
編入後は村制時代の大字にそれぞれ「豊崎」を冠称した。
- 豊崎大字国分寺（のち1900年天満橋筋西1 - 4丁目・樋之口上之町・樋之口下之町・天満橋筋1 - 7丁目となる）
- 豊崎大字南浜（のち1900年南浜町となる）
- 豊崎大字本庄（のち1900年天神橋筋東1 - 4丁目・本庄中野町などの一部となる）

旧鯰江村（一部）
編入後は村制時代の大字にそれぞれ「鯰江」を冠称した。
- 鯰江大字新喜多（のち1900年新喜多町となる）
- 鯰江大字蒲生（のち1900年新喜多町となる）

旧都島村（一部）
編入後は村制時代の大字にそれぞれ「都島」を冠称した。
- 都島大字中野（のち1900年中野町となる）
- 都島大字沢上江（のち1900年沢上江町となる）
- 都島大字善源寺（のち1900年善源寺町となる）

旧東成郡野田村（一部）
村制時代は大字が編成されていなかった。
- 東成野田（のち1900年東野田町となる）

##### 町名の設置
ここでは大淀区と合併する1989年までの町名設置を年別に記している。以下にその一覧を記す。●印は1925年此花区に移管された町名であることを、☆印は1943年都島区に移管された町名であることをそれぞれ示す。
1900年（明治33年）
- 北野佐藤町（北野より。のち1924年佐藤町と改称）
- 北野牛丸町（北野より。のち1924年牛丸町と改称）
- 北野大深町（北野より。のち1924年大深町と改称）
- 北野小深町（北野より。のち1924年小深町と改称）
- 北野芝田町（北野より。のち1924年芝田町と改称）
- 北野茶屋町（北野より。のち1924年茶屋町と改称）
- 北野松本町（北野より。のち1924年大深町に編入）
- 北野角田町（北野より。のち1924年角田町と改称）
- 北野小松原町（北野より。のち1924年小松原町と改称）
- 北野高垣町（北野より。のち1924年高垣町と改称）
- 北野堂山町（北野より。のち1924年堂山町と改称）
- 北野東之町（北野より。のち1924年野崎町・神山町・万歳町となる）
- 北野西之町（北野より。のち1924年高垣町・茶屋町・角田町・小深町となる）
- 北野太融寺町（北野より。のち1924年太融寺町と改称）
- 北野兎我野町（北野より。のち1924年兎我野町と改称）
- 西寺町1 - 2丁目（西成川崎・北野より。のち1978年末広町・野崎町・南扇町・兎我野町となる）
- 西梅ケ枝町（北野より。のち1924年梅ケ枝町に編入）
- 野崎町（北野より）
- 曽根崎永楽町（曽根崎より。のち1944年永楽町と改称）
- 曽根崎上1 - 4丁目（曽根崎より。のち1978年曽根崎1 - 2丁目などの一部となる）
- 曽根崎中1 - 2丁目（曽根崎より。のち1978年曽根崎1 - 2丁目などの一部となる）
- 東梅田町（曽根崎より。のち1940年梅田となる）
- 梅田町（曽根崎より。のち1978年梅田1 - 3丁目・角田町となる）
- 北梅田町（曽根崎より。のち1943年一部が福島区に編入、1944年大深町に編入）
- 西梅田町（曽根崎より。のち1943年一部が福島区に編入、1944年堂島西町・梅田町に編入）
- 上福島1 - 3丁目（上福島より。のち1924年上福島南1 - 3丁目などの一部となる）
- ●上福島中1 - 5丁目（上福島より。のち1924年4 - 5丁目が上福島北1 - 4丁目・上福島南1 - 3丁目に編入）
- ●上福島北1 - 3丁目（上福島より）
- ●下福島1 - 5丁目（下福島大字下福島より）
- ●安井町（下福島大字安井より）
- ●西野田平松町（西成野田より）
- ●西野田草開町（西成野田より）
- ●西野田玉川町1 - 4丁目（西成野田より）
- 西野田亀甲北之町（西成野田より。のち1922年西野田亀甲町1 - 2丁目となる）
- 西野田亀甲南之町（西成野田より。のち1922年西野田亀甲町1 - 2丁目となる）
- ●西野田中江町（西成野田より）
- ●西野田江成町（西成野田より）
- 西野田吉野東之町（西成野田より。のち1922年西野田吉野町1 - 3丁目・西野田玉川町1 - 4丁目となる）
- 西野田吉野西之町（西成野田より。のち1922年西野田吉野町1 - 3丁目となる）
- ●西野田今開町（西成野田より。のち1922年西野田兼平町の一部を編入し1 - 2丁目を設置）
- ●西野田大野町1 - 2丁目（西成野田より）
- ●西野田十六町（西成野田より）
- ●西野田対込町（西成野田より）
- ●西野田兼平町（西成野田より）
- ●西野田茶園町（西成野田より）
- ●西野田大開町（西成野田より。のち1922年西野田上島町の一部を編入し1 - 4丁目を設置）
- 西野田新家東之町（西成野田より。のち1922年西野田新家町1 - 2丁目となる）
- 西野田新家西之町（西成野田より。のち1922年西野田新家町1 - 2丁目となる）
- ●西野田上島町（西成野田より）
- ●西野田下島町（西成野田より）
- ●西野田嬉ケ崎町（西成野田より）
- 東寺町（西成川崎より。のち1978年同心1 - 2丁目・与力町・天神橋1 - 6丁目となる）
- 南同心町1 - 2丁目（西成川崎より。のち1978年同心1 - 2丁目・与力町・天神橋1 - 6丁目となる）
- 与力町1 - 2丁目（西成川崎より。のち1978年同心1 - 2丁目・与力町・天神橋1 - 6丁目となる）
- 北同心町1 - 2丁目（西成川崎より。のち1978年同心1 - 2丁目・錦町・天神橋1 - 6丁目となる）
- 東梅ケ枝町（西成川崎より。のち1924年梅ケ枝町に編入）
- 天満橋筋5 - 7丁目（西成川崎・豊崎大字国分寺より。のち1924年5 - 6丁目に再編、1943年6丁目の一部が大淀区に編入、1978年天満橋1 - 3丁目などの一部となる）
- 天満橋筋西1 - 4丁目（西成川崎より。のち1924年天満橋筋1 - 6丁目・北同心町1 - 2丁目・国分寺町・南錦町・北錦町・池田町となる）
- 天神橋筋東1 - 4丁目（西成川崎・豊崎大字本庄より。のち1924年南錦町・北錦町・池田町・吉山町・天神橋筋1 - 6丁目となる）
- 天神橋筋5 - 6丁目（西成川崎より。のち1943年6丁目の一部が大淀区に編入、1978年天満1 - 4丁目・天神橋1 - 6丁目・菅原町となる）
- 天神橋筋西1 - 2丁目（西成川崎より。のち1978年浪花町・野崎町・浮田町・北扇町・東扇町・南扇町となる）
- 樋之口上之町（豊崎大字国分寺より。のち1924年樋之口町となる）
- 樋之口下之町（豊崎大字国分寺より。のち1924年樋之口町・天満橋筋1 - 6丁目となる）
- 南浜町（豊崎大字南浜より。のち1924年舟場町・芝田町・浜崎町となる）
- 本庄中野町（豊崎大字本庄より。のち1924年中崎町と改称）
- 本庄黒崎町（豊崎大字本庄より。のち1924年黒崎町と改称）
- 本庄浮田町（豊崎大字本庄より。のち1924年浮田町と改称）
- 本庄葉村町（豊崎大字本庄より。のち1924年葉村町と改称）
- 本庄横道町（豊崎大字本庄より。のち1924年山崎町・北扇町・万歳町・葉村町・道本町となる）
- 本庄東権現町（豊崎大字本庄より。のち1924年万歳町・葉村町・道本町・舟場町となる）
- 本庄西権現町（豊崎大字本庄より。のち1924年鶴野町・浜崎町・茶屋町となる）
- ☆新喜多町（鯰江大字新喜多・鯰江大字蒲生より）
- ☆中野町（都島大字中野より。のち1923年沢上江町の一部を編入し1 - 5丁目を設置）
- 沢上江町（都島大字沢上江より。のち1923年中野町の一部を編入し1 - 10丁目を設置、1936年都島本通1 - 8丁目・都島中通1 - 6丁目・都島南通1 - 5丁目などの一部となる）
- 善源寺町（都島大字善源寺より。のち1923年1 - 10丁目を設置、1936年善源寺町・都島本通1 - 8丁目・都島北通1 - 4丁目・都島中通1 - 6丁目となる）
- ☆東野田町（東成野田より。のち1914年1 - 9丁目を設置）

1912年（明治45年）
- ●安治川上通1 - 2丁目（安治川通上1 - 2丁目より改称）
- ●北安治川通1 - 3丁目（安治川通北1 - 3丁目より改称）
- ○南安治川通1 - 3丁目（安治川通南1 - 3丁目より改称）

1922年（大正11年）
- ●西野田亀甲町1 - 2丁目（西野田亀甲北之町・西野田亀甲南之町・西野田平松町・西野田中江町より）
- ●西野田吉野町1 - 3丁目（西野田吉野東之町・西野田吉野西之町・西野田玉川町1 - 4丁目より）
- ●西野田新家町1 - 2丁目（西野田新家東之町・西野田新家西之町より）

1924年（大正13年）
- 佐藤町（北野佐藤町より改称。のち1943年一部が大淀区・福島区に編入、1944年大深町に編入）
- 牛丸町（北野牛丸町より改称。のち1978年芝田1 - 2丁目・大深町となる）
- 大深町（北野大深町より改称）
- 小深町（北野小深町より改称。のち1978年茶屋町・芝田1 - 2丁目・角田町となる）
- 芝田町（北野芝田町より改称。のち1978年芝田1 - 2丁目・大深町・茶屋町となる）
- 茶屋町（北野茶屋町より改称）
- 角田町（北野角田町より改称）
- 小松原町（北野小松原町より改称）
- 高垣町（北野高垣町より改称。のち1978年堂山町・角田町・小松原町となる）
- 堂山町（北野堂山町より改称）
- 太融寺町（北野太融寺町より改称）
- 兎我野町（北野兎我野町より改称）
- 神山町（北野東之町・野崎町より）
- 万歳町（本庄横道町・本庄葉村町・本庄東権現町・北野東之町・北野堂山町より）
- 南扇町（野崎町・天神橋筋西1 - 2丁目より）
- 北扇町（本庄黒崎町・本庄横道町・野崎町・天神橋筋西1 - 4丁目より。のち1978年扇町1 - 2丁目などの一部となる）
- 西扇町（野崎町より。のち1978年扇町1 - 2丁目・神山町となる）
- ●上福島北4丁目（上福島中1 - 5丁目より）
- ●上福島南1 - 3丁目（上福島1 - 3丁目・上福島中1 - 5丁目・下福島1 - 5丁目・堂島浜通1 - 4丁目より）
- 国分寺町（天満橋筋西1 - 4丁目より、1943年一部が大淀区に編入、1944年菅栄町となる）
- 南錦町（天神橋筋東1 - 4丁目・天満橋筋西1 - 4丁目より。のち1978年錦町・天神橋1 - 6丁目となる）
- 北錦町（天神橋筋東1 - 4丁目・天満橋筋西1 - 4丁目より。のち1978年錦町・池田町・天神橋1 - 6丁目となる）
- 池田町（天神橋筋東1 - 4丁目・天満橋筋西1 - 4丁目より）
- 吉山町（天神橋筋東1 - 4丁目より。のち1943年一部が大淀区に編入、1978年菅栄町・天神橋1 - 6丁目となる）
- 浪花町（天神橋筋西1 - 2丁目・天神橋筋1 - 6丁目より。のち1943年一部が大淀区に編入）
- 東扇町（天神橋筋西1 - 2丁目より。のち1978年天神橋1 - 6丁目・扇町1 - 2丁目となる）
- 樋之口町（樋之口上之町・樋之口下之町より。のち1943年一部が大淀区に編入）
- 舟場町（本庄東権現町・本庄葉村町・南浜町より。のち1978年中崎西1 - 4丁目となる）
- 浜崎町（南浜町・本庄西権現町より。のち1978年中崎西1 - 4丁目・茶屋町・鶴野町となる）
- 中崎町（本庄中野町より改称。のち1978年中崎1 - 3丁目・黒崎町・浮田1 - 2丁目・山崎町となる）
- 黒崎町（本庄黒崎町より改称）
- 山崎町（本庄横道町・本庄葉村町・本庄黒崎町より）
- 浮田町（本庄浮田町より改称。のち1978年浮田1 - 2丁目・浪花町となる）
- 葉村町（本庄葉村町より改称。のち1978年中崎西1 - 4丁目・中崎1 - 3丁目・万歳町となる）
- 道本町（本庄東権現町・本庄横道町より。のち1978年中崎西1 - 4丁目・角田町となる）
- 鶴野町（本庄西権現町・北野茶屋町より）

1925年（大正14年）
北区・西区の一部より港区・此花区が成立、以上の町名のうち○印の町が港区へ、●印の町が此花区へそれぞれ移行。
同年以下の町名が設置。
- 堂島上1 - 3丁目（1978年西天満1 - 6丁目・曽根崎新地1 - 2丁目・堂島1 - 3丁目となる）

1936年（昭和11年）
- ☆都島本通1 - 8丁目（沢上江町1 - 10丁目・中野町1 - 5丁目・善源寺町1 - 10丁目より）
- ☆都島南通1 - 5丁目（中野町1 - 5丁目・沢上江町1 - 10丁目・東野田町1 - 9丁目より）
- ☆都島中通1 - 6丁目（沢上江町1 - 10丁目・善源寺町1 - 10丁目より）
- ☆善源寺町（善源寺町1 - 10丁目より）
- ☆都島北通1 - 4丁目（善源寺町1 - 10丁目より）

1940年（昭和15年）
- 梅田（東梅田町・曽根崎中1 - 2丁目より、1978年梅田1 - 3丁目・曽根崎1 - 2丁目・角田町となる）

1943年（昭和18年）
北区・旭区の一部より都島区が、北区・此花区・西淀川区の一部より福島区が、北区・東淀川区・西淀川区・此花区の一部より大淀区がそれぞれ成立、同時に東淀川区・此花区より以下の町が北区に編入。
東淀川区より編入
- 中津南通1 - 3丁目（のち1944年芝田町・大深町に編入）
- 南浜町1丁目（のち1944年豊島町となる）
- 本庄中通1丁目（のち1944年中崎町に編入）
- 本庄西通1丁目（のち1944年中崎町に編入）
- 本庄東通1丁目（のち1944年浮田町に編入）
- 本庄川崎町1丁目（のち1944年浪花町・浮田町に編入）
- 豊崎西通1丁目（のち1944年東和町となる）
- 豊崎東通1丁目（のち1944年豊宮町となる）

此花区より編入
- 上福島中1丁目（のち1944年梅田町に編入）
- 上福島南1丁目（のち1944年堂島西町となる）

1944年（昭和19年）
- 堂島西町（上福島南1丁目・堂島浜通1 - 3丁目・西梅田町・曽根崎新地1 - 3丁目より。のち1978年梅田1 - 3丁目などの一部となる）
- 永楽町（曽根崎永楽町より改称。のち1978年曽根崎1 - 2丁目などの一部となる）
- 神明町（曽根崎上1 - 4丁目・曽根崎永楽町より。のち1978年西天満1 - 6丁目・曽根崎1 - 2丁目となる）
- 菅栄町（国分寺町より）
- 豊島町（南浜町1丁目より。のち1978年中崎1 - 3丁目・中崎西1 - 4丁目となる）
- 東和町（豊崎西通1丁目より。のち1978年茶屋町・芝田1 - 2丁目となる）
- 豊宮町（豊崎東通1丁目より。のち1978年鶴野町・茶屋町・中崎西1 - 4丁目となる）

1978年（昭和53年）に全域で住居表示実施を完了した。

#### 旧大淀区

##### 成立当初（1943年）の町名
大淀区は1943年（昭和18年）、南区の各一部より成立した。
成立当時は以下の85町が編成されていた。
- 天満橋筋6丁目（1977年長柄東1 - 3丁目・国分寺1 - 2丁目となる）
- 天神橋筋6 - 9丁目（1977年天神橋7 - 8丁目・本庄東1 - 3丁目となる）
- 佐藤町（1963年大淀町南1 - 3丁目・大淀町中1 - 5丁目・中津南通1 - 4丁目となる）
- 国分寺町（1977年長柄中1 - 3丁目・国分寺1 - 2丁目となる）
- 吉山町（1977年国分寺1 - 2丁目・天神橋7 - 8丁目となる）
- 浪花町（1977年天神橋7 - 8丁目・本庄東1 - 3丁目となる）
- 樋之口町（1977年長柄東1 - 3丁目・国分寺1 - 2丁目となる）
- 上福島北1 - 2丁目（1963年大淀町南1 - 3丁目となる）
- 浦江北1 - 5丁目（1964年1 - 2・4丁目が大淀町南1 - 3丁目・大淀町中1 - 5丁目・大淀町北1 - 2丁目となり、1977年3・5丁目が大淀北1 - 2丁目となる）
- 大仁東1 - 2丁目（1963年大淀町南1 - 3丁目・大淀町中1 - 5丁目・中津南通1 - 4丁目となる）
- 大仁本町1 - 3丁目（1964年大淀町北1 - 2丁目となる）
- 大仁元町1 - 2丁目（1964年大淀町南1 - 3丁目・大淀町中1 - 5丁目となる）
- 大仁西1 - 2丁目（1964年2丁目が大淀町北1 - 2丁目となり、1977年1丁目が大淀北1 - 2丁目となる）
- 南浜町1 - 3丁目（1977年本庄西1 - 3丁目・豊崎1 - 7丁目となる）
- 中津浜通1 - 5丁目（1977年豊崎1 - 7丁目・中津1 - 7丁目となる）
- 中津本通1 - 3丁目（1977年中津1 - 7丁目・豊崎1 - 7丁目となる）
- 中津南通1 - 4丁目（1977年中津1 - 7丁目・大淀北1 - 2丁目となる）
- 長柄浜通1 - 4丁目（1977年長柄東1 - 3丁目・長柄中1 - 3丁目・国分寺1 - 2丁目となる）
- 長柄東通1 - 3丁目（1977年長柄東1 - 3丁目・長柄中1 - 3丁目となる）
- 長柄中通1 - 4丁目（1977年長柄東1 - 3丁目・長柄中1 - 3丁目・長柄西1 - 2丁目・国分寺1 - 2丁目となる）
- 長柄西通1 - 3丁目（1977年長柄中1 - 3丁目・長柄西1 - 2丁目・国分寺1 - 2丁目・天神橋7 - 8丁目となる）
- 本庄東通1 - 5丁目（1977年本庄東1 - 3丁目となる）
- 本庄中通1 - 5丁目（1977年本庄東1 - 3丁目・本庄西1 - 3丁目となる）
- 本庄西通1 - 5丁目（1977年本庄西1 - 3丁目・豊崎1 - 7丁目となる）
- 豊崎東通1 - 5丁目（1964年1 - 5丁目を1 - 3丁目に再編、1977年豊崎1 - 7丁目となる）
- 豊崎西通1 - 5丁目（1964年1 - 5丁目を1 - 3丁目に再編、1977年豊崎1 - 7丁目となる）
- 本庄川崎町1 - 5丁目（1977年本庄東1 - 3丁目となる）

##### 町名の設置
ここでは1989年に北区（新）となるまでの町名設置を年別に記している。以下にその一覧を記す。
1963年（昭和38年）
- 大淀町南1 - 3丁目（佐藤町・大仁東1 - 2丁目・大仁本町1 - 3丁目・上福島北1 - 2丁目・大仁元町1 - 2丁目・浦江北1 - 5丁目より、1977年大淀南1 - 3丁目・大淀中1 - 5丁目・中津1 - 7丁目となる）
- 大淀町中1 - 5丁目（大仁本町1 - 3丁目・大仁東1 - 2丁目・中津南通1 - 4丁目・佐藤町・大仁西1 - 2丁目・大仁元町1 - 2丁目・浦江北1 - 5丁目より、1977年大淀中1 - 5丁目・大淀北1 - 2丁目・中津1 - 7丁目となる）
- 大淀町北1丁目（大仁本町1 - 3丁目・中津浜通1 - 5丁目より、1977年大淀北1 - 2丁目・中津1 - 7丁目となる）

1964年（昭和39年）
- 大淀町北2丁目（大仁本町1 - 3丁目・大仁西1 - 2丁目・浦江北1 - 5丁目・中津浜通1 - 5丁目より、1977年大淀北1 - 2丁目・中津1 - 7丁目となる）

なお、1977年に全域で住居表示実施を完了した。

### 都島区

#### 成立当初（1943年）の町名
同区は1943年（昭和18年）、旭区・北区の各一部より成立した。
成立当時は以下の56町が編成されていた。
- 赤川町（1969年町名は廃止されたが編入先は不明）
- 中宮町（廃止年・編入先ともに不明[注 1]）
- 中宮町1 - 2丁目（1969年町名は廃止されたが編入先は不明）
- 生江町（1969年町名は廃止されたが編入先は不明）
- 毛馬町（1969年友渕町1 - 3丁目となる）
- 友渕町[注 2]（1969年友渕町1 - 3丁目となる）
- 城北善源寺町（1969年町名は廃止されたが編入先は不明）
- 内代町（1944年御幸町1 - 3丁目・内代町1 - 4丁目となる）
- 内代町1 - 2丁目
- 蒲生町（1969年町名は廃止されたが編入先は不明）
- 野江西之町3丁目（1969年町名は廃止されたが編入先は不明）
- 野江中之町3丁目（昭和40年代内代町1 - 4丁目に編入されたと思われる）
- 相生町（1969年片町1 - 2丁目となる）
- 野田町（1969年東野田町1 - 5丁目・片町1 - 2丁目となる）
- 網島町
- 新喜多町（1969年片町1 - 2丁目となる）
- 中野町1 - 5丁目
- 善源寺町（1969年1 - 2丁目を設置）
- 東野田町1 - 9丁目（1969年1 - 9丁目を1 - 5丁目に再編）
- 都島本通1 - 8丁目（1969年1 - 8丁目を1 - 5丁目に再編）
- 都島北通1 - 4丁目（1969年1 - 4丁目を1 - 2丁目に再編）
- 都島中通1 - 6丁目（1969年1 - 6丁目を1 - 3丁目に再編）
- 都島南通1 - 5丁目（1969年1 - 5丁目を1 - 2丁目に再編）

#### 町名の設置
ここでは現在までの町名設置を年別に記している。以下にその一覧を記す。
1943年（昭和18年）
- 高倉町4丁目（毛馬町より、1969年高倉町1 - 3丁目に編入）
- 大東町1丁目（毛馬町より）
- 毛馬町1 - 5丁目（毛馬町・友渕町より）
- 友渕町2丁目（友渕町・毛馬町・赤川町より）

1944年（昭和19年）
- 御幸町1 - 3丁目（内代町・赤川町・生江町・中宮町1 - 2丁目より、1969年1 - 3丁目を1 - 2丁目に再編）
- 高倉町1 - 3丁目（毛馬町・赤川町・生江町・友渕町より）
- 大東町2 - 3丁目（友渕町・赤川町より）
- 内代町3 - 4丁目（内代町・赤川町・中宮町・生江町より）

### 福島区

#### 成立当初（1943年）の町名
同区は1943年（昭和18年）、此花区・西淀川区・北区の各一部より成立した。
成立当時は以下の77町が編成されていた。
- 浦江北1・5丁目（町名廃止年・編入先ともに不明）
- 浦江上1 - 3丁目（1944年鷺洲上1 - 3丁目となる）
- 浦江本通1 - 2丁目（1944年鷺洲本通1 - 2丁目となる）
- 浦江中1 - 2丁目（1944年鷺洲中1 - 2丁目となる）
- 浦江南1 - 2丁目（1944年鷺洲南1 - 2丁目となる）
- 川上町（1975年吉野1 - 5丁目となる）
- 海老江上1 - 4丁目（1975年海老江1 - 8丁目・鷺洲1 - 6丁目となる）
- 海老江中1 - 3丁目（1975年海老江1 - 8丁目・大開1 - 4丁目となる）
- 海老江下1 - 3丁目（1975年海老江1 - 8丁目・大開1 - 4丁目となる）
- 海老江新町（1975年大開1 - 4丁目となる）
- 大仁東1丁目（1975年に町名は廃止されたが編入先は不明）
- 大仁元町1丁目（1975年に町名は廃止されたが編入先は不明）
- 上福島北1 - 4丁目（1975年福島1 - 8丁目となる）
- 上福島中1 - 3丁目（1975年福島1 - 8丁目となる）
- 上福島南1 - 3丁目（1975年福島1 - 8丁目・玉川1 - 4丁目となる）
- 下福島1 - 5丁目（1975年福島1 - 8丁目・玉川1 - 4丁目・野田1 - 6丁目となる）
- 安井町（1975年野田1 - 6丁目・吉野1 - 5丁目となる）
- 平松町（1975年玉川1 - 4丁目・吉野1 - 5丁目・福島1 - 8丁目となる）
- 草開町（1975年玉川1 - 4丁目・福島1 - 8丁目となる）
- 玉川町1 - 4丁目（1975年玉川1 - 4丁目・野田1 - 6丁目となる）
- 亀甲町1 - 2丁目（1975年玉川1 - 4丁目・吉野1 - 5丁目となる）
- 中江町（1975年吉野1 - 5丁目・大開1 - 4丁目となる）
- 吉野町1 - 3丁目（1975年吉野1 - 5丁目・大開1 - 4丁目となる）
- 江成町（1975年吉野1 - 5丁目・大開1 - 4丁目となる）
- 今開町1 - 2丁目（1975年野田1 - 6丁目・吉野1 - 5丁目となる）
- 大野町1 - 2丁目（1975年野田1 - 6丁目となる）
- 十六町（1975年野田1 - 6丁目となる）
- 対込町（1975年野田1 - 6丁目となる）
- 兼平町（1975年野田1 - 6丁目となる）
- 茶園町（1975年大開1 - 4丁目となる）
- 大開町1 - 4丁目（1975年大開1 - 4丁目となる）
- 新家町1 - 2丁目（1975年野田1 - 6丁目・大開1 - 4丁目となる）
- 上島町（1975年大開1 - 4丁目となる）
- 下島町（1975年大開1 - 4丁目となる）
- 安治川上通1 - 2丁目（1975年野田1 - 6丁目となる）
- 堂島浜通3 - 4丁目（1975年福島1 - 8丁目・玉川1 - 4丁目となる）
- 北梅田町（1975年福島1 - 8丁目となる）
- 西梅田町（1975年福島1 - 8丁目となる）
- 佐藤町（1975年福島1 - 8丁目となる）

#### 町名の設置
ここでは現在までの町名設置を年別に記している。以下にその一覧を記す。
1944年（昭和19年）
- 鷺洲上1 - 3丁目（浦江上1 - 3丁目より、1975年鷺洲1 - 6丁目・海老江1 - 8丁目となる）
- 鷺洲本通1 - 2丁目（浦江本通1 - 2丁目より、1975年鷺洲1 - 6丁目・海老江1 - 8丁目となる）
- 鷺洲中1 - 2丁目（浦江中1 - 2丁目より、1975年鷺洲1 - 6丁目となる）
- 鷺洲南1 - 2丁目（浦江南1 - 2丁目・上福島北1 - 4丁目より、1975年鷺洲1 - 6丁目・福島1 - 8丁目となる）

1975年（昭和50年）
- 鷺洲1 - 6丁目（鷺洲中1 - 2丁目・鷺洲南1 - 2丁目・鷺洲上1 - 3丁目・鷺洲本通1 - 2丁目・海老江上1 - 4丁目より）
- 海老江1 - 8丁目（海老江上1 - 4丁目・海老江中1 - 3丁目・海老江下1 - 3丁目・鷺洲本通1 - 2丁目・鷺洲上1 - 3丁目より）
- 福島1 - 8丁目（佐藤町・北梅田町・西梅田町・上福島北1 - 4丁目・上福島中1 - 3丁目・上福島南1 - 3丁目・堂島浜通3 - 4丁目・下福島1 - 5丁目・草開町・平松町・鷺洲南1 - 2丁目より）
- 野田1 - 6丁目（十六町・対込町・兼平町・大野町1 - 2丁目・安治川上通1 - 2丁目・下福島1 - 5丁目・今開町1 - 2丁目・玉川町1 - 4丁目・安井町より）
- 玉川1 - 4丁目（玉川町1 - 4丁目・草開町・平松町・下福島1 - 5丁目・上福島南1 - 3丁目・堂島浜通3 - 4丁目・亀甲町1 - 2丁目より）
- 吉野1 - 5丁目（川上町・吉野町1 - 3丁目・中江町・平松町・江成町・今開町1 - 2丁目・新家町1 - 2丁目・安井町・亀甲町1 - 2丁目より）
- 大開1 - 4丁目（大開町1 - 4丁目・茶園町・上島町・下島町・海老江新町・海老江下1 - 3丁目・海老江中1 - 3丁目・新家町1 - 2丁目・江成町・中江町・吉野町1 - 3丁目より）

### 此花区

#### 成立当初（1925年）の町名
同区は1925年（大正14年）、北区・西区の各一部より成立した。うち北区にあった町名のうち西九条朝日橋通1 - 3丁目については「西九条」が取り外され朝日橋通1 - 3丁目となり、「西野田」を冠称していた町名については区成立の際取り外されている。
成立当時は以下の73町が編成されていた。
☆印は1943年に福島区に移管された町名であることを示す。
- 四貫島町（1925年四貫島大通1 - 3丁目などの一部となる）
- 恩貴島北之町（1960年酉島町1 - 9丁目・伝法町南1 - 3丁目となる）
- 恩貴島南之町（1975年島屋1 - 6丁目・春日出北1 - 3丁目・春日出中1 - 3丁目となる）
- 常吉町（1960年酉島町1 - 9丁目となる）
- 春日出町（1975年春日出中1 - 3丁目・春日出北1 - 3丁目となる）
- 川岸町（1975年桜島1 - 3丁目・島屋1 - 6丁目となる）
- 島屋町（1975年島屋1 - 6丁目・春日出中1 - 3丁目・桜島1 - 3丁目・梅町1 - 2丁目・北港1 - 2丁目となる）
- 酉島町（1960年常吉町・島船町と恩貴島北之町・秀野町の各一部を編入し1 - 9丁目を設置、1975年酉島1 - 6丁目・伝法1 - 6丁目となる）
- 西野上之町（1975年西九条1 - 7丁目となる）
- 西野下之町（1975年西九条1 - 7丁目となる）
- 桜島町（1975年桜島1 - 3丁目・梅町1 - 2丁目となる）
- 秀野町（1960年酉島町1 - 9丁目・伝法町南1 - 3丁目となる）
- 北安治川通1 - 4丁目（1926年4丁目が六軒町となり、1975年1 - 3丁目が西九条1 - 7丁目となる）
- 島船町（1960年酉島町1 - 9丁目となる）
- 西九条浜通（1975年西九条1 - 7丁目となる）
- 西九条上通1 - 2丁目（1975年西九条1 - 7丁目となる）
- 朝日橋通1 - 3丁目（西九条朝日橋通1 - 3丁目より改称、1975年西九条1 - 7丁目となる）
- 西九条下通1 - 2丁目（1975年西九条1 - 7丁目となる）
- 上福島中1 - 3丁目（1943年北区・福島区に分割編入）
- 上福島北1 - 4丁目（1943年福島区・大淀区に分割編入）
- ☆下福島1 - 5丁目
- ☆安井町
- ☆平松町（西野田平松町より改称）
- ☆草開町（西野田草開町より改称）
- ☆玉川町1 - 4丁目（西野田玉川町1 - 4丁目より改称）
- ☆中江町（西野田中江町より改称）
- ☆江成町（西野田江成町より改称）
- ☆今開町1 - 2丁目（西野田今開町1 - 2丁目より改称）
- ☆大野町1 - 2丁目（西野田大野町1 - 2丁目より改称）
- ☆十六町（西野田十六町より改称）
- ☆対込町（西野田対込町より改称）
- ☆兼平町（西野田兼平町より改称）
- ☆茶園町（西野田茶園町より改称）
- ☆大開町1 - 4丁目（西野田大開町1 - 4丁目より改称）
- ☆上島町（西野田上島町より改称）
- ☆下島町（西野田下島町より改称）
- 嬉ケ崎町（西野田嬉ケ崎町より改称、1976年朝日1 - 2丁目となる）
- ☆安治川上通1 - 2丁目
- ☆亀甲町1 - 2丁目（西野田亀甲町1 - 2丁目より改称）
- ☆吉野町1 - 3丁目（西野田吉野町1 - 3丁目より改称）
- 新家町1 - 2丁目（西野田新家町1 - 2丁目より改称、1943年一部が福島区に編入、1944年木場町となる）
- 上福島南1 - 3丁目（1943年北区・福島区に分割編入）

#### 町名の設置
ここでは現在までの町名設置を年別に記している。以下にその一覧を記す。
1925年（大正14年）
- 四貫島大通1 - 3丁目（四貫島町・春日出町より、1976年四貫島1 - 2丁目・朝日1 - 2丁目となる）
- 四貫島旭町1 - 3丁目（四貫島町より、1975年梅香1 - 3丁目・春日出南1 - 3丁目となる）
- 四貫島正岡町（四貫島町より、1975年梅香1 - 3丁目）
- 四貫島宗安町（四貫島町より、1975年梅香1 - 3丁目）
- 四貫島千鳥町（四貫島町より、1975年梅香1 - 3丁目となる）
- 四貫島梅香町（四貫島町より、1975年梅香1 - 3丁目・春日出中1 - 3丁目となる）
- 四貫島宮居町（四貫島町・春日出町より、1975年梅香1 - 3丁目となる）
- 四貫島白鳥町（四貫島町・春日出町より、1975年梅香1 - 3丁目となる）
- 四貫島元宮町（四貫島町より、1976年四貫島1 - 2丁目・朝日1 - 2丁目となる）
- 四貫島徳平町1 - 2丁目（四貫島町・春日出町より、1976年四貫島1 - 2丁目となる）
- 四貫島文徳町（四貫島町より、1976年四貫島1 - 2丁目となる）
- 四貫島葭町（四貫島町より、1976年四貫島1 - 2丁目となる）
- 四貫島嘉永町（四貫島町より、1976年四貫島1 - 2丁目となる）
- 四貫島笹原町（四貫島町より、1976年四貫島1 - 2丁目となる）

1926年（大正15年）
- 春日出町上1 - 8丁目（春日出町・川岸町より、1975年春日出南1 - 3丁目となる）
- 春日出町中1 - 6丁目（春日出町より、1975年春日出中1 - 3丁目・春日出北1 - 3丁目・梅香1 - 3丁目となる）
- 春日出町下1 - 2丁目（春日出町・恩貴島南之町より、1975年春日出北1 - 3丁目となる）
- 川岸町1 - 3丁目（川岸町・春日出町より、1975年春日出南1 - 3丁目・島屋1 - 6丁目・桜島1 - 3丁目となる）
- 桜島北之町（桜島町より、1975年桜島1 - 3丁目となる）
- 桜島南之町（桜島町より、1975年桜島1 - 3丁目となる）
- 六軒町（北安治川通4丁目より、1975年西九条1 - 7丁目となる）

1931年（昭和6年）
- 梅町1 - 2丁目（埋立地より）

1933年（昭和8年）
- 梅町3丁目（埋立地より、1975年梅町1 - 2丁目に編入）

1943年（昭和18年）
北区・此花区・西淀川区の一部より福島区が、北区・東淀川区・西淀川区・此花区の一部より大淀区がそれぞれ成立、同時に一部が北区に編入され、西淀川区より以下の町が此花区に編入。
- 伝法町北1 - 5丁目（1975年伝法1 - 6丁目・高見1 - 3丁目となる）
- 伝法町南1 - 3丁目（[1975年伝法1 - 6丁目となる）
- 高見町1 - 3丁目（1975年高見1 - 3丁目となる）

同年以下の町が発足。
- 北港本町（埋立地より、1975年北港1 - 2丁目となる）

1944年（昭和19年）
- 木場町（新家町1 - 2丁目・西野上之町より、1975年西九条1 - 7丁目となる）

1968年（昭和43年）
- 常吉町（埋立地より、1975年常吉1 - 2丁目・酉島1 - 6丁目となる）

1975年（昭和50年）
- 梅香1 - 3丁目（四貫島正岡町・四貫島宗安町・四貫島千鳥町・四貫島宮居町・四貫島白鳥町・四貫島梅香町・四貫島旭町1 - 3丁目・四貫島大通1 - 3丁目・春日出町中1 - 6丁目より）
- 高見1 - 3丁目（高見町1 - 3丁目・伝法町北1 - 5丁目より）
- 伝法1 - 6丁目（伝法町南1 - 3丁目・伝法町北1 - 5丁目・酉島町1 - 9丁目より）
- 常吉1 - 2丁目（常吉町より）
- 北港1 - 2丁目（北港本町・島屋町より）
- 春日出北1 - 3丁目（春日出町下1 - 2丁目・春日出町中1 - 6丁目・四貫島葭町・四貫島徳平町1 - 2丁目・四貫島大通1 - 3丁目・四貫島嘉永町・四貫島笹原町・春日出町・恩貴島南之町より）
- 春日出中1 - 3丁目（春日出町・島屋町・恩貴島南之町・春日出町中1 - 6丁目・四貫島大通1 - 3丁目・四貫島梅香町より）
- 春日出南1 - 3丁目（春日出町上1 - 6丁目・四貫島旭町1 - 3丁目・川岸町1 - 3丁目より）
- 島屋1 - 6丁目（島屋町・恩貴島南之町・川岸町・川岸町1 - 3丁目より）
- 酉島1 - 6丁目（酉島町1 - 9丁目・常吉町より）
- 桜島1 - 3丁目（桜島南之町・桜島北之町・桜島町・島屋町・川岸町・川岸町1 - 3丁目より）
- 西九条1 - 7丁目（西九条上通1 - 2丁目・西九条浜通・西九条下通1 - 2丁目・西野上之町・西野下之町・木場町・北安治川通1 - 3丁目・朝日橋通1 - 3丁目・六軒町より）

1976年（昭和51年）
- 四貫島1 - 2丁目（四貫島文徳町・四貫島徳平町1 - 2丁目・四貫島笹原町・四貫島嘉永町・四貫島葭町・四貫島元宮町・四貫島大通1 - 3丁目より）
- 朝日1 - 2丁目（嬉ケ崎町・四貫島大通1 - 3丁目・四貫島元宮町より）

1990年（平成2年）
- 北港白津1 - 2丁目（埋立地より）
- 北港緑地1 - 2丁目（埋立地より）

2002年（平成14年）
- 夢洲東1丁目（埋立地より）

2010年（平成22年）
- 夢洲中1丁目（埋立地より）

### 中央区
1989年の行政区再編により東区と南区が合併し現在の中央区が発足した

#### 旧東区

##### 区制当初（1889年）の町名
1889年（明治22年）、市制町村制により大阪市が成立すると同時に東区が成立した。
成立当時は以下の157町が編成されていた。
- 横堀1 - 6丁目（1989年北浜1 - 4丁目などの一部となる）
- 博労町1 - 4丁目
- 南渡辺町（1930年渡辺町などの一部となる）
- 北渡辺町（1930年備後町5丁目などの一部となる）
- 上難波南之町（1914年南久宝寺町5丁目・博労町5丁目となる）
- 上難波北之町（1914年北久宝寺町5丁目・南久宝寺町5丁目となる）
- 南久宝寺町1 - 4丁目
- 北久宝寺町1 - 4丁目
- 南久太郎町1 - 4丁目（1989年久太郎町1 - 4丁目となる）
- 北久太郎町1 - 4丁目（1989年久太郎町1 - 4丁目となる）
- 唐物町1 - 4丁目（1989年南本町1 - 4丁目・船場中央1 - 4丁目の各一部となる）
- 南本町1 - 4丁目
- 本町1 - 4丁目
- 安土町1 - 4丁目
- 備後町1 - 5丁目（東区成立当初は1 - 5丁目があったが1989年1 - 4丁目に再編されている）
- 瓦町1 - 5丁目（東区成立当初は1 - 5丁目があったが1989年1 - 4丁目に再編されている）
- 淡路町1 - 5丁目（東区成立当初は1 - 5丁目があったが1989年1 - 4丁目に再編されている）
- 平野町1 - 5丁目（東区成立当初は1 - 5丁目があったが1989年1 - 4丁目に再編されている）
- 道修町1 - 5丁目（東区成立当初は1 - 5丁目があったが1989年1 - 4丁目に再編されている）
- 伏見町1 - 5丁目（東区成立当初は1 - 5丁目があったが1989年1 - 4丁目に再編されている）
- 高麗橋1 - 5丁目（東区成立当初は1 - 5丁目があったが1989年1 - 4丁目に再編されている）
- 今橋1 - 5丁目（東区成立当初は1 - 5丁目があったが1989年1 - 4丁目に再編されている）
- 北浜1 - 5丁目（東区成立当初は1 - 5丁目があったが1989年1 - 4丁目に再編されている）
- 大川町（1989年北浜1 - 4丁目となる）
- 広小路町（1979年上町1丁目となる）
- 法円坂町（1989年法円坂2丁目・大手前1 - 4丁目となる）
- 馬場町
- 杉山町（1943年一部が城東区に編入、1979年大阪城・森ノ宮中央1 - 2丁目となる）
- 京橋前之町（1989年大手前1 - 4丁目となる）
- 上本町1丁目（1944年上町と改称）
- 内久宝寺町1 - 4丁目（東区成立当初は1 - 4丁目があったが、1979年一部が法円坂1丁目・上町1丁目となり同時に1丁目が廃止、1989年2丁目の一部より1丁目が成立）
- 龍造寺町
- 十二軒町
- 谷町1 - 5丁目
- 神崎町
- 粉川町
- 住吉町（1989年松屋町住吉となる）
- 南農人町1 - 2丁目（1989年農人橋1 - 2丁目・和泉町1 - 2丁目などの一部となる）
- 和泉町1 - 2丁目
- 農人橋1 - 2丁目
- 農人橋詰町（1989年農人橋3丁目などの一部となる）
- 両替町1 - 2丁目（1989年農人橋1 - 3丁目などの一部となる）
- 材木町
- 常盤町1 - 2丁目
- 鎗屋町1 - 2丁目
- 徳井町1 - 2丁目
- 内本町1 - 2丁目
- 内本町橋詰町（1989年本町橋などの一部となる）
- 南新町1 - 2丁目
- 北新町1 - 2丁目（1989年北新町・糸屋1 - 2丁目となる）
- 糸屋町1 - 2丁目
- 大手前之町（1989年大手前1 - 4丁目となる）
- 大手通1 - 2丁目
- 内淡路町1 - 2丁目
- 内平野町1 - 2丁目
- 豊後町（1989年本町橋などの一部となる）
- 船越町1 - 2丁目
- 釣鐘町1 - 2丁目
- 島町1 - 2丁目
- 京橋1 - 3丁目（1989年北浜東・天満橋京町・大手前1 - 4丁目の一部となる）
- 石町1 - 2丁目
- 高麗橋詰町（1989年東高麗橋などの一部となる）

##### 周辺自治体の編入
1897年（明治30年）、市内の第1次市域拡張により東区内に以下の町村が編入され、以下の大字を編入した。以下旧町村別に列挙する。
旧東成郡東平野町
編入後は町制時代の大字にそれぞれ「東平野」を冠称した。
- 東平野大字東高津（1900年上本町4 - 6・8 - 10丁目・東高津北之町・東高津南之町・餌差町となる）
- 東平野大字北平野（1900年東平野町1 - 10丁目となる）
- 東平野大字南平野（1900年東平野町1 - 10丁目・上綿屋町・上本町4 - 6・8 - 10丁目となる）

旧東成郡玉造町
編入後は村制時代の大字にそれぞれ「玉造」を冠称した。
- 玉造大字玉造（1900年南玉造町となる）
- 玉造大字西玉造（1900年東雲町1 - 3丁目・岡山町などの一部となる）

旧西高津村
村制時代は大字が編成されていなかった。
- 西高津（1900年谷町8 - 9丁目・西高津中寺町・生玉町・下寺町1丁目となる）

旧清堀村
村制時代は大字が編成されていなかった。
- 清堀（1900年上本町4 - 6・8 - 10丁目などの一部となる）

旧鶴橋村（一部）
編入後は村制時代の大字にそれぞれ「鶴橋」を冠称した。
- 鶴橋大字小橋（1900年小橋東之町・小橋西之町・小橋元町となる）
- 鶴橋大字木野（1900年下味原町・舟橋町・木野町・味原町となる）
- 鶴橋大字東小橋（1900年味原町・木野町となる）

旧中本村（一部）
編入後は村制時代の大字にそれぞれ「中本」を冠称した。
- 中本大字古屋敷（1900年古屋敷町となる）
- 中本大字森（1900年森之宮東之町・森之宮西之町となる）
- 中本大字中道（1900年中道唐居町・中道黒門町・中道川西町となる）

##### 町名の設置
ここでは中央区となる1989年までの町名設置を年別に記している。以下にその一覧を記す。◇印は1925年に天王寺区に移管された町名であることを、◆印は1943年に天王寺区に移管された町名であることを示す。
1900年（明治33年）
- 上本町4 - 6・8 - 10丁目（東平野大字東高津・南平野・清堀より、1925年5 - 6・8 - 10丁目が天王寺区へ、1943年4丁目が南区・天王寺区に編入）
- ◇東高津北之町（東平野大字東高津より）
- ◇東高津南之町（東平野大字東高津より）
- ◆餌差町（東平野大字東高津・清堀より）
- ◇東平野町1 - 10丁目（東平野大字北平野・南平野より）
- ◇上綿屋町（東平野大字南平野字横町より）
- ◆南玉造町（玉造大字玉造より）
- 東雲町1 - 3丁目（玉造大字西玉造より、1943年一部が天王寺区に編入、1979年玉造1 - 2丁目・上町1丁目となる）
- 岡山町（玉造大字西玉造より、1979年玉造1 - 2丁目となる）
- 北国分町（玉造大字西玉造より、1979年森ノ宮中央1 - 2丁目となる）
- 八尾町（玉造大字西玉造より、1979年森ノ宮中央1 - 2丁目となる）
- 半入町（玉造大字西玉造より、1979年森ノ宮中央1 - 2丁目・玉造1 - 2丁目となる）
- 越中町（玉造大字西玉造より、1979年法円坂1丁目・森ノ宮中央1 - 2丁目・玉造1 - 2丁目となる）
- 紀伊国町（玉造大字西玉造より、1979年法円坂1丁目・上町1丁目・玉造1 - 2丁目となる）
- 仁右衛門町（玉造大字西玉造より、1979年上町1丁目・玉造1 - 2丁目となる）
- 玉造町（玉造大字西玉造・清堀より、1979年玉造1 - 2丁目となる）
- 東阪町（玉造大字西玉造より、1979年森ノ宮中央1 - 2丁目・玉造1 - 2丁目となる）
- 玉堀町（清堀・玉造大字西玉造より、1943年一部が東成区に編入、1979年森ノ宮中央1 - 2丁目・玉造1 - 2丁目となる）
- 元伊勢町（玉造大字西玉造より、1979年森ノ宮中央1 - 2丁目・玉造1 - 2丁目となる）
- 左官町（玉造大字西玉造・清堀より、1979年森ノ宮中央1 - 2丁目・玉造1 - 2丁目となる）
- ◇谷町8 - 9丁目（西高津より）
- ◇西高津中寺町（西高津より）
- ◇生玉町（西高津より）
- ◇下寺町1丁目（西高津より）
- ◆八丁目中寺町（清堀より）
- ◆八丁目東寺町（清堀より）
- ◆小橋寺町（清堀より）
- ◆山小橋町（清堀より）
- ◆宰相山町（清堀より）
- 山之下町（清堀より、1943年一部が天王寺区に編入、1979年玉造1 - 2丁目となる）
- ◆清堀町（清堀より）
- 空堀通1 - 3丁目（清堀より、1943年1丁目の一部と2 - 3丁目が天王寺区に編入、1979年玉造1 - 2丁目となる）
- 清水谷東之町（清堀より、1943年一部が天王寺区に編入、1979年玉造1 - 2丁目・上町1丁目となる）
- 清水谷西之町（清堀より、1943年一部が天王寺区に編入、1979年上町1丁目となる）
- 寺山町（清堀より、1979年上町1丁目となる）
- ◆小橋元町（鶴橋大字小橋・清堀より）
- ◆小橋東之町（鶴橋大字小橋より）
- ◆小橋西之町（鶴橋大字小橋より）
- ◆下味原町（鶴橋大字木野より）
- ◆舟橋町（鶴橋大字木野より）
- 木野町（鶴橋大字木野より、1943年東成区・天王寺区に分割編入）
- ◆味原町（鶴橋大字木野・東小橋より）
- 古屋敷町（中本大字古屋敷より、1912年宮林町と改称）
- 森之宮東之町（中本大字森より、1943年一部が東成区に編入、1979年森ノ宮中央1 - 2丁目となる）
- 森之宮西之町（中本大字森より、1979年大阪城・馬場町・森ノ宮中央1 - 2丁目となる）
- 中道唐居町（中本大字中道より、1935年唐居町と改称）
- 中道黒門町（中本大字中道より、1935年黒門町と改称）
- 中道川西町（中本大字中道・清堀より、1935年川西町と改称）

1912年（明治45年）
- 宮林町（古屋敷町より改称、1943年一部が東成区に編入、1979年玉造1 - 2丁目となる）

1914年（大正3年）
- 博労町5丁目（上難波南之町より、1989年博労町1 - 4丁目に編入）
- 北久宝寺町5丁目（上難波北之町より、1989年北久宝寺町1 - 4丁目に編入）
- 南久宝寺町5丁目（上難波北之町・上難波南之町より、1989年南久宝寺町1 - 4丁目に編入）

1925年（大正14年）
東区・南区の一部より天王寺区が成立、以上の町名のうち◇印の町が天王寺区へ移行。
1930年（昭和5年）
- 渡辺町（南渡辺町・北久宝寺町1 - 5丁目・横堀1 - 6丁目より、1989年久太郎町1 - 4丁目などの一部となる）
- 北久太郎町5丁目（南渡辺町・北久宝寺町より、1989年久太郎町1 - 4丁目の一部となる）
- 南本町5丁目（北渡辺町・南渡辺町より、1989年南本町1 - 4丁目に編入）
- 唐物町5丁目（南本町1 - 4丁目・南渡辺町より、1989年南本町1 - 4丁目・船場中央1 - 4丁目の各一部となる）
- 本町5丁目（北渡辺町より、1989年本町1 - 4丁目に編入）

1935年（昭和10年）
- 唐居町（中道唐居町より改称、1943年天王寺区・東成区に分割編入）
- 黒門町（中道黒門町より改称、1943年一部を天王寺区・東成区に編入、1979年玉造1 - 2丁目となる）
- 川西町（中道川西町より改称、1943年一部を東成区に編入、1979年玉造1 - 2丁目となる）

1943年（昭和18年）
市内の区の境界見直しにより◆印の町他が天王寺区に、川西町他が東成区に、上本町4丁目の一部が南区に、杉山町の一部が城東区にそれぞれ編入、東成区・南区・旭区より以下の町が東区に編入。
東成区より編入
- 北中浜町1丁目（1952年弁天町となる）
- 森町（1952年杉山町に編入）

南区より編入
- 内安堂寺町通1丁目（1979年上町1丁目となる）

旭区より編入
- 鴫野町（1952年弁天町となる）

1944年（昭和19年）
- 上町（上本町1丁目より改称）

昭和20年代頃（詳細不明）
- 上本町筋2丁目（成立理由不明、1979年上町1丁目となる）

1952年（昭和27年）
- 弁天町（北中浜町1丁目・鴫野町より、1979年城見1 - 2丁目となる）

1970年（昭和45年）
- 船場中央1 - 4丁目（唐物町1 - 5丁目・北久太郎町1 - 5丁目より、成立当初は1 - 5丁目があったが1989年1 - 4丁目に再編されている。）

1979年（昭和54年）
- 玉造1 - 2丁目（宮林町・川西町・黒門町・玉造町・山之下町・空堀通1丁目・玉堀町・東阪町・元伊勢町・半入町・左官町・越中町・紀伊国町・岡山町・仁右衛門町・清水谷東之町・東雲町1 - 3丁目より）
- 森ノ宮中央1 - 2丁目（北国分町・杉山町・森之宮東之町・八尾町・玉堀町・東阪町・元伊勢町・半入町・馬場町・森之宮西之町・越中町・法円坂町・左官町より）
- 法円坂1丁目（法円坂町・越中町・紀伊国町・内久宝寺町1 - 4丁目より）
- 大阪城（杉山町・馬場町・森之宮西之町・法円坂町・京橋前之町・大手前之町より）
- 上町1丁目（寺山町・広小路町・清水谷西之町・上本町筋2丁目・内安堂寺町通1丁目・紀伊国町・内久宝寺町1 - 4丁目・仁右衛門町・清水谷東之町・東雲町1 - 3丁目より）
- 城見1 - 2丁目（弁天町より）

1989年（平成元年）
- 法円坂2丁目（法円坂町などより）
- 大手前1 - 4丁目（大手前之町・京橋1丁目・京橋前之町・法円坂町などより）
- 久太郎町1 - 4丁目（北久太郎町1 - 5丁目・南久太郎町1 - 5丁目・渡辺町・横堀1 - 6丁目などより）
- 松屋町住吉（住吉町などより）
- 農人橋3丁目（農人橋詰町などより）
- 北新町（北新町1 - 2丁目などより）
- 本町橋（豊後町・内本町橋詰町などより）
- 大手通3丁目（豊後町などより）
- 内淡路町3丁目（豊後町などより）
- 内平野町3丁目（豊後町などより）
- 北浜東（京橋1 - 3丁目などより）
- 天満橋京町（京橋1 - 3丁目などより）
- 東高麗橋（高麗橋詰町などより）

#### 旧南区

##### 区制当初（1889年）の町名
1889年（明治22年）、市制町村制により大阪市が成立すると同時に南区が成立した。成立当時は以下の92町が編成されていた。
- 内安堂寺町通1 - 3丁目（1943年1丁目の一部が東区に編入、1982年安堂寺町1 - 2丁目・松屋町となる）
- 南桃谷町（1982年上本町西1 - 5丁目・谷町6 - 9丁目となる）
- 北桃谷町（1982年安堂寺町1 - 2丁目・上本町西1 - 5丁目・谷町6 - 9丁目となる）
- 上本町筋2 - 3丁目（1943年一部が天王寺区に編入、1982年上本町西1 - 5丁目・安堂寺町1 - 2丁目となる）
- 東新瓦屋町（1912年東賑町と改称）
- 西新瓦屋町（1912年西賑町と改称）
- 瓦屋町1 - 5番丁（1982年1 - 4番丁が瓦屋町1 - 3丁目・高津1丁目・中寺1 - 2丁目・谷町6 - 9丁目・松屋町となり、1983年5番丁が高津1 - 3丁目などの一部となる）
- 谷町筋6 - 7丁目（1944年谷町6 - 7丁目となる）
- 田島町（1982年谷町6 - 9丁目に編入）
- 空堀町（1944年南空堀町と改称）
- 松屋町
- 高津町1 - 10番丁（1943年1番丁の一部が天王寺区に、5番丁の一部が浪速区にそれぞれ編入、1982年1 - 2・4番丁の各一部が高津1丁目に、1983年1 - 2・4番丁の残部と3・5 - 10番丁が道頓堀1丁目・高津2 - 3丁目・日本橋1 - 2丁目の各一部となる）
- 日本橋筋1 - 5丁目（1943年2 - 3丁目の一部と4 - 5丁目の全域が浪速区に編入、1983年日本橋1 - 2丁目などとなる）
- 難波新地1 - 6番町（1943年6番町の一部が浪速区に編入、1982年千日前1 - 2丁目・難波千日前・難波1 - 5丁目・道頓堀1 - 2丁目となる）
- 湊町（1943年浪速区に編入）
- 九郎右衛門町（1982年道頓堀1 - 2丁目となる）
- 阪町（1983年日本橋1 - 2丁目となる）
- 東櫓町（1982年道頓堀1 - 2丁目となる）
- 西櫓町（1982年道頓堀1 - 2丁目となる）
- 二ツ井戸町（1983年高津1 - 3丁目となる）
- 北炭屋町（1989年西心斎橋1 - 2丁目となる）
- 南炭屋町（1989年西心斎橋1 - 2丁目となる）
- 心斎橋筋1 - 2丁目
- 八幡町（1989年西心斎橋1 - 2丁目となる）
- 畳屋町（1989年東心斎橋1 - 2丁目となる）
- 玉屋町（1989年東心斎橋1 - 2丁目となる）
- 笠屋町（1989年東心斎橋1 - 2丁目となる）
- 宗右衛門町
- 久左衛門町（1989年西心斎橋1 - 2丁目となる）
- 周防町（1989年西心斎橋1 - 2丁目となる）
- 三津寺町（1989年西心斎橋1 - 2丁目となる）
- 御蔵跡町（1943年一部が浪速区に編入、1983年高津1 - 3丁目などの一部となる）
- 竹屋町（1982年島之内1 - 2丁目となる）
- 鍛冶屋町（1982年島之内1 - 2丁目となる）
- 問屋町（1982年島之内1 - 2丁目となる）
- 大和町（1982年島之内1 - 2丁目となる）
- 南綿屋町（1982年島之内1 - 2丁目となる）
- 東清水町（1989年東心斎橋1 - 2丁目となる）
- 西清水町（1989年西心斎橋1 - 2丁目となる）
- 大宝寺町東之丁（1982年島之内1 - 2丁目となる）
- 大宝寺町中之丁（1989年東心斎橋1 - 2丁目となる）
- 大宝寺町西之丁（1989年西心斎橋1 - 2丁目となる）
- 鰻谷東之町（1982年南船場1 - 4丁目・島之内1 - 2丁目となる）
- 鰻谷中之町（1989年東心斎橋1 - 2丁目となる）
- 鰻谷西之町（1989年西心斎橋1 - 2丁目となる）
- 千年町（1989年東心斎橋1 - 2丁目となる）
- 長堀橋筋1 - 2丁目（1989年東心斎橋1 - 2丁目となる）
- 末吉橋通1 - 4丁目（1982年島之内1 - 2丁目・南船場1 - 4丁目となる）
- 塩町通1 - 4丁目（1982年南船場1 - 4丁目となる）
- 安堂寺橋通1 - 4丁目（1982年南船場1 - 4丁目となる）
- 順慶町通1 - 4丁目（1982年南船場1 - 4丁目となる）
- 横堀7丁目（1982年南船場1 - 4丁目となる）

##### 周辺自治体の編入
1897年（明治30年）、市内の第1次市域拡張により南区内に以下の町村が編入され、以下の町・大字を編入した。以下旧町村別に列挙する。
旧西成郡西浜町
町制時代は大字が編成されていなかった。
- 西浜町（1900年西浜南通1 - 3丁目・西浜中通1 - 3丁目・西浜北通1 - 4丁目となる）

旧難波村
編入後は村制時代の大字にそれぞれ「難波」を冠称した。
- 難波大字難波（1900年難波元町1 - 5丁目などの一部となる）
- 難波大字西側（1900年木津川町1丁目となる）
- 難波大字材木置場（1900年木津川町2 - 3丁目となる）
- 難波大字西高津（難波村時代は高津、1900年南阪町となる）

旧木津村（一部）
村制時代は大字が編成されていなかった。
- 木津（1900年木津北島町1 - 4丁目などの一部となる）

旧今宮村（一部）
1900年当時は大字が編成されていなかった。
- 今宮（1900年恵比須町1 - 4丁目などの一部となる）

旧天王寺村（一部）
- 天王寺大字天王寺（1900年天王寺生玉前町などの一部となる）

旧生野村（一部）
- 生野大字国分（1900年生野国分町などの一部となる）

##### 町名の設置
ここでは中央区となる1989年までの町名設置を年別に記している。以下にその一覧を記す。◇印は1925年に天王寺区に移管された町名であることを、◎印は1925年に浪速区に移管された町名であることをそれぞれ示す。
1900年（明治33年）
- ◎西浜南通1 - 3丁目（西浜町より）
- ◎西浜中通1 - 3丁目（西浜町より）
- ◎西浜北通1 - 4丁目（西浜町より）
- ◎難波元町1 - 5丁目（難波大字難波より）
- ◎難波新川1 - 3丁目（難波大字難波より）
- ◎難波東円手町（難波大字難波より）
- ◎難波西円手町（難波大字難波より）
- ◎難波東神田町（難波大字難波より）
- ◎難波西神田町（難波大字難波より）
- ◎難波桜川1 - 4丁目（難波大字難波より）
- ◎難波稲荷町1 - 3丁目（難波大字難波より）
- ◎難波小田町（難波大字難波より）
- ◎難波塩草町（難波大字難波より）
- ◎難波芦原町（難波大字難波より）
- ◎難波久保吉町（難波大字難波より）
- ◎難波立葉町（難波大字難波より）
- ◎難波反物町（難波大字難波より）
- ◎難波蔵前町（難波大字難波より）
- ◎難波河原町1 - 2丁目（難波大字難波より）
- ◎木津川町1 - 3丁目（難波大字西側・材木置場より）
- ◎南阪町（難波大字西高津より）
- 木津北島町1 - 4丁目（木津より、1921年栄町1 - 5丁目となる）
- ◎木津大国町1 - 4丁目（木津より）
- ◎木津鴎町1 - 4丁目（木津より）
- ◎木津勘助町1 - 4丁目（木津より、1923年4丁目が木津鴎町1 - 4丁目となる）
- ◎木津敷津町（木津より、1923年南高岸町・恵美須町1 - 4丁目の各一部を編入し1 - 3丁目を設置）
- ◎木津三島町（木津より）
- ◎恵美須町1 - 4丁目（今宮より）
- ◎馬淵町（今宮より）
- ◎貝柄町（今宮より）
- ◎水崎町（今宮より）
- ◎東関谷町（今宮より）
- ◎西関谷町（今宮より）
- ◎船出町（今宮より）
- ◎北高岸町（今宮より）
- ◎南高岸町（今宮より）
- ◎広田町（今宮より）
- ◎北霞町（今宮より）
- ◎南霞町（今宮より）
- ◇上本町7丁目（天王寺大字天王寺より）
- ◇天王寺下寺町2 - 4丁目（天王寺大字天王寺より）
- ◇逢坂上之町（天王寺大字天王寺より）
- ◇逢坂下之町（天王寺大字天王寺より）
- ◇天王寺生玉前町（天王寺大字天王寺より）
- ◇天王寺六万体町（天王寺大字天王寺より）
- ◇天王寺椎寺町（天王寺大字天王寺より）
- ◇天王寺元町（天王寺大字天王寺より）
- ◇天王寺生玉寺町（天王寺大字天王寺より）
- ◇天王寺夕陽丘町（天王寺大字天王寺より）
- ◇天王寺伶人町（天王寺大字天王寺より）
- ◇天王寺玉水町（天王寺大字天王寺より）
- ◇天王寺大道1 - 4丁目（天王寺大字天王寺・生野大字国分より）
- 天王寺阿倍野筋1 - 2丁目（天王寺大字天王寺より、1923年天王寺堀越町・天王寺茶臼山町となる）
- ◇天王寺茶臼山町（天王寺大字天王寺より）
- ◇天王寺悲田院町（天王寺大字天王寺より）
- ◇天王寺北河堀町（天王寺大字天王寺より）
- ◇天王寺南河堀町（天王寺大字天王寺より）
- ◇天王寺寺田町（天王寺大字天王寺より）
- ◇天王寺勝山通1 - 3丁目（天王寺大字天王寺・生野大字国分より）
- ◇天王寺真法院町（天王寺大字天王寺より）
- ◇天王寺烏ケ辻町（天王寺大字天王寺より）
- ◇天王寺小宮町（天王寺大字天王寺より）
- ◇天王寺上之宮町（天王寺大字天王寺より）
- ◇天王寺北山町（天王寺大字天王寺より）
- ◇天王寺石ケ辻町（天王寺大字天王寺より）
- ◇天王寺筆ケ崎町（天王寺大字天王寺より）
- ◇天王寺細工谷町（天王寺大字天王寺より）
- ◇天王寺松ケ鼻町（天王寺大字天王寺より）
- ◇天王寺堂ケ芝町（天王寺大字天王寺より）
- ◇天王寺東上町（天王寺大字天王寺より）
- 生野国分町（生野大字国分より、1923年天王寺国分町と改称）

1912年（明治45年）
- 東賑町（東新瓦屋町より改称、1982年安堂寺町1 - 2丁目・谷町6 - 9丁目となる）
- 西賑町（西新瓦屋町より改称、1982年安堂寺町1 - 2丁目・谷町6 - 9丁目となる）

1921年（大正10年）
- ◎栄町1 - 5丁目（木津北島町1 - 4丁目より）

1923年（大正12年）
- ◎木津大国町5丁目（木津鴎町1 - 4丁目・木津敷津町より）
- ◇北日東町（日本橋筋東1丁目・天王寺下寺町2 - 4丁目より）
- ◇南日東町（日本橋筋東1 - 2丁目・逢坂下之町より）
- ◇天王寺堀越町（天王寺阿倍野筋1 - 2丁目より）
- 天王寺国分町（生野国分町より改称、1925年天王寺区国分町・東成区生野国分町となる）
- ◇天王寺勝山通4丁目（天王寺烏ケ辻町・天王寺大道1 - 4丁目より）

1925年（大正14年）
東区・南区の一部より天王寺区が、南区の一部より浪速区がそれぞれ成立、以上の町名のうち◇印の町が天王寺区へ、◎印の町が浪速区へそれぞれ移行。
1943年（昭和18年）
市内の区の境界見直しにより上本町筋2 - 3丁目の一部などが天王寺区に、湊町や御蔵跡町の一部などが浪速区に、内安堂寺町通1丁目の一部が東区にそれぞれ編入、天王寺区・東区・浪速区より以下の町が南区に編入。
天王寺区より編入
- 生玉町（1983年高津1 - 3丁目の一部となる）
- 西高津中寺町（1944年中寺町と改称）
- 上本町5 - 6丁目（1982年上本町西1 - 5丁目・東平1 - 2丁目となる）
- 谷町8 - 9丁目
- 東平野町1 - 3丁目（1982年上汐1 - 2丁目・上本町西1 - 5丁目・東平1 - 2丁目となる）
- 上汐町1 - 3丁目（1982年上汐1 - 2丁目・上本町西1 - 5丁目・東平1 - 2丁目・谷町6 - 9丁目となる）

東区より編入
- 上本町4丁目（1982年上本町西1 - 5丁目・東平1 - 2丁目となる）

浪速区より編入
- 河原町1 - 2丁目（1983年日本橋1 - 2丁目などの一部となる）
- 南阪町（1983年日本橋1 - 2丁目などの一部となる）

1944年（昭和19年）
- 南空堀町（空堀町より改称、1982年谷町6 - 9丁目に編入）
- 谷町6 - 7丁目（谷町筋6 - 7丁目より）
- 中寺町（西高津中寺町より改称、1982年高津1丁目・中寺1 - 2丁目・谷町6 - 9丁目となる）

1982年（昭和57年）
- 安堂寺町1 - 2丁目（内安堂寺町通1 - 3丁目・上本町筋2 - 3丁目・北桃谷町・谷町6 - 9丁目・東賑町・西賑町より）
- 上本町西1 - 5丁目（上本町筋2 - 3丁目・上本町4 - 6丁目・北桃谷町・南桃谷町・上汐町1 - 3丁目・東平野町1 - 3丁目より）
- 瓦屋町1 - 3丁目（瓦屋町1 - 5番丁・二ツ井戸町より）
- 高津1丁目（高津町1 - 10番丁・瓦屋町1 - 5番丁・中寺町・生玉町より）
- 中寺1 - 2丁目（中寺町・谷町6 - 9丁目・瓦屋町1 - 5番丁より）
- 東平1 - 2丁目（東平野町1 - 3丁目・上汐町1 - 3丁目・上本町4 - 6丁目より）
- 道頓堀1 - 2丁目（九郎右衛門町・東櫓町・西櫓町・難波新地1 - 6番町・日本橋筋1 - 3丁目より）
- 千日前1 - 2丁目（阪町・河原町1 - 2丁目・南阪町・難波新地1 - 6番町より）
- 難波千日前（河原町1 - 2丁目・難波新地1 - 6番町より）
- 難波1 - 5丁目（難波新地1 - 6番町・河原町1 - 2丁目より）
- 南船場1 - 4丁目（順慶町通1 - 4丁目・安堂寺橋通1 - 4丁目・塩町通1 - 4丁目・横堀7丁目・末吉橋通1 - 4丁目・長堀橋筋1 - 2丁目・鰻谷東之町・鰻谷中之町・鰻谷西之町・心斎橋筋1 - 2丁目・北炭屋町より）
- 島之内1 - 2丁目（大宝寺町東之丁・問屋町・竹屋町・南綿屋町・鍛冶屋町・大和町・長堀橋筋1 - 2丁目・末吉橋通1 - 4丁目・鰻谷東之町より）
- 上汐1 - 2丁目（上汐町1 - 3丁目・谷町6 - 9丁目・東平野1 - 3丁目より）

1983年（昭和58年）
- 高津2 - 3丁目（高津町1 - 10番丁・生玉町・二ツ井戸町・御蔵跡町などより）
- 日本橋1 - 2丁目（日本橋筋1 - 3丁目・阪町・南阪町・河原町1 - 2丁目などより）

1989年（平成元年）
- 西心斎橋1 - 2丁目（久左衛門町・北炭屋町・南炭屋町・周防町・八幡町・三津寺町・西清水町・大宝寺町西之丁・鰻谷西之町などより）
- 東心斎橋1 - 2丁目（長堀橋筋1 - 2丁目・鰻谷中之町・大宝寺町中之丁・東清水町・千年町・玉屋町・笠屋町・畳屋町などより）

### 西区

#### 区制当初（1889年）の町名
1889年（明治22年）、市制町村制により大阪市が成立すると同時に同区は成立した。
成立当時は以下の175町が編成されていた。
- 土佐堀通1 - 5丁目（1977年土佐堀1 - 3丁目などの一部となる）
- 土佐堀裏町（1926年土佐堀船町と改称）
- 江戸堀上通1 - 2丁目（1977年江戸堀1 - 3丁目・土佐堀1 - 3丁目となる）
- 江戸堀北通1 - 5丁目（1961年3 - 5丁目が土佐堀通1 - 5丁目に編入、1977年土佐堀1 - 3丁目・江戸堀1 - 3丁目となる）
- 江戸堀南通1 - 5丁目（1961年江戸堀1 - 5丁目となる）
- 江戸堀下通1 - 5丁目（1961年江戸堀1 - 5丁目となる）
- 京町堀上通1 - 5丁目（1961年江戸堀1 - 5丁目・京町堀1 - 5丁目となる）
- 京町堀通1 - 5丁目（1961年京町堀1 - 5丁目となる）
- 靱北通1 - 4丁目（1961年京町堀1 - 5丁目・靱1 - 4丁目となる）
- 靱上通1 - 3丁目（1961年靱1 - 4丁目となる）
- 靱中通1 - 3丁目（1961年靱1 - 4丁目・靱本町1 - 4丁目となる）
- 靱下通1 - 2丁目（1961年靱1 - 4丁目・靱本町1 - 4丁目となる）
- 靱南通1 - 5丁目（1961年靱1 - 4丁目・靱本町1 - 4丁目となる）
- 阿波堀通1 - 5丁目（1960年4 - 5丁目が阿波座北通1 - 2丁目などの各一部となり、1977年1 - 3丁目が西本町1 - 3丁目となる）
- 阿波堀裏町（1926年奥美町と改称）
- 阿波座上通1 - 3丁目（1977年西本町1 - 3丁目・江之子島町1 - 2丁目となる）
- 阿波座中通1 - 2丁目（1978年阿波座1 - 2丁目となる）
- 阿波座下通1 - 2丁目（1960年阿波座中通1 - 3丁目・阿波座南通1 - 3丁目・立売堀北通1 - 6丁目となる）
- 阿波座1 - 4番町（1960年阿波座南通1 - 3丁目・阿波座中通1 - 3丁目などの各一部となる）
- 薩摩堀東之町（1960年立売堀上通1 - 3丁目・立売堀北通1 - 6丁目となる）
- 薩摩堀西之町（1960年立売堀上通1 - 3丁目・立売堀北通1 - 6丁目となる）
- 薩摩堀北之町（1960年阿波座上通1 - 3丁目・立売堀上通1 - 3丁目となる）
- 薩摩堀南之町（1960年立売堀上通1 - 3丁目となる）
- 薩摩堀裏町（1926年島津町と改称）
- 立売堀南通1 - 6丁目（1978年立売堀1 - 6丁目・新町1 - 4丁目となる）
- 立売堀北通1 - 6丁目（1978年立売堀1 - 6丁目となる）
- 立売堀裏町（1926年立売堀北通7丁目となる）
- 新町北通1 - 2丁目（1978年新町1 - 4丁目となる）
- 新町通1 - 5丁目（1978年新町1 - 4丁目となる）
- 新町南通1 - 5丁目（1978年新町1 - 4丁目となる）
- 裏新町（1926年新町南通1 - 2丁目に編入）
- 西長堀北通1 - 5丁目（1978年新町1 - 4丁目・北堀江1 - 4丁目となる）
- 西長堀南通1 - 5丁目（1978年新町1 - 4丁目・北堀江1 - 4丁目となる）
- 北堀江上通1 - 3丁目（1978年北堀江1 - 4丁目となる）
- 北堀江裏通1 - 2丁目（1925年北堀江上通4 - 5丁目となる）
- 北堀江下通1 - 6丁目（1912年北堀江御池通1 - 6丁目と改称）
- 北堀江通1 - 6丁目（1978年北堀江1 - 4丁目・南堀江1 - 4丁目となる）
- 北堀江1 - 3番町（1959年北堀江通1 - 6丁目・北堀江御池通1 - 6丁目などの一部となる）
- 南堀江上通1 - 5丁目（1959年南堀江立花通1 - 6丁目・南堀江大通1 - 6丁目・南堀江通1 - 6丁目となる）
- 南堀江通1 - 6丁目（1978年南堀江1 - 4丁目）
- 南堀江下通1 - 4丁目（1959年南堀江立花通1 - 6丁目・南堀江大通1 - 6丁目・南堀江通1 - 6丁目となる）
- 西道頓堀通1 - 6丁目（1978年南堀江1 - 4丁目）
- 南堀江1 - 3番町（1959年南堀江立花通1 - 6丁目・南堀江大通1 - 6丁目・西道頓堀通1 - 6丁目となる）
- 幸町通1 - 5丁目（1943年浪速区に編入）
- 江ノ子島上之町（1977年江之子島1 - 2丁目となる）
- 江ノ子島東之町（1978年立売堀1 - 6丁目となる）
- 江ノ子島西之町（1978年立売堀1 - 6丁目となる）
- 本田1 - 3番町（1977年本田1 - 4丁目となる）
- 本田町通1 - 3丁目（1944年本田町1 - 3丁目となる）
- 梅本町（1977年本田1 - 4丁目となる）
- 松島町1 - 2丁目（1964年千代崎町1 - 3丁目となる）
- 仲之町1 - 2丁目（1964年千代崎町1 - 3丁目となる）
- 高砂町1 - 2丁目（1964年千代崎町1 - 3丁目となる）
- 花園町（1964年千代崎町1 - 3丁目となる）
- 十返町（1964年千代崎町1 - 3丁目となる）

#### 周辺自治体の編入（1897年）
1897年（明治30年）、市内の第1次市域拡張により西区内に以下の町村が編入され、以下の町・大字を編入した。以下旧町村別に列挙する。○印は1925年（大正14年）に港区に移管された町・大字である。
旧西成郡天保町
町制時代は大字が編成されていなかった。
- ○天保町

旧九条村
編入後は村制時代の大字にそれぞれ「九条」を冠称した。
- 九条大字岩崎（九条村時代は岩崎新田、1900年岩崎町となる）
- 九条大字九条（1900年九条町・岩崎町・境川町となる）

旧三軒家村
編入後は村制時代の大字にそれぞれ「三軒家」を冠称した。
- 三軒家大字三軒家（1900年三軒家上之町となる）
- 三軒家大字三軒家町（1900年三軒家下之町となる）

旧川南村（一部）
編入後は村制時代の大字にそれぞれ「川南」を冠称した。
- 川南大字難波島（川南村時代は難波島町、1900年難波島町となる）
- 川南大字中口（川南村時代は中口新田、1900年中口町となる）
- 川南大字今木（川南村時代は今木新田、1900年今木町となる）
- 川南大字千島（川南村時代は千島新田、1900年千島町・東千島町・三軒家上之町の各一部となる）
- 川南大字南恩加島（川南村時代は南恩加島新田、1900年南恩加島町となる）
- 川南大字平尾（川南村時代は平尾新田、1900年平尾町となる）
- 川南大字炭屋（川南村時代は炭屋新田、1900年新炭屋町となる）
- 川南大字泉尾（川南村時代は泉尾新田、1900年泉尾町などの一部となる）
- 川南大字小林（川南村時代は小林新田、1900年小林町となる）
- 川南大字岡田（川南村時代は岡田新田、1900年小林町となる）
- 川南大字北恩加島（川南村時代は北恩加島新田、1900年北恩加島町となる）
- 川南大字千歳（川南村時代は千歳新田、1900年新千歳町となる）
- 川南大字石田（川南村時代は石田新田、1900年石田町となる）
- 川南大字田中（川南村時代は田中新田、1900年田中町となる）
- 川南大字木屋（川南村時代は木屋新田、1900年木屋町となる）
- 川南大字湊屋（川南村時代は湊屋新田、1900年湊屋町となる）
- 川南大字八幡屋（川南村時代は八幡屋新田、1900年八幡屋町となる）
- 川南大字市岡（川南村時代は市岡新田、1900年市岡町・新池田町・境川町の各一部となる）
- 川南大字池山（川南村時代は池山新田、1900年池山町となる）
- 川南大字前田屋（川南村時代は前田屋新田、1900年前田屋町となる）
- 川南大字池田（川南村時代は池田新田、1900年新池田町となる）
- 川南大字北福崎（川南村時代は北福崎新田、1900年北福崎町となる）
- 川南大字南福崎（川南村時代は南福崎新田、1900年南福崎町となる）

旧川北村（一部）
編入後は村制時代の大字にそれぞれ「川北」を冠称した。
- 川北大字四貫島（1900年四貫島町となる）
- 川北大字恩貴島（川北村時代は恩貴島新田、1900年恩貴島南之町・恩貴島北之町となる）
- 川北大字常吉（川北村時代は常吉新田、1900年常吉町となる）
- 川北大字春日出（川北村時代は春日出新田、1900年春日出町・島屋町の各一部となる）
- 川北大字南（川北村時代は南新田、1900年川岸町となる）
- 川北大字六軒家（川北村時代は六軒家新田、1900年安治川通北4丁目・四貫島町の各一部となる）
- 川北大字島屋（川北村時代は島屋新田、1900年島屋町となる）
- 川北大字本酉島（川北村時代は本酉島新田、1900年酉島町となる）
- 川北大字西野（川北村時代は西野新田、1900年西野上之町・西野下之町・四貫島町の各一部となる）
- 川北大字築地（川北村時代の1893年字両之割以下29の小字より成立、1900年桜島町となる）
- 川北大字西九条（1900年西九条上之町・西九条下之町となる）
- 川北大字秀野（元は川北村大字秀野の一部、1900年秀野町となる）

旧伝法村（一部）
編入後は村制時代の大字にそれぞれ「川北」を冠称した。
- 川北大字北伝法（1900年四貫島町となる）
- 川北大字南伝法（1900年恩貴島北之町となる）

#### 町名の設置
ここでは現在までの町名設置を年別に記している。以下にその一覧を記す。○印は1925年（大正14年）に港区に、●印は同年に此花区に移管された町である。
1899年（明治32年）
- 川口町（川口外国人居留地より、1977年川口1 - 4丁目となる）

1900年（明治33年）
- 九条町（九条大字九条より、1912年九条通1 - 4丁目などの一部となる）
- 岩崎町（九条大字岩崎・九条大字九条より、1964年千代崎町1 - 3丁目となる）
- 境川町（九条大字九条・川南大字市岡より、1912年南境川町・北境川町となる）
- 三軒家上之町（三軒家大字三軒家・川南大字千島より、1924年三軒家浜通1 - 4丁目などの一部となる）
- 三軒家下之町（三軒家大字三軒家町より、1924年三軒家町1 - 3丁目となる）
- ○難波島町（川南大字難波島より、1924年1 - 2丁目を設置）
- ○中口町（川南大字中口より）
- ○今木町（川南大字今木より、1924年1 - 2丁目を設置）
- ○千島町（川南大字千島より）
- 東千島町（川南大字千島より、1924年三軒家浜通1 - 4丁目となる）
- ○南恩加島町（川南大字南恩加島より）
- ○平尾町（川南大字平尾より）
- ○新炭屋町（川南大字炭屋より）
- ○泉尾町（川南大字泉尾より）
- ○小林町（川南大字小林・岡田・泉尾より）
- ○北恩加島町（川南大字北恩加島より）
- ○新千歳町（川南大字千歳・泉尾より）
- ○石田町（川南大字石田より、1924年1 - 2丁目を設置）
- ○田中町（川南大字田中より）
- ○木屋町（川南大字木屋より）
- ○湊屋町（川南大字湊屋より）
- ○八幡屋町（川南大字八幡屋より）
- ○市岡町（川南大字市岡より）
- ○池山町（川南大字池山より）
- ○前田屋町（川南大字前田屋より）
- ○新池田町（川南大字池田・市岡より）
- 北福崎町（川南大字北福崎より、1923年北福崎西之町・北福崎東之町となる）
- ○南福崎町（川南大字南福崎より、1923年1 - 4丁目を設置）
- ●四貫島町（川北大字北伝法・四貫島・六軒家・西野より）
- ●恩貴島北之町（川北大字南伝法・川北大字恩貴島より）
- ●恩貴島南之町（川北大字恩貴島より）
- ●常吉町（川北大字常吉より）
- ●春日出町（川北大字春日出より）
- ●川岸町（川北大字南より）
- 安治川通北4丁目（川北大字六軒家より、1912年北安治川通4丁目と改称）
- ●島屋町（川北大字島屋・春日出・四貫島より）
- ●酉島町（川北大字本酉島より）
- ●西野上之町（川北大字西野より）
- ●西野下之町（川北大字西野より）
- ●桜島町（川北大字築地より）
- 西九条上之町（川北大字西九条より、1921年西九条上通1 - 2丁目・西九条朝日橋通1 - 3丁目・西九条下通1 - 2丁目となる）
- 西九条下之町（川北大字西九条より、1921年西九条上通1 - 2丁目・西九条朝日橋通1 - 3丁目・西九条下通1 - 2丁目となる）
- ●秀野町（川北大字秀野より）

1907年（明治40年）
- ○一条通1 - 2丁目（埋立地より）
- ○二条通1 - 4丁目（埋立地より）
- ○三条通1 - 4丁目（埋立地より）
- ○四条通1 - 4丁目（埋立地より）
- ○五条通1 - 3丁目（埋立地より）
- ○六条通1 - 3丁目（埋立地より）
- ○七条通1 - 3丁目（埋立地より）
- ○八条通1 - 3丁目（埋立地より）
- ○出崎町1 - 3丁目（埋立地より）

1912年（明治45年）
- ○九条通1 - 4丁目（九条町より）
- ○九条中通1 - 4丁目（九条町より）
- ○九条南通1 - 4丁目（九条町より）
- ○九条北通1 - 3丁目（九条町より）
- 松島町3丁目（岩崎町より、1964年千代崎町1 - 3丁目の一部となる）
- ●北安治川通4丁目（安治川通北4丁目より改称）
- ○南境川町（境川町より、1924年1 - 4丁目を設置）
- ○北境川町（境川町より、1924年1 - 4丁目を設置）
- 北堀江御池通1 - 6丁目（北堀江下通1 - 6丁目より改称、1978年北堀江1 - 4丁目となる）

1913年（大正2年）
- ●島船町（酉島町地先の埋立地より）

1919年（大正8年）
- ○福町1 - 2丁目（埋立地より）
- ○鶴町1 - 4丁目（埋立地より）
- ○鶴浜通1 - 3丁目（埋立地より）
- ○船町（埋立地より）

1920年（大正9年）
- ○北海岸通（埋立地より）
- ○南海岸通1 - 3丁目（埋立地より）
- ○新福崎町1 - 2丁目（埋立地より）

1921年（大正10年）
- ●西九条浜通（西野上之町より）
- ●西九条上通1 - 2丁目（西九条上之町・西九条下之町より）
- ●西九条朝日橋通1 - 3丁目（西九条上之町・西九条下之町より）
- ●西九条下通1 - 2丁目（西九条上之町・西九条下之町より）

1923年（大正12年）
- ○北福崎西之町（北福崎町より）
- ○北福崎東之町（北福崎町より）

1924年（大正13年）
- ○大正通1 - 5丁目（三軒家上之町・岩崎町より）
- ○三軒家浜通1 - 4丁目（東千島町・三軒家上之町より）
- ○三軒家東1 - 3丁目（三軒家上之町より）
- ○三軒家西1 - 2丁目（三軒家上之町より）
- ○三軒家櫨町1 - 2丁目（三軒家上之町より）
- ○三軒家市場通1 - 2丁目（三軒家上之町より）
- ○三軒家町1 - 3丁目（三軒家下之町・三軒家上之町・泉尾町より）
- ○石田元町1 - 3丁目（石田町より）
- ○石田呉服町1 - 3丁目（石田町より）
- ○石田布屋町1 - 3丁目（石田町より）
- ○石田芦花町（石田町より）
- ○石田椿町（石田町より）
- ○石田外村町1 - 2丁目（石田町より）
- ○石田神楽町（石田町・田中町より）

1925年（大正14年）
西区の一部より港区・此花区が成立、以上の町名のうち○印の町が港区、●印の町が此花区へそれぞれ移行。
- 北堀江上通4 - 5丁目（北堀江裏町1 - 2丁目より、1959年西長堀南通1 - 6丁目・北堀江御池通1 - 6丁目となる）

1926年（大正15年）
- 土佐堀船町（土佐堀裏町より改称、1977年土佐堀1 - 3丁目・江戸堀1 - 3丁目となる）
- 奥美町（阿波堀裏町より改称、1960年阿波座北通1 - 2丁目・阿波座上通1 - 4丁目となる）
- 島津町（薩摩堀裏町より改称、1960年立売堀上通1 - 3丁目となる）
- 立売堀北通7丁目（立売堀裏町より、1960年阿波座南通1 - 3丁目・立売堀北通1 - 3丁目となる）

1943年（昭和18年）
市内の区の境界見直しにより幸町通1 - 5丁目が浪速区に編入、港区より以下の町が西区に編入。
- 九条通1 - 4丁目（1977年九条1 - 3丁目などの一部となる）
- 九条中通1 - 4丁目（2 - 3丁目は1963年九条南2 - 4丁目などの一部に、1・4丁目は1964年千代崎町1 - 3丁目などの一部となる）
- 九条南通1 - 4丁目（2 - 4丁目は1963年九条南2 - 4丁目などの一部に、1丁目は1964年九条南1 - 4丁目・千代崎町1 - 3丁目などの一部となる）
- 九条北通1 - 3丁目（2丁目は1963年九条通1 - 3丁目の一部に、1・3丁目は1964年九条通1 - 3丁目などの一部となる）
- 北境川町1 - 4丁目（1977年境川1 - 2丁目などの一部となる）
- 前田屋町（1977年千代崎1 - 3丁目となる）
- 南安治川通1 - 3丁目（1964年九条北通1・3丁目・北境川町1 - 4丁目の各一部を編入し1 - 3丁目を1 - 2丁目に再編、1977年安治川1 - 2丁目・九条南1 - 4丁目となる）
- 富島町（1977年川口1 - 4丁目・安治川1 - 2丁目となる）
- 古川町（1977年川口1 - 4丁目となる）

1944年（昭和19年）
- 本田町1 - 3丁目（本田町通1 - 3丁目・梅本町より、1977年本田1 - 4丁目などの一部となる）

1959年（昭和34年）
- 南堀江立花通1 - 6丁目（南堀江通1 - 6丁目・南堀江上通1 - 5丁目・南堀江下通1 - 4丁目・南堀江1 - 3番町より、1978年南堀江1 - 4丁目となる）
- 南堀江大通1 - 6丁目（南堀江上通1 - 5丁目・南堀江下通1 - 4丁目・西道頓堀通1 - 6丁目・南堀江1 - 3番町より、1978年南堀江1 - 4丁目となる）

1960年（昭和35年）
- 阿波座上通4丁目（阿波堀通1 - 5丁目・薩摩堀北之町・奥美町・阿波座1 - 4番町より、1977年西本町1 - 3丁目・江之子島1 - 2丁目となる）
- 阿波座中通3丁目（阿波座上通1 - 3丁目・阿波座中通1 - 2丁目・阿波座下通1 - 2丁目・阿波座1 - 4番町より、1978年阿波座1 - 2丁目となる）
- 阿波座北通1 - 2丁目（阿波堀通1 - 5丁目・奥美町・阿波座上通1 - 3丁目より、1977年西本町1 - 3丁目となる）
- 阿波座南通1 - 3丁目（阿波座中通1 - 2丁目・立売堀北通1 - 7丁目・阿波座下通1 - 2丁目・阿波座1 - 4番町より、1978年阿波座1 - 2丁目・立売堀1 - 6丁目となる）
- 立売堀上通1 - 3丁目（阿波座1 - 4番町・阿波堀通1 - 5丁目・薩摩堀東之町・薩摩堀北之町・薩摩堀南之町・薩摩堀西之町・島津町・立売堀北1 - 7丁目の各一部より、1978年阿波座1 - 2丁目・立売堀1 - 6丁目となる）

1961年（昭和36年）
- 江戸堀1 - 3丁目（江戸堀南通1 - 5丁目・江戸堀下通1 - 5丁目・京町堀上通1 - 5丁目より。成立当初は1 - 5丁目があったが1977年に4 - 5丁目が江之子島1 - 2丁目・京町堀1 - 3丁目の各一部となり同時に現在の1 - 3丁目になっている）
- 京町堀1 - 3丁目（京町堀通1 - 5丁目・京町堀上通1 - 5丁目・靱北通1 - 4丁目より。成立当初は1 - 5丁目があったが1977年4 - 5丁目が江之子島1 - 2丁目・靱本町1 - 3丁目の各一部となり同時に現在の1 - 3丁目になっている）
- 靱1 - 4丁目（靱上通1 - 3丁目・靱北通1 - 4丁目・靱中通1 - 3丁目・靱下通1 - 2丁目・靱南通1 - 5丁目より、1977年靱本町1 - 3丁目・京町堀1 - 3丁目となる）
- 靱本町1 - 3丁目（靱下通1 - 2丁目・靱南通1 - 5丁目・靱中通1 - 3丁目より、成立当初は1 - 4丁目があったが1977年4丁目が西本町1 - 3丁目・江之子島1 - 2丁目となり同時に現在の1 - 3丁目になっている。）

1963年（昭和38年）
- 九条南2 - 4丁目（九条南通1 - 4丁目・九条中通1 - 4丁目・九条通1 - 4丁目・北境川1 - 4丁目より）
- 本田町4丁目（梅本町より、1977年本田1 - 4丁目などの一部となる）

1964年（昭和39年）
- 九条南1丁目（九条南通1・4丁目・九条中通1 - 4丁目・北境川1 - 4丁目より）
- 千代崎町1 - 3丁目（花園町・高砂町1 - 2丁目・仲之町1 - 2丁目・十返町・松島町1 - 3丁目・岩崎町・梅本町・九条通1 - 3丁目・北境川町1 - 4丁目・九条北通1・3丁目・九条中通1・4丁目・九条南通1丁目より、1977年本田1 - 4丁目・千代崎1 - 3丁目の各一部となる）

1977年（昭和52年）
- 九条1 - 3丁目（九条通1 - 3丁目・九条南1 - 4丁目より）
- 境川1 - 2丁目（北境川町1 - 4丁目より）
- 千代崎1 - 3丁目（前田屋町・本田町1 - 4丁目・千代崎町1 - 3丁目・九条通1 - 3丁目・九条南1 - 4丁目・北境川町1 - 4丁目より）
- 土佐堀1 - 3丁目（土佐堀通1 - 5丁目・土佐堀船町・江戸堀上通1 - 2丁目・江戸堀北通1 - 2丁目より）
- 西本町1 - 3丁目（阿波座北通1 - 2丁目・阿波堀通1 - 3丁目・阿波座上通1 - 4丁目・阿波座中通1 - 3丁目・靱本町1 - 4丁目・立売堀上通1 - 3丁目より）
- 江之子島1 - 2丁目（江之子島上之町・江之子島東之町・江之子島西之町・土佐堀通1 - 5丁目・江戸堀1 - 5丁目・京町堀1 - 5丁目・靱本町1 - 4丁目・阿波座上通1 - 4丁目・立売堀上通1 - 3丁目より）
- 本田1 - 4丁目（本田1 - 3番町・梅本町・本田町1 - 4丁目・千代崎1 - 3丁目・九条通1 - 3丁目より）
- 安治川1 - 2丁目（南安治川通1 - 2丁目・富島町・本田町1 - 4丁目・九条通1 - 3丁目・九条南1 - 4丁目・北境川町1 - 4丁目より）
- 川口1 - 4丁目（川口町・古川町・本田1 - 3番町・本田町1 - 4丁目・富島町より）

1978年（昭和53年）
- 阿波座1 - 2丁目（阿波座中通1 - 3丁目・阿波座南通1 - 3丁目・立売堀上通1 - 3丁目より）
- 立売堀1 - 6丁目（江之子島東之町・江之子島西之町・立売堀北通1 - 6丁目・立売堀南通1 - 6丁目・立売堀上通1 - 3丁目・阿波座南通1 - 3丁目より）
- 新町1 - 4丁目（新町通1 - 5丁目・新町北通1 - 2丁目・新町南通1 - 5丁目・西長堀北通1 - 5丁目・立売堀南通1 - 6丁目・西長堀南通1 - 6丁目より）
- 北堀江1 - 4丁目（北堀江御池通1 - 6丁目・北堀江上通1 - 3丁目・北堀江通1 - 6丁目・西長堀南通1 - 6丁目・西長堀北通1 - 6丁目より）
- 南堀江1 - 4丁目（南堀江通1 - 6丁目・南堀江立花通1 - 6丁目・南堀江大通1 - 6丁目・西道頓堀通1 - 6丁目・北堀江通1 - 6丁目より）

### 港区

#### 成立当初（1925年）の町名
同区は1925年（大正14年）、北区・西区の各一部より成立した。
成立当時は以下の138町が編成されていた。
○印は1932年（昭和7年）に大正区に移管された町であることを、◇印は1943年（昭和18年）に西区に移管された町であることをそれぞれ示す。
- ◇富島町
- ◇古川町
- 南安治川通1 - 3丁目（1943年1 - 2丁目の全域と3丁目の一部が西区に編入、1968年波除1 - 6丁目・弁天1 - 6丁目となる）
- 天保町（1968年港晴1 - 5丁目・築港1 - 4丁目となる）
- ○難波島町1 - 2丁目
- ○中口町
- ○今木町1 - 2丁目
- ○千島町
- ○南恩加島町
- ○平尾町
- ○新炭屋町
- 泉尾町（1925年北泉尾町などの一部となる）
- ○小林町
- ○北恩加島町
- ○新千歳町
- 石田町1 - 2丁目（1968年石田1 - 3丁目となる）
- 田中町（1925年夕凪町1 - 3丁目などの一部となる）
- 木屋町（1968年弁天1 - 6丁目となる）
- 湊屋町（1925年1 - 2丁目を設置、1968年弁天1 - 6丁目・石田1 - 3丁目となる）
- 八幡屋町（1925年1 - 3丁目を設置、1968年港晴1 - 5丁目となる）
- 市岡町（1932年北境川町1 - 4丁目・九条南通1 - 4丁目となる）
- 池山町（1927年八雲町1 - 5丁目・魁町1 - 5丁目・千代見町1 - 4丁目・寿町1 - 3丁目となる）
- ◇前田屋町
- 新池田町（1925年1 - 2丁目を設置、1968年池島1 - 3丁目・三先1 - 2丁目となる）
- 一条通1 - 2丁目（1968年築港1 - 4丁目となる）
- 二条通1 - 4丁目（1968年港晴1 - 5丁目・築港1 - 4丁目となる）
- 三条通1 - 4丁目（1968年築港1 - 4丁目・港晴1 - 5丁目となる）
- 四条通1 - 4丁目（1968年築港1 - 4丁目・港晴1 - 5丁目となる）
- 五条通1 - 3丁目（1968年築港1 - 4丁目となる）
- 六条通1 - 3丁目（1968年港晴1 - 5丁目・海岸通1 - 4丁目となる）
- 七条通1 - 3丁目（1968年港晴1 - 5丁目・海岸通1 - 4丁目・八幡屋1 - 4丁目となる）
- 八条通1 - 3丁目（1968年八幡屋1 - 4丁目・海岸通1 - 4丁目となる）
- 出崎町1 - 3丁目（1968年八幡屋1 - 4丁目・海岸通1 - 4丁目となる）
- ◇九条通1 - 4丁目
- ◇九条中通1 - 4丁目
- ◇九条南通1 - 4丁目
- ◇九条北通1 - 3丁目
- ○福町1 - 2丁目
- ○鶴町1 - 4丁目
- ○鶴浜通1 - 3丁目
- ○船町
- 北海岸通（1968年築港1 - 4丁目・海岸通1 - 4丁目となる）
- 南海岸通1 - 3丁目（1968年海岸通1 - 4丁目となる）
- 新福崎町1 - 2丁目（1968年福崎1 - 3丁目・海岸通1 - 4丁目となる）
- 北福崎西之町（1968年福崎1 - 3丁目・市岡1 - 4丁目・三先1 - 2丁目となる）
- 北福崎東之町（1968年福崎1 - 3丁目となる）
- 南福崎町1 - 4丁目（1968年福崎1 - 3丁目となる）
- ○大正通1 - 5丁目
- 南境川町1 - 4丁目（1968年市岡元町1 - 3丁目・波除1 - 6丁目・南市岡1 - 3丁目となる）
- ◇北境川町1 - 4丁目
- ○三軒家浜通1 - 4丁目
- ○三軒家東1 - 3丁目
- ○三軒家西1 - 2丁目
- ○三軒家櫨町1 - 2丁目
- ○三軒家市場通1 - 2丁目
- ○三軒家町1 - 3丁目
- 石田元町1 - 3丁目（1968年石田1 - 3丁目となる）
- 石田呉服町1 - 3丁目（1968年石田1 - 3丁目となる）
- 石田布屋町1 - 3丁目（1968年石田1 - 3丁目となる）
- 石田芦花町（1968年石田1 - 3丁目・田中1 - 3丁目・弁天1 - 6丁目となる）
- 石田椿町（1968年石田1 - 3丁目となる）
- 石田外村町1 - 2丁目（1968年石田1 - 3丁目となる）
- 石田神楽町（1968年石田1 - 3丁目となる）

#### 町名の設置
ここでは現在までの町名設置を年別に記している。以下にその一覧を記す。○印は1932年（昭和7年）に大正区に移管された町であることを、◇印は1943年（昭和18年）に西区に移管された町であることをそれぞれ示す。
1925年（大正14年）
- ○北泉尾町1 - 3丁目（泉尾町より）
- ○南泉尾町1 - 3丁目（泉尾町より）
- ○大正通6 - 10丁目（泉尾町より）
- ○泉尾上通1 - 5丁目（泉尾町より）
- ○泉尾中通1 - 5丁目（泉尾町より）
- ○泉尾松ノ町1 - 5丁目（泉尾町より）
- ○泉尾竹ノ町1 - 5丁目（泉尾町より）
- ○泉尾梅ノ町1 - 5丁目（泉尾町より）
- ○泉尾浜通1 - 4丁目（泉尾町より）
- ○泉尾北村町1 - 4丁目（泉尾町より）
- 夕凪町1 - 3丁目（田中町・新池田町・八幡屋町より、1968年夕凪1 - 2丁目・田中1 - 3丁目・三先1 - 2丁目・池島1 - 3丁目となる）
- 東田中町1 - 8丁目（田中町より、1968年田中1 - 3丁目・夕凪1 - 2丁目・石田1 - 3丁目・弁天1 - 6丁目となる）
- 西田中町1 - 5丁目（田中町・八幡屋町より、1968年田中1 - 3丁目・夕凪1 - 2丁目となる）
- 田中元町1 - 5丁目（田中町・八幡屋町より、1968年田中1 - 3丁目・石田1 - 3丁目・港晴1 - 5丁目となる）
- 湊屋浜通1 - 2丁目（湊屋町より、1968年弁天1 - 6丁目・石田1 - 3丁目となる）
- 八幡屋元町1 - 3丁目（八幡屋町・新池田町より、1968年八幡屋1 - 4丁目などの一部となる）
- 八幡屋宝町1 - 4丁目（八幡屋町より、1968年八幡屋1 - 4丁目・港晴1 - 5丁目となる）
- 八幡屋亀町1 - 2丁目（八幡屋町より、1968年八幡屋1 - 4丁目となる）
- 八幡屋浮島町1 - 2丁目（八幡屋町より、1968年八幡屋1 - 4丁目・港晴1 - 5丁目となる）
- 八幡屋松ノ町1 - 2丁目（八幡屋町・田中町より、1968年八幡屋1 - 4丁目・港晴1 - 5丁目となる）
- 八幡屋雲井町1 - 2丁目（八幡屋町・田中町より、1968年八幡屋1 - 4丁目・石田1 - 3丁目・港晴1 - 5丁目となる）
- 八幡屋錦町（八幡屋町・田中町より、1968年田中1 - 3丁目・石田1 - 3丁目となる）
- 南八幡屋町1 - 2丁目（八幡屋町・田中町より、1968年港晴1 - 5丁目・石田1 - 3丁目となる）
- 八幡屋大通1 - 3丁目（八幡屋町・田中町より、1968年石田1 - 3丁目・港晴1 - 5丁目となる）
- 北八幡屋町1 - 3丁目（八幡屋町より、1968年港晴1 - 5丁目・石田1 - 3丁目となる）
- 八幡屋中通1 - 3丁目（八幡屋町より、1968年港晴1 - 5丁目・石田1 - 3丁目となる）
- 八幡屋新道（八幡屋町より、1968年港晴1 - 5丁目となる）
- 三先町1 - 5丁目（新池田町より、1968年三先1 - 2丁目となる）
- 池島町1 - 3丁目（新池田町より、1968年池島1 - 3丁目・三先1 - 2丁目となる）
- 入舟町1 - 5丁目（新池田町より、1968年池島1 - 3丁目・八幡屋1 - 4丁目となる）

1927年（昭和2年）
- 尻無川北通1 - 6丁目（市岡町より、1938年市岡浜通1 - 6丁目と改称）
- 南市岡町1 - 2丁目（市岡町より、1968年南市岡1 - 3丁目・市岡1 - 4丁目・弁天1 - 6丁目となる）
- 三ツ樋町（市岡町より、1968年市岡1 - 4丁目・福崎1 - 3丁目となる）
- 市岡元町1 - 3丁目（市岡町より、成立時1 - 5丁目を編成したが1968年繁栄町1 - 2丁目・南境川町1 - 4丁目・抱月町1 - 4丁目・弁天町1 - 5丁目・辰巳町1 - 5丁目・八雲町1 - 5丁目の各一部を編入し1 - 5丁目を1 - 3丁目に再編）
- 高尾町1 - 2丁目（市岡町より、1968年市岡1 - 4丁目・三先1 - 2丁目となる）
- 繁栄町1 - 2丁目（市岡町・南境川町1 - 4丁目より、1968年市岡元町1 - 3丁目・波除1 - 6丁目となる）
- 抱月町1 - 4丁目（市岡町より、1968年市岡元町1 - 3丁目・波除1 - 6丁目となる）
- 弁天町1 - 5丁目（市岡町より、1968年市岡元町1 - 3丁目・波除1 - 6丁目となる）
- 辰巳町1 - 5丁目（市岡町より、1968年市岡元町1 - 3丁目・波除1 - 6丁目となる）
- 八雲町1 - 5丁目（市岡町・池山町より、1968年市岡元町1 - 3丁目・波除1 - 6丁目・弁天1 - 6丁目となる）
- 魁町1 - 5丁目（市岡町・池山町より、1968年磯路1 - 3丁目・弁天1 - 6丁目となる）
- 千代見町1 - 4丁目（市岡町・池山町より、1968年磯路1 - 3丁目・弁天1 - 6丁目となる）
- 寿町1 - 3丁目（市岡町・池山町より、1968年弁天1 - 6丁目となる）
- 磯路町1 - 3丁目（市岡町より、1968年磯路1 - 3丁目・弁天1 - 6丁目・石田1 - 3丁目となる）
- 市場通1 - 3丁目（市岡町より、1968年磯路1 - 3丁目・石田1 - 3丁目・弁天1 - 6丁目となる）
- 吾妻町1 - 3丁目（市岡町より、1968年磯路1 - 3丁目・弁天1 - 6丁目・石田1 - 3丁目となる）
- 音羽町1 - 3丁目（市岡町より、1968年磯路1 - 3丁目・弁天1 - 6丁目・石田1 - 3丁目となる）
- 桂町1 - 3丁目（市岡町より、1968年磯路1 - 3丁目・弁天1 - 6丁目・石田1 - 3丁目となる）
- 西市岡町1 - 3丁目（市岡町より、1968年磯路1 - 3丁目・弁天1 - 6丁目・夕凪1 - 2丁目となる）

1932年（昭和7年）
港区の一部より大正区が成立、以上の町名のうち○印の町他が大正区へ移行。
1938年（昭和13年）
- 市岡浜通1 - 6丁目（尻無川北通1 - 6丁目より改称、1968年市岡1 - 4丁目・南市岡1 - 3丁目となる）

1943年（昭和18年）
市内の区の境界見直しにより◇印の町他が西区に編入。
1968年（昭和43年）
- 波除1 - 6丁目（南境川町1 - 4丁目・繁栄町1 - 2丁目・弁天町1 - 5丁目・抱月町1 - 4丁目・辰巳町1 - 5丁目・八雲町1 - 5丁目・南安治川通3丁目より）
- 弁天1 - 6丁目（寿町1 - 3丁目・木屋町・磯路町1 - 3丁目・魁町1 - 5丁目・千代見町1 - 4丁目・八雲町1 - 5丁目・市場通1 - 3丁目・吾妻町1 - 3丁目・西市岡町1 - 3丁目・石田芦花町・音羽町1 - 3丁目・桂町1 - 3丁目・南市岡町1 - 2丁目・東田中町1 - 8丁目・湊屋町1 - 2丁目・湊屋浜通1 - 2丁目・南安治川通3丁目より）
- 港晴1 - 5丁目（八幡屋町1 - 3丁目・八幡屋新道・八幡屋浮島町1 - 2丁目・八幡屋宝町1 - 4丁目・八幡屋元町1 - 3丁目・南八幡屋町1 - 2丁目・八幡屋松ノ町1 - 2丁目・八幡屋雲井町1 - 2丁目・八幡屋大通1 - 3丁目・北八幡屋町1 - 3丁目・八幡屋中通1 - 3丁目・田中元町1 - 5丁目・天保町・二条通1 - 4丁目・三条通1 - 4丁目・四条通1 - 4丁目・六条通1 - 3丁目・七条通1 - 3丁目より）
- 築港1 - 4丁目（一条通1 - 2丁目・五条通1 - 3丁目・二条通1 - 4丁目・三条通1 - 4丁目・四条通1 - 4丁目・北海岸通・天保町より）
- 石田1 - 3丁目（石田町1 - 2丁目・石田布屋町1 - 3丁目・石田呉服町1 - 3丁目・石田外村町1 - 2丁目・石田元町1 - 3丁目・石田神楽町・石田椿町・石田芦花町・吾妻町1 - 3丁目・磯路町1 - 3丁目・市場通1 - 3丁目・音羽町1 - 3丁目・桂町1 - 3丁目・湊屋町1 - 2丁目・湊屋浜通1 - 2丁目・北八幡屋町1 - 3丁目・田中元町1 - 5丁目・南八幡屋町1 - 2丁目・八幡屋錦町・八幡屋雲井町1 - 2丁目・八幡屋大通1 - 3丁目・八幡屋中通1 - 3丁目・東田中町1 - 8丁目より）
- 夕凪1 - 2丁目（夕凪町1 - 3丁目・東田中町1 - 8丁目・西田中町1 - 5丁目・西市岡町1 - 3丁目・八幡屋元町1 - 3丁目より）
- 田中1 - 3丁目（東田中町1 - 8丁目・西田中1 - 5丁目・田中元町1 - 5丁目・石田芦花町・八幡屋雲井町1 - 2丁目・八幡屋松ノ町1 - 2丁目・八幡屋錦町・八幡屋元町1 - 3丁目・夕凪町1 - 3丁目より）
- 八幡屋1 - 4丁目（八幡屋亀町1 - 2丁目・入舟1 - 5丁目・八幡屋元町1 - 3丁目・八幡屋宝町1 - 4丁目・八幡屋浮島町1 - 2丁目・七条通1 - 3丁目・八条通1 - 3丁目・出崎町1 - 3丁目より）
- 市岡1 - 4丁目（市岡元町1 - 5丁目・高尾町1 - 2丁目・市場浜通1 - 6丁目・三ツ樋町・南市岡町1 - 2丁目・北福崎西之町より）
- 南市岡1 - 3丁目（南市岡町1 - 2丁目・市岡浜通1 - 6丁目・南境川町1 - 4丁目・市岡元町1 - 5丁目より）
- 福崎1 - 3丁目（北福崎東之町・南福崎町1 - 4丁目・北福崎西之町・三ツ樋町・新福崎町1 - 2丁目より）
- 磯路1 - 3丁目（魁町1 - 2丁目・磯路町1 - 3丁目・市岡元町1 - 5丁目・千代見町1 - 4丁目・吾妻町1 - 3丁目・市場通1 - 3丁目・音羽町1 - 3丁目・桂町1 - 3丁目・西市岡町1 - 3丁目より）
- 三先1 - 2丁目（三先町・市岡元町1 - 5丁目・北福崎西之町・新池田町1 - 2丁目・夕凪町1 - 3丁目・池島町1 - 3丁目・高尾町1 - 2丁目より）
- 池島1 - 3丁目（池島町1 - 3丁目・入舟町1 - 5丁目・新池田町1 - 2丁目・八幡屋元町1 - 3丁目・夕凪町1 - 3丁目より）
- 海岸通1 - 4丁目（南海岸通1 - 3丁目・北海岸通・出崎町1 - 3丁目・六条通1 - 3丁目・七条通1 - 3丁目・八条通1 - 3丁目・新福崎町1 - 2丁目となる）

### 大正区

#### 成立当初（1932年）の町名
同区は1932年（昭和7年）、港区の一部より成立した。
成立当時は以下の87町が編成されていた。
- 大正通1 - 10丁目（1976年三軒家東1 - 6丁目・三軒家西1 - 3丁目・泉尾1 - 7丁目・千島1 - 3丁目となる）
- 三軒家浜通1 - 4丁目（1976年三軒家東1 - 6丁目となる）
- 三軒家東1 - 3丁目（1976年1 - 3丁目を1 - 6丁目に再編）
- 三軒家西1 - 2丁目（1976年1 - 2丁目を1 - 3丁目に再編）
- 三軒家櫨町1 - 2丁目（1976年三軒家西1 - 3丁目・泉尾1 - 7丁目となる）
- 三軒家市場通1 - 2丁目（1976年三軒家西1 - 3丁目・泉尾1 - 7丁目となる）
- 三軒家町1 - 3丁目（1976年三軒家東1 - 6丁目・千島1 - 3丁目となる）
- 難波島町1 - 2丁目（1961年1 - 2丁目の称を廃止、1976年三軒家東1 - 3丁目となる）
- 中口町（1961年難波島町に編入）
- 今木町1 - 2丁目（1976年三軒家東1 - 3丁目となる）
- 千島町（1976年千島1 - 3丁目・北村1 - 3丁目・小林東1 - 3丁目・平尾1 - 5丁目となる）
- 南恩加島町（1976年南恩加島1 - 7丁目・平尾1 - 5丁目となる）
- 平尾町（1976年平尾1 - 5丁目・小林東1 - 3丁目となる）
- 新炭屋町（1976年千島1 - 3丁目となる）
- 北泉尾町1 - 3丁目（1976年泉尾1 - 7丁目・三軒家西1 - 3丁目となる）
- 南泉尾町1 - 3丁目（1976年三軒家東1 - 6丁目・千島1 - 3丁目となる）
- 泉尾上通1 - 5丁目（1976年泉尾1 - 7丁目となる）
- 泉尾中通1 - 5丁目（1976年泉尾1 - 7丁目・千島1 - 3丁目となる）
- 泉尾松ノ町1 - 5丁目（1976年泉尾1 - 7丁目となる）
- 泉尾竹ノ町1 - 5丁目（1976年泉尾1 - 7丁目となる）
- 泉尾梅ノ町1 - 5丁目（1976年泉尾1 - 7丁目となる）
- 泉尾浜通1 - 4丁目（1976年泉尾1 - 7丁目・北恩加島1 - 2丁目となる）
- 泉尾北村町1 - 4丁目（1976年北村1 - 3丁目・泉尾1 - 7丁目・千島1 - 3丁目・北恩加島1 - 2丁目となる）
- 小林町（1976年小林東1 - 3丁目・小林西1 - 2丁目などの一部となる）
- 北恩加島町（1976年北恩加島1 - 2丁目・北村1 - 3丁目・泉尾1 - 7丁目となる）
- 新千歳町（1976年北村1 - 3丁目・北恩加島1 - 2丁目・小林西1 - 2丁目・南恩加島1 - 7丁目となる）
- 福町1 - 2丁目（1976年鶴町1 - 5丁目・南恩加島1 - 7丁目となる）
- 鶴町1 - 4丁目（1976年1 - 4丁目を1 - 5丁目に再編）
- 鶴浜通1 - 3丁目（1976年鶴町1 - 5丁目となる）
- 船町（1976年1 - 2丁目を設置）

#### 町名の設置
ここでは現在までの町名設置を年別に記している。以下にその一覧を記す。
1961年（昭和36年）
- 今木町（今木町1 - 2丁目・難波島町1 - 2丁目より、1976年三軒家東1 - 3丁目となる）

1976年（昭和51年）
- 千島1 - 3丁目（新炭屋町・千島町・小林町・三軒家町1 - 3丁目・大正通1 - 10丁目・南泉尾町1 - 3丁目・泉尾北村町1 - 4丁目・泉尾中通1 - 5丁目より）
- 南恩加島1 - 7丁目（南恩加島町・小林町・新千歳町・福町1 - 2丁目より）
- 平尾1 - 5丁目（平尾町・千島町・南恩加島町・小林町より）
- 泉尾1 - 7丁目（泉尾竹ノ町1 - 5丁目・泉尾松ノ町1 - 5丁目・泉尾梅ノ町1 - 5丁目・泉尾上通1 - 5丁目・北泉尾町1 - 3丁目・泉尾中通1 - 5丁目・泉尾北村町1 - 4丁目・泉尾浜通1 - 4丁目・大正通1 - 10丁目・三軒家市場通1 - 2丁目・三軒家櫨町1 - 2丁目・北恩加島町より）
- 北村1 - 3丁目（泉尾北村町1 - 4丁目・千島町・小林町・北恩加島町・新千歳町より）
- 小林東1 - 3丁目（小林町・千島町・平尾町より）
- 小林西1 - 2丁目（小林町・新千歳町より）
- 北恩加島1 - 2丁目（北恩加島町・泉尾北村町1 - 4丁目・泉尾浜通1 - 4丁目・新千歳町となる）

### 天王寺区

#### 成立当初（1925年）の町名
同区は1925年（大正14年）、東区・南区の各一部より成立した。うち南区にあった町名のうち「天王寺」を冠称していた町名については区成立の際取り外されている。
成立当時は以下の67町が編成されていた。
- 上本町5 - 10丁目（1944年10丁目が東門町となる）
- 東高津北之町（1965年味原本町・東高津町・餌差町・城南寺町となる）
- 東高津南之町（1965年上本町2 - 9丁目・東高津町となる）
- 東平野町1 - 10丁目（1926年7 - 10丁目の全域などが上汐町1 - 6丁目となり、1943年1 - 2丁目の全域と3丁目の一部が南区に編入、1981年上汐3 - 6丁目・上本町1 - 9丁目となる）
- 上綿屋町（1981年上本町1 - 9丁目・四天王寺1丁目・上汐3 - 6丁目・六万体町となる）
- 谷町8 - 9丁目（1943年8丁目の全域と9丁目の一部が南区に編入、1981年生玉前町・上汐3 - 6丁目となる）
- 西高津中寺町（1943年南区に編入）
- 生玉町（1943年一部が南区に編入）
- 下寺町1 - 4丁目（1943年一部が浪速区に編入、1981年1 - 4丁目を1 - 2丁目に再編）
- 逢坂上之町（1981年逢坂1 - 2丁目・四天王寺1丁目・下寺町1 - 2丁目・伶人町となる）
- 逢坂下之町（1943年一部が浪速区に編入、1981年逢坂1 - 2丁目・茶臼山町となる）
- 生玉前町（天王寺生玉前町より改称）
- 六万体町（天王寺六万体町より改称）
- 椎寺町（天王寺椎寺町より改称、1981年六万体町・夕陽丘町・伶人町・四天王寺1丁目となる）
- 元町（天王寺元町より改称、1981年大通1 - 5丁目・四天王寺1丁目となる）
- 生玉寺町（天王寺生玉寺町より改称）
- 夕陽丘町（天王寺夕陽丘町より改称）
- 伶人町（天王寺伶人町より改称）
- 玉水町（天王寺玉水町より改称、1981年茶臼山町に編入）
- 大道1 - 4丁目（天王寺大道1 - 4丁目より改称）
- 茶臼山町（天王寺茶臼山町より改称）
- 悲田院町（天王寺悲田院町より改称）
- 北河堀町（天王寺北河堀町より改称）
- 南河堀町（天王寺南河堀町より改称）
- 寺田町（天王寺寺田町より改称、1981年大道1 - 5丁目・勝山通1 - 5丁目・北生野町1丁目の各一部と南生野町1丁目の全域を編入して1 - 2丁目を設置）
- 勝山通1 - 4丁目（天王寺勝山通1 - 4丁目より改称、1981年2 - 4丁目が勝山2 - 4丁目などの一部に、1983年1丁目が四天王寺2丁目・勝山1丁目などの一部となる）
- 真法院町（天王寺真法院町より改称）
- 烏ケ辻町（天王寺烏ケ辻町より改称、1981年勝山2 - 4丁目・堂ケ芝1 - 2丁目・松ケ鼻町・烏ケ辻1 - 2丁目となる）
- 小宮町（天王寺小宮町より改称）
- 上之宮町（天王寺上之宮町より改称）
- 北山町（天王寺北山町より改称）
- 石ケ辻町（天王寺石ケ辻町より改称）
- 筆ケ崎町（天王寺筆ケ崎町より改称）
- 細工谷町（天王寺細工谷町より改称、1981年細工谷1 - 2丁目・堂ケ芝1 - 2丁目・筆ケ崎町となる）
- 松ケ鼻町（天王寺松ケ鼻町より改称）
- 堂ケ芝町（天王寺堂ケ芝町より改称、1981年東上町・筆ケ崎町・松ケ鼻町・堂ケ芝1 - 2丁目・細工谷1 - 2丁目となる）
- 東上町（天王寺東上町より改称）
- 北日東町（1943年浪速区に編入）
- 南日東町（1943年浪速区に編入）
- 堀越町（天王寺堀越町より改称）
- 国分町（天王寺国分町より改称）

#### 町名の設置
ここでは現在までの町名設置を年別に記している。以下にその一覧を記す。
1926年（大正15年）
- 上汐町1 - 6丁目（東平野町1 - 10丁目より、1943年1 - 2丁目の全域と3丁目の一部が南区に編入、1981年六万体町・上汐3 - 6丁目となる）

1943年（昭和18年）
市内の区の境界見直しにより西高津中寺町と生玉町の一部が南区に、北日東町・南日東町と逢坂下之町などの一部が浪速区に編入、東区・東成区・住吉区・南区・浪速区より以下の町が南区に編入。
東区より
- 上本町4丁目
- 餌差町
- 南玉造町（1965年真田山町・玉造元町・玉造本町となる）
- 東雲町1 - 2丁目（1965年玉造元町・玉造本町・空堀町となる）
- 八丁目中寺町（1965年空清町・城南寺町となる）
- 八丁目東寺町（1965年城南寺町となる）
- 小橋寺町（1965年餌差町・空堀町・真田山町・玉造本町となる）
- 山小橋町（1965年真田山町となる）
- 宰相山町（1965年空堀町・真田山町・玉造本町・餌差町となる）
- 山之下町（1965年玉造元町・玉造本町となる）
- 清堀町（1965年城南寺町・空清町・餌差町となる）
- 空堀通1 - 3丁目（1965年上本町2 - 9丁目・空清町・空堀町・清水谷町・餌差町となる）
- 清水谷東之町（1965年空堀町・清水谷町となる）
- 清水谷西之町（1965年上本町2 - 9丁目・清水谷町となる）
- 小橋元町（1965年舟橋町・味原町・真田山町となる）
- 小橋東之町（1965年味原本町・小橋町・味原町となる）
- 小橋西之町（1965年小橋町・味原本町・東高津町となる）
- 下味原町
- 舟橋町
- 木野町（1965年真田山町・玉造元町・玉造本町となる）
- 味原町
- 唐居町（1965年玉造元町となる）
- 黒門町（1965年玉造元町となる）

東成区より
- 北生野町1丁目（1981年寺田町1 - 2丁目・国分町となる）
- 南生野町1丁目（1981年寺田町1 - 2丁目となる）
- 勝山通5丁目（1981年勝山2 - 4丁目などの一部となる）
- 東桃谷町1丁目（1981年堂ケ芝1 - 2丁目・烏ケ辻1 - 2丁目となる）
- 鶴橋北之町1丁目（1981年下味原町・東上町・堂ケ芝1 - 2丁目となる）
- 鶴橋南之町1丁目（1981年堂ケ芝1 - 2丁目となる）
- 東小橋北之町1丁目（1981年舟橋町となる）
- 東小橋南之町1丁目（1981年舟橋町・下味原町となる）

住吉区より
- 天王寺町（1981年大道1 - 5丁目・南河堀町となる）
- 旭町1丁目（1981年茶臼山町となる）
- 山王町1丁目（1981年茶臼山町となる）
- 阿倍野筋1丁目（1981年茶臼山町・悲田院町となる）
- 松崎町1丁目（1981年悲田院町・南河堀町となる）

南区より
- 上本町筋2 - 3丁目（1965年上本町2 - 9丁目・空清町となる）
- 高津町1番丁（1981年生玉町に編入）

浪速区より
- 恵美須町1丁目（1981年茶臼山町となる）
- 霞町1丁目（1981年茶臼山町となる）

1944年（昭和19年）
- 東門町（上本町10丁目より、1983年勝山1丁目などの一部となる）

1965年（昭和40年）
- 城南寺町（上本町4 - 9丁目・餌差町・清堀町・八丁目中寺町・東高津北之町・八丁目東寺町より）
- 上本町2 - 3丁目（清水谷西之町・東高津南之町・上本町筋2 - 3丁目・空堀通1 - 3丁目より）
- 空清町（清堀町・上本町筋2 - 3丁目・空堀通1 - 3丁目・八丁目中寺町・餌差町より）
- 東高津町（味原町・石ケ辻町・上本町4 - 9丁目・小橋西之町・東高津北之町・東高津南之町より）
- 真田山町（山小橋町・南玉造町・木野町・宰相山町・舟橋町・小橋元町・小橋寺町・餌差町より）
- 玉造本町（小橋寺町・木野町・南玉造町・山之下町・東雲町1 - 2丁目・宰相山町より）
- 玉造元町（黒門町・唐居町・東雲町1 - 2丁目・山之下町・南玉造町・木野町より）
- 空堀町（空堀通1 - 3丁目・清水谷東之町・餌差町・宰相山町・小橋寺町・東雲町1 - 2丁目より）
- 清水谷町（清水谷西之町・清水谷東之町・空堀通1 - 3丁目・小橋西之町より）
- 小橋町（餌差町・小橋西之町・小橋東之町・味原町・下味原町より）
- 味原本町（味原町・小橋西之町・小橋東之町・東高津北之町より）

1981年（昭和56年）
- 上本町1丁目（清水谷町より）
- 上汐3 - 6丁目（上汐町3 - 6丁目・東平野町3 - 6丁目・谷町9丁目・生玉前町・六万体町・上綿屋町より）
- 四天王寺1丁目（元町・上綿屋町・椎寺町・東門町・大道1 - 5丁目・上本町2 - 9丁目・逢坂上之町・伶人町より）
- 逢坂1 - 2丁目（逢坂上之町・逢坂下之町・茶臼山町より）
- 勝山2 - 4丁目（勝山通1 - 5丁目・大道1 - 5丁目・寺田町・国分町・烏ケ辻町より）
- 烏ケ辻1 - 2丁目（烏ケ辻町・東桃谷町1丁目・勝山通1 - 4丁目・真法院町より）
- 細工谷1 - 2丁目（細工谷町・北山町・堂ケ芝町より）
- 堂ケ芝1 - 2丁目（堂ケ芝町・烏ケ辻町・細工谷町・松ケ鼻町・東桃谷町1丁目・鶴橋北之町1丁目・鶴橋南之町1丁目より）

1983年（昭和58年）
- 四天王寺2丁目（勝山通1丁目などより）
- 勝山1丁目（勝山通1丁目・東門町などより）

### 浪速区

#### 成立当初（1926年）の町名
同区は1925年（大正14年）、南区の各一部より成立した。うち「難波」や「木津」を冠称していた町名については区成立の際取り外されている。
成立当時は以下の79町が編成されていた。
- 西浜南通1 - 3丁目（1962年浪速町東1 - 3丁目・浪速町西1 - 4丁目となる）
- 西浜中通1 - 3丁目（1962年浪速町東1 - 3丁目・浪速町西1 - 4丁目となる）
- 西浜北通1 - 4丁目（1962年1 - 3丁目が1 - 3丁目が浪速町東1 - 3丁目・浪速町西1 - 4丁目となり、1967年4丁目が木津川元町となる）
- 元町1 - 5丁目（難波元町1 - 5丁目より改称、1980年東円手町・東神田町・敷津町1 - 3丁目・大国町1 - 3丁目の各一部を編入し1 - 5丁目を1 - 3丁目に再編）
- 新川1 - 3丁目（難波新川1 - 3丁目より改称、1980年難波中1 - 3丁目・敷津東1 - 3丁目となる）
- 東円手町（難波東円手町より改称、1980年元町1 - 3丁目・湊町1 - 2丁目となる）
- 西円手町（難波西円手町より改称、1980年湊町1 - 2丁目・桜川1 - 4丁目・稲荷1丁目となる）
- 東神田町（難波東神田町より改称、1980年元町1 - 3丁目・湊町1 - 2丁目・塩草1 - 3丁目・敷津西1 - 2丁目となる）
- 西神田町（難波西神田町より改称、1980年湊町1 - 2丁目・塩草1 - 3丁目となる）
- 桜川1 - 4丁目（難波桜川1 - 4丁目より改称）
- 稲荷町1 - 3丁目（難波稲荷町1 - 3丁目より改称、1980年1丁目が稲荷1丁目などの一部となり、1985年2 - 3丁目が稲荷2丁目などの一部となる）
- 小田町（難波小田町より改称、1980年塩草1 - 3丁目の一部となる）
- 塩草町（難波塩草町より改称、1985年桜川1 - 4丁目に編入）
- 芦原町（難波芦原町より改称、1985年桜川1 - 4丁目に編入）
- 久保吉町（難波久保吉町より改称、1980年立葉1 - 2丁目・芦原1 - 2丁目・久保吉1 - 2丁目・浪速西1 - 4丁目・桜川1 - 4丁目となる）
- 立葉町（難波立葉町より改称、1985年桜川1 - 4丁目に編入）
- 反物町（難波反物町より改称、1967年桜川1 - 5丁目に編入）
- 蔵前町（難波蔵前町より改称、1980年難波中1 - 3丁目となる）
- 河原町1 - 2丁目（難波河原町1 - 2丁目より改称、1943年1丁目の全域と2丁目の一部が浪速区に編入、1980年難波中1 - 3丁目・日本橋3 - 5丁目となる）
- 木津川町1 - 3丁目（1967年1丁目が幸町3 - 5丁目・木津川1丁目となり、1980年2丁目が木津川1 - 2丁目・浪速西1 - 4丁目・久保吉1 - 2丁目となる）
- 南阪町（1943年浪速区に編入）
- 大国町1 - 5丁目（木津大国町1 - 5丁目より改称、1960年4 - 5丁目が戎本町1 - 2丁目となり、1980年1 - 3丁目が大国1 - 3丁目・元町1 - 3丁目・敷津東1 - 3丁目・敷津西1 - 2丁目・戎本町1 - 2丁目となる）
- 鴎町1 - 4丁目（木津鴎町1 - 4丁目より改称、1960年3 - 4丁目が大国町1 - 3丁目となり、1980年1 - 2丁目が敷津西1 - 2丁目となる）
- 勘助町1 - 3丁目（木津勘助町1 - 3丁目より改称、1960年2丁目が大国町1 - 3丁目となり、1980年1・3丁目が敷津西1 - 2丁目・大国1 - 3丁目・浪速東1 - 3丁目となる）
- 敷津町1 - 3丁目（木津敷津町1 - 3丁目より改称、1980年敷津東1 - 3丁目・敷津西1 - 2丁目・元町1 - 3丁目・難波中1 - 3丁目となる）
- 三島町（木津三島町より改称、1980年塩草1 - 3丁目・敷津西1 - 2丁目となる）
- 恵美須町1 - 4丁目（1943年1丁目の一部が天王寺区に編入、1960年4丁目が戎本町1 - 2丁目・大国町1 - 3丁目となり、1980年1 - 3丁目が恵美須東1 - 3丁目・恵美須西1 - 3丁目・日本橋東1 - 3丁目などの一部となる）
- 馬淵町（1980年恵美須西1 - 3丁目・戎本町1 - 2丁目となる）
- 貝柄町（1960年戎本町1 - 2丁目となる）
- 水崎町（1980年恵美須東1 - 3丁目・恵美須西1 - 3丁目・戎本町1 - 2丁目となる）
- 東関谷町（1926年1 - 2丁目を設置、1980年日本橋3 - 5丁目となる）
- 西関谷町（1926年船出町の一部を編入し1 - 2丁目を設置、1980年日本橋3 - 5丁目などの一部となる）
- 船出町（1926年北高岸町・南高岸町の一部を編入し1 - 2丁目を設置、1980年難波中1 - 3丁目・敷津東1 - 3丁目となる）
- 北高岸町（1980年敷津東1 - 3丁目となる）
- 南高岸町（1980年敷津東1 - 3丁目となる）
- 広田町（1980年日本橋3 - 5丁目・日本橋西1 - 2丁目・敷津東1 - 3丁目となる）
- 北霞町（1926年霞町1 - 2丁目・水崎町・恵美須町1 - 4丁目となる）
- 南霞町（1926年霞町1 - 2丁目・水崎町となる）
- 栄町1 - 5丁目（1980年塩草1 - 3丁目となる）

#### 町名の設置
ここでは現在までの町名設置を年別に記している。以下にその一覧を記す。
1926年（大正15年）
- 霞町1 - 2丁目（北霞町・南霞町より、1943年1丁目の一部を天王寺区に編入、1980年恵美須東1 - 3丁目となる）

1943年（昭和18年）
市内の区の境界見直しにより南阪町・河原町1丁目と河原町2丁目の一部が南区に、恵美須町1丁目・霞町1丁目の各一部が天王寺区にそれぞれ編入、西区・西成区・南区・天王寺区より以下の町が浪速区に編入。
西区より編入
- 幸町通1 - 5丁目（1980年湊町1 - 2丁目・幸町1 - 3丁目となる）

西成区より編入
- 東四条3丁目（1980年戎本町1 - 2丁目となる）
- 西四条3丁目（1980年戎本町1 - 2丁目となる）
- 東入船町（1980年恵美須東1 - 3丁目・恵美須西1 - 3丁目となる）
- 西入船町（1980年恵美須西1 - 3丁目・戎本町1 - 2丁目となる）
- 東田町（1980年恵美須東1 - 3丁目となる）

南区より編入
- 高津町5番丁（1962年日本橋東3 - 5丁目・下寺町2 - 4丁目となる）
- 日本橋筋2 - 5丁目（1980年日本橋3 - 5丁目・日本橋東1 - 3丁目となる）
- 難波新地6番町（1980年難波中1 - 3丁目となる）
- 湊町（1980年元町1 - 5丁目・幸町通1 - 3丁目・桜川1 - 5丁目・東円手町・西円手町・稲荷町1丁目・東神田町・西神田町の各一部を編入し1 - 2丁目を設置）
- 御蔵跡町（1944年御蔵跡南之町と改称）

天王寺区より編入
- 下寺町2 - 4丁目（1980年下寺1 - 3丁目となる）
- 逢坂下之町（1962年逢坂町と改称）
- 北日東町（1962年日本橋東3 - 5丁目・日本橋筋2 - 5丁目・下寺町2 - 4丁目となる）
- 南日東町（1962年日本橋東3 - 5丁目・日本橋筋2 - 5丁目・下寺町2 - 4丁目となる）

1944年（昭和19年）
- 御蔵跡南之町（御蔵跡町より改称、1962年日本橋東3 - 5丁目・日本橋筋2 - 5丁目・下寺町2 - 4丁目となる）

1960年（昭和35年）
- 戎本町1 - 2丁目（大国町1 - 5丁目・恵美須町1 - 4丁目・貝柄町・宮津町より）

1962年（昭和37年）
- 浪速町西1 - 4丁目（西浜北通1 - 3丁目・西浜中通1 - 3丁目・西浜南通1 - 3丁目・芦原町・栄町1 - 2・4 - 6丁目より、1980年塩草1 - 3丁目・浪速東1 - 3丁目・浪速西1 - 4丁目となる）
- 浪速町東1 - 3丁目（栄町1 - 2・4 - 6丁目・西浜北通1 - 3丁目・西浜中通1 - 3丁目・西浜南通1 - 3丁目・勘助町1・3丁目より、1980年浪速東1 - 3丁目・塩草1 - 3丁目・大国1 - 3丁目・敷津西1 - 2丁目となる）
- 日本橋東3 - 5丁目（御蔵跡南之町・北日東町・高津町5番丁・南日東町より、1980年日本橋筋2 - 5丁目・恵美須町1 - 3丁目の各一部を編入し3 - 5丁目を1 - 3丁目に再編）
- 逢坂町（逢坂下之町より改称、1980年下寺1 - 3丁目となる）

1967年（昭和42年）
- 桜川5丁目（立葉町・反物町より、1980年桜川1 - 4丁目となる）
- 芦原2丁目（芦原町・久保吉町より）
- 木津川1丁目（木津川町1 - 3丁目・桜川1 - 4丁目より）
- 木津川元町（西浜北通4丁目より、1980年木津川1 - 2丁目・浪速西1 - 4丁目となる）
- 幸町3 - 5丁目（幸町通1 - 5丁目・桜川1 - 4丁目・木津川町1丁目より、1980年幸町通1 - 3丁目の一部を編入し3 - 5丁目を1 - 3丁目に再編）

1980年（昭和55年）
- 浪速西1 - 4丁目（浪速町西1 - 4丁目・芦原2丁目・久保吉町・木津川町2 - 3丁目・木津川元町より）
- 浪速東1 - 3丁目（浪速町東1 - 3丁目・浪速町西1 - 4丁目・勘助町1・3丁目より）
- 難波中1 - 3丁目（蔵前町・難波新地6番町・新川1 - 3丁目・元町1 - 5丁目・西関谷町1 - 2丁目・河原町2丁目・船出町1 - 2丁目・敷津町1 - 3丁目より）
- 稲荷1丁目（稲荷町1 - 3丁目・西円手町より）
- 塩草1 - 3丁目（塩草町・西神田町・稲荷町1 - 3丁目・東神田町・小田町・浪速町東1 - 3丁目・三島町・栄町1 - 2丁目・芦原町・浪速町西1 - 4丁目より）
- 芦原1丁目（久保吉町より）
- 久保吉1 - 2丁目（久保吉町・木津川町2 - 3丁目より）
- 立葉1 - 2丁目（立葉町・久保吉町・桜川1 - 5丁目より）
- 木津川2丁目（木津川町2 - 3丁目・木津川元町より）
- 大国1 - 3丁目（大国町1 - 3丁目・浪速町東1 - 3丁目・勘助町1・3丁目より）
- 敷津東1 - 3丁目（西関谷町1 - 2丁目・広田町・船出町1 - 2丁目・新川1 - 3丁目・北高岸町・敷津町1 - 3丁目・南高岸町・戎本町1 - 2丁目・大国町1 - 3丁目・恵美須町1 - 3丁目より）
- 敷津西1 - 2丁目（敷津町1 - 3丁目・大国町1 - 3丁目・鴎町1 - 2丁目・元町1 - 5丁目・東神田町・三島町・浪速町東1 - 3丁目・勘助町1・3丁目より）
- 恵美須東1 - 3丁目（東田町・恵美須町1 - 3丁目・霞町1 - 2丁目・水崎町・東入船町より）
- 恵美須西1 - 3丁目（恵美須町1 - 3丁目・馬淵町・水崎町・東入船町・西入船町より）
- 日本橋3 - 5丁目（日本橋筋2 - 5丁目・日本橋東3 - 5丁目・河原町2丁目・東関谷町1 - 2丁目・西関谷町1 - 2丁目・広田町・恵美須町1 - 3丁目より）
- 日本橋西1 - 2丁目（西関谷町1 - 2丁目・広田町・恵美須町1 - 3丁目より）
- 下寺1 - 3丁目（逢坂町・下寺町2 - 4丁目・日本橋東3 - 5丁目より）

1985年（昭和60年）
- 稲荷2丁目（稲荷町2 - 3丁目などより）

### 西淀川区

#### 成立当初（1925年）の町名
同区は1925年（大正14年）、市内の第2次市域拡張において大阪市に編入された町村のうち西成郡歌島村・稗島町・千船町・川北村・福村・伝法町・鷺洲町と神津町三津屋の一部の区域より成立した。
成立当初は各町村の大字・町名を継承した以下の32町が編成されていた。旧町村ごとに列挙する。
旧歌島村
- 野里町（野里より、1973年野里1 - 3丁目などの一部となる）
- 加島町（加島と神津町三津屋の一部より、1943年一部が東淀川区に編入、1980年町名は廃止されたが編入先は不明）
- 御幣島町（御幣島より、1961年大和田東1 - 5丁目となる）

旧西成郡稗島町
町制時代は大字が編成されていなかった。
- 姫島町（1972年姫島1 - 6丁目となる）

旧西成郡千船町
- 大和田町（大和田より、1972年出来島1 - 3丁目・大野1 - 3丁目となる）
- 大野町（大野より、1972年大野1 - 3丁目・百島1 - 2丁目となる）
- 百島町（百島より、1972年百島1 - 2丁目・大野1 - 3丁目となる）
- 佃町（佃より、1943年一部が東淀川区に編入、1972年町名は廃止されたが編入先は不明）
- 蒲島町（蒲島より、1940年佃町1 - 7丁目に編入）

旧川北村
- 北酉島町（北酉島より、1972年西島1 - 2丁目・百島1 - 2丁目・福町1 - 3丁目となる）
- 矢倉町（矢倉より、1972年西島1 - 2丁目となる）
- 出来島町（出来島より、1972年出来島1 - 3丁目となる）
- 中島町（中島より、1972年中島1 - 2丁目となる）
- 酉洲町（酉洲より、1959年西島町に編入）
- 西島町（西島より、1972年西島1 - 2丁目となる）
- 布屋町（布屋より、1972年中島1 - 2丁目となる）
- 外島町（外島より、1972年中島1 - 2丁目となる）

旧福村
- 福町（福より、1972年東福町1 - 2丁目・西福町1 - 2丁目・南島町と北酉島町の一部を編入し1 - 3丁目を設置）
- 南島町（南酉島より、1972年福町1 - 3丁目となる）

旧西成郡伝法町
町制時代の地名のうち北1 - 5丁目・南1 - 3丁目については「伝法町」を冠称。
- 伝法町北1 - 5丁目（1943年此花区に編入）
- 伝法町南1 - 3丁目（1943年此花区に編入）
- 秀島町（秀野[注 3]より、1928年伝法町北1 - 5丁目に編入）

旧西成郡鷺洲町
- 浦江町（浦江より、1928年浦江北1 - 5丁目などの一部となる）
- 海老江町（海老江より、1928年海老江上1 - 4丁目などの一部となる）
- 大仁町（大仁より、1928年大仁東1 - 2丁目などの一部となる）
- 塚本町（塚本より、1941年一部が東淀川区に編入、1973年野里1 - 3丁目となる）

#### 町名の設置
ここでは現在までの町名設置を年別に記している。以下にその一覧を記す。△印は1943年に東淀川区に編入された町名であることを、☆印は1943年に福島区に編入された町名であることを、◆印は1943年に大淀区に編入された町名であることをそれぞれ示す。
1928年（昭和3年）
- 高見町1 - 3丁目（姫島町・野里町・福町・伝法町北1 - 5丁目より、1943年此花区に編入）
- 浦江北1 - 5丁目（浦江町・大仁町より、1943年大淀区・福島区に分割編入）
- ☆浦江上1 - 3丁目（浦江町・海老江町より）
- ☆浦江本通1 - 2丁目（浦江町より）
- ☆浦江中1 - 2丁目（浦江町より）
- ☆浦江南1 - 2丁目（浦江町より）
- ☆川上町（浦江町より）
- ☆海老江上1 - 4丁目（浦江町・海老江町より）
- ☆海老江中1 - 3丁目（海老江町より）
- ☆海老江下1 - 3丁目（海老江町より）
- ☆海老江新町（海老江町より）
- 花川町（海老江町より、1973年野里1 - 3丁目・花川1 - 2丁目となる）
- 大仁東1 - 2丁目（大仁町より、1943年大淀区・福島区に分割編入）
- ◆大仁本町1 - 3丁目（大仁町より）
- 大仁元町1 - 2丁目（大仁町・浦江町より、1943年大淀区・福島区に分割編入）
- ◆大仁西1 - 2丁目（大仁町・浦江町より）

1938年（昭和13年）
- 佃町1 - 7丁目（佃町・大和田町・蒲島町・御幣島町より、1972年佃1 - 7丁目となる）
- 杭瀬（兵庫県尼崎市杭瀬の一部より編入、1940年佃町1 - 7丁目に編入）
- 梶ケ島（兵庫県尼崎市梶ケ島の一部より編入、1940年佃町1 - 7丁目に編入）

1941年（昭和16年）
塚本町の一部が東淀川区に編入、同時に東淀川区より以下の町名が編入。
- 三津屋町（1944年御幣島東1 - 4丁目となる）
- 十三南之町3丁目（1942年東塚本町1 - 6丁目となる）

1942年（昭和17年）
- 野里町2丁目（野里町・塚本町より、1973年野里1 - 3丁目となる）
- 花川南之町（花川町・野里町より、1973年柏里1 - 3丁目・花川1 - 2丁目となる）
- 花川北之町（花川町・野里町・塚本町より、1973年柏里1 - 3丁目・花川1 - 2丁目となる）
- △東塚本町1 - 6丁目（塚本町・野里町・御幣島町・十三南之町3丁目より）
- 西塚本町1 - 3丁目（塚本町・野里町より、1944年柏里町1 - 3丁目となる）

1943年（昭和18年）
西淀川区・此花区・北区の各一部より福島区が、西淀川区・東淀川区・北区・此花区の各一部より大淀区がそれぞれ成立、同時に伝法町北1 - 5丁目・伝法町南1 - 3丁目・高見町1 - 3丁目が此花区に、東塚本町1 - 6丁目と加島町・佃町の各一部が東淀川区にそれぞれ編入。
1944年（昭和19年）
- 野里西2 - 3丁目（野里町より、1973年野里1 - 3丁目となる）
- 野里東1 - 4丁目（野里町より、1972年4丁目が歌島1 - 4丁目となり、1973年1 - 3丁目が野里1 - 3丁目となる）
- 竹島町1 - 5丁目（加島町・佃町より、1972年竹島1 - 5丁目となる）
- 御幣島東1 - 4丁目（三津屋町・御幣島町・野里町・佃町・加島町より、1972年御幣島1 - 6丁目・竹島1 - 5丁目・歌島1 - 4丁目となる）
- 御幣島中1 - 5丁目（御幣島町・野里町・佃町・加島町より、1972年御幣島1 - 6丁目・竹島1 - 5丁目となる）
- 御幣島西1 - 4丁目（御幣島町・加島町・佃町・大和田町より、1972年御幣島1 - 6丁目となる）
- 柏里町1 - 3丁目（西塚本町1 - 3丁目より、1972年3丁目が歌島1 - 4丁目となり、1973年1 - 2丁目が柏里1 - 3丁目となる）

1949年（昭和24年）
- 姫里町1 - 3丁目（野里町・姫島町より、1972年姫里1 - 3丁目となる）
- 姫島浜通2 - 4丁目（姫島町・野里町・佃町・福町・大野町・大和田町より、1972年姫島1 - 6丁目となる）
- 姫島町1・3 - 4丁目（姫島町・野里町・佃町・大和田町・大野町・福町より、1972年姫島1 - 6丁目となる）
- 東福町1 - 2丁目（佃町・大野町・大和田町・福町・姫島町・野里町より、1972年福町1 - 3丁目となる）

1951年（昭和26年）
- 大和田東3 - 5丁目（大和田町・大野町・佃町・野里町・姫島町・御幣島町より、1972年大和田1 - 6丁目・大野1 - 3丁目となる）
- 大和田西3 - 6丁目（大和田町・百島町より、1972年大和田1 - 6丁目・出来島1 - 3丁目・大野1 - 3丁目となる）
- 西福町1 - 2丁目（佃町・福町・大野町・大和田町・姫島町より、はじめは1丁目があったが2丁目の成立時期については不明、1972年福町1 - 3丁目となる）

1961年（昭和36年）
- 姫島町2丁目（姫島町・野里町・佃町・大和田町・大野町より、1972年姫島1 - 6丁目となる）
- 大和田東1 - 2丁目（大和田町・大野町・佃町・野里町・姫島町・御幣島町より、1972年大和田1 - 6丁目・大野1 - 3丁目となる）
- 大和田西1 - 2丁目（大和田町・百島町より、1972年大和田1 - 6丁目・出来島1 - 3丁目・大野1 - 3丁目となる）
- 大和田中1 - 3丁目（大和田町・佃町より、1972年大和田1 - 6丁目となる）

1972年（昭和47年）
- 姫里1 - 3丁目（姫里町1 - 3丁目より）
- 歌島1 - 4丁目（野里町・柏里町1 - 2丁目・野里東1 - 4丁目・野里町2丁目・野里西2 - 3丁目・御幣島東1 - 4丁目より）
- 竹島1 - 5丁目（竹島町1 - 5丁目・御幣島東1 - 4丁目・御幣島中1 - 5丁目より）
- 御幣島1 - 6丁目（御幣島西1 - 4丁目・御幣島中1 - 5丁目・御幣島東1 - 4丁目より）
- 姫島1 - 6丁目（姫島町・姫島町1 - 4丁目・姫島浜通2 - 4丁目・野里町より）
- 大和田1 - 6丁目（大和田中1 - 3丁目・大和田東1 - 5丁目・大和田西1 - 6丁目より）
- 大野1 - 3丁目（大野町・大和田東1 - 5丁目・大和田西1 - 6丁目・大和田町・百島町より）
- 百島1 - 2丁目（百島町・北酉島町・大野町より）
- 佃1 - 7丁目（佃町1 - 7丁目より）
- 出来島1 - 3丁目（出来島町・大和田町・大和田西1 - 6丁目より）
- 中島1 - 2丁目（中島町・外島町・布屋町より）
- 西島1 - 2丁目（西島町・矢倉町・北酉島町より）

1973年（昭和48年）
- 野里1 - 3丁目（野里町2丁目・野里東1 - 3丁目・野里西2 - 3丁目・塚本町・花川町・野里町・花川北之町より）
- 花川1 - 2丁目（花川町・花川南之町・野里町より）
- 柏里1 - 3丁目（柏里町1 - 2丁目・花川南之町・花川北之町より）

### 淀川区
同区は1974年（昭和49年）、東淀川区の一部より成立した。
成立と同時に住居表示が実施され、以下の町名が設置された。括弧内は東淀川区時代の町名である。
- 西中島1 - 7丁目（西中島町1 - 9丁目・南方町・浜町・山口町・西町）
- 宮原1 - 5丁目（宮原町・宮原町1 - 3丁目・西宮原町1 - 3丁目・西中島町1 - 9丁目・西淡路町1 - 3丁目・山口町・西町）
- 西宮原1 - 3丁目（西宮原町1 - 3丁目・三国本町1 - 3丁目・西中島町1 - 9丁目・木川東之町1 - 6丁目・山口町）
- 三国本町1 - 3丁目（三国本町1 - 3丁目・木川東之町1 - 6丁目・木川西之町1 - 6丁目・新高北通1 - 3丁目・西町）
- 東三国1 - 6丁目（東三国町1 - 3丁目・宮原町1 - 3丁目・西淡路町1 - 3丁目・国次町・西三国町1 - 5丁目・十八条町）
- 西三国1 - 4丁目（西三国町1 - 5丁目・西宮原町1 - 3丁目・三国本町1 - 3丁目・十八条町1 - 3丁目）
- 十八条1 - 3丁目（十八条町1 - 3丁目・西三国町1 - 5丁目）
- 十三元今里1 - 3丁目（元今里北通1 - 5丁目・元今里南通1 - 4丁目・塚本町1 - 6丁目・十三南之町1 - 3丁目・十三西之町1 - 6丁目・田川通1 - 7丁目）
- 十三本町1 - 3丁目（十三西之町1 - 5丁目・元今里南通1 - 4丁目・元今里北通1 - 5丁目）
- 十三東1 - 5丁目（十三東之町1 - 5丁目・木川西之町1 - 6丁目）
- 新北野1 - 3丁目（十三西之町1 - 6丁目・十三南之町1 - 3丁目・塚本町1 - 6丁目）
- 木川東1 - 4丁目（木川東之町1 - 6丁目・木川西之町1 - 6丁目・山口町・西町）
- 木川西1 - 4丁目（木川西之町1 - 6丁目・十三東之町1 - 5丁目・木川東之町1 - 6丁目・西町・山口町）
- 三津屋南1 - 3丁目（堀上元町・三津屋南通1 - 6丁目・三津屋中通1 - 6丁目）
- 三津屋中1 - 3丁目（三津屋中通1 - 6丁目・三津屋北通1 - 5丁目）
- 三津屋北1 - 3丁目（三津屋北通1 - 5丁目・加島町）
- 野中北1 - 2丁目（野中北通1 - 3丁目・堀上通1 - 3丁目）
- 野中南1 - 3丁目（野中南通1 - 3丁目）
- 新高1 - 6丁目（新高南通1 - 3丁目・新高北通1 - 3丁目・堀上通1 - 3丁目・三津屋新町）
- 田川1 - 3丁目（田川通1 - 7丁目・元今里南通1 - 4丁目・元今里北通1 - 5丁目・塚本町1 - 6丁目）
- 田川北1 - 3丁目（田川通1 - 7丁目・加島町）
- 加島1 - 4丁目（佃町・加島町・三津屋南通1 - 6丁目・三津屋北通1 - 5丁目）
- 塚本1 - 6丁目（塚本町1 - 6丁目・十三南之町1 - 3丁目・元今里南通1 - 4丁目）

その後は住居表示による町名設置は行われていない。

### 東淀川区

#### 成立当初（1925年）の町名
同区は1925年（大正14年）、市内の第2次市域拡張において大阪市に編入された町村のうち西成郡大道村・豊里村・中島村・新庄村・西中島町・北中島村・神津町・中津町・豊崎町の区域より成立した。
成立当初は各町村の大字・町名を継承した以下の44町が編成されていた。旧町村ごとに列挙する。
旧大道村
- 北大道町（北大道より、1942年一部が旭区に編入、1980年町名は廃止されたが編入先は不明）
- 西大道町（西大道より、1980年町名は廃止されたが編入先は不明）
- 南大道町（南大道より、1942年一部が旭区に編入、1980年町名は廃止されたが編入先は不明）

旧豊里村
- 豊里菅原町（菅原より、1980年菅原1 - 7丁目・豊新1 - 5丁目となる）
- 橋寺町（橋寺より、1942年淀川左岸地域を旭区に編入、1951年北大道町1 - 2丁目などの一部となる）
- 豊里三番町（三番より、1942年淀川左岸地域を旭区に編入、1980年豊里1 - 7丁目・豊新1 - 5丁目・菅原1 - 7丁目となる）
- 豊里町（天王寺庄より、1942年淀川左岸地域を旭区に編入、1980年豊新1 - 5丁目・豊里1 - 7丁目・大道南1 - 3丁目となる）

旧中島村
- 江口町（江口より、1951年北江口町などの一部となる）
- 小松町（小松より、1980年相川1 - 3丁目となる）

旧新庄村
- 上新庄町（上新庄より、1951年1 - 3丁目を設置、1980年上新庄1 - 3丁目・豊新1 - 5丁目となる）
- 下新庄町（下新庄より、1958年菅西町となる）

旧西成郡西中島町
- 柴島町（柴島より、1980年柴島1 - 3丁目・東淡路1 - 5丁目となる）
- 薬師堂町（薬師堂より、1980年柴島1 - 3丁目となる）
- 浜町（浜より、1974年一部が淀川区西中島1 - 7丁目となり、1980年柴島1 - 3丁目となる）
- 国次町（淡路より、1974年一部が淀川区東三国1 - 6丁目となり、1980年町名は廃止されたが編入先は不明）
- 飛鳥町（南方新家より、1980年柴島1 - 3丁目・東中島1 - 6丁目となる）
- 北川口町（川口より、1958年西中島町1 - 9丁目となる）
- 南方町（南方より、1974年一部が淀川区西中島1 - 7丁目となり、1980年柴島1 - 3丁目・東中島1 - 6丁目となる）
- 山口町（山口より、1974年一部が淀川区西中島1 - 7丁目などの一部となり、1980年東中島1 - 6丁目・柴島1 - 3丁目となる）
- 西町（西より、1974年一部が淀川区宮原1 - 5丁目などの一部となり、1980年町名は廃止されたが編入先は不明）

旧北中島村
- 三国町（蒲田より、1974年一部が淀川区に編入、1980年町名は廃止されたが編入先は不明）
- 宮原町（北宮原より、1974年一部が淀川区宮原1 - 5丁目となり、1980年町名は廃止されたが編入先は不明）
- 南宮原町（南宮原より、1958年宮原町1 - 3丁目などの一部となる）
- 三国本町（宮原新家より、1958年1 - 3丁目を設置、1974年淀川区に編入）
- 日之出町（東宮原より、1958年宮原町1 - 3丁目などの一部となる）
- 十八条町（十八条より、1958年1 - 3丁目を設置、1974年淀川区十八条1 - 3丁目・東三国1 - 6丁目・西三国1 - 4丁目となる）

旧西成郡神津町
- 今里町（今里より、1931年元今里南通1 - 4丁目・元今里北通1 - 5丁目となる）
- 十三東之町（小島より、1931年木川西之町1丁目・十三東之町1 - 5丁目・十三西之町1 - 5丁目となる）
- 十三西之町（堀より、1931年十三西之町1 - 5丁目・十三東之町1 - 5丁目・十三南之町1 - 3丁目となる）
- 木川町（木川より、1958年木川東之町1 - 6丁目・木川西之町1 - 6丁目に編入）
- 三津屋町（三津屋より、1941年一部が西淀川区に編入、1942年頃町名は廃止されたが編入先は不明）
- 堀上町（堀上より、1931年野中北通1 - 3丁目などの一部となる）
- 東雲町（野中より、1958年野中北通1 - 3丁目に編入）
- 新高町（新在家より、1958年三国本町1 - 3丁目に編入）

旧西成郡中津町
- 中津本町（光立寺より、1927年中津浜通1 - 5丁目・中津本通1 - 3丁目となる）
- 中津町（下三番より、1927年中津浜通1 - 5丁目などの一部となる）
- 新島町（小島新田より、1931年十三東之町1 - 5丁目となる）
- 古島町（小島古堤より、1931年十三東之町1 - 5丁目となる）
- 十三南之町（成小路より、1931年1 - 3丁目を設置、1941年3丁目の一部が西淀川区に編入、1974年淀川区十三元今里1 - 3丁目・新北野1 - 3丁目・塚本1 - 6丁目となる）

旧西成郡豊崎町
- 南長柄町（南長柄より、1927年長柄浜通1 - 4丁目などの一部となる）
- 北長柄町（北長柄より、1927年長柄浜通1 - 4丁目などの一部となる）
- 本庄町（本庄より、1927年]本庄東通1 - 5丁目となる）
- 南浜町（南浜より、1927年1 - 3丁目を設置、1943年北区・大淀区に分割編入）
- 川崎町（川崎より、1927年本庄川崎町1 - 5丁目と改称、旧川崎村）

#### 町名の設置
ここでは現在までの町名設置を年別に記している。以下にその一覧を記す。◆印は1943年に大淀区に編入された町名であることを示す。
1927年（昭和2年）
- ◆中津浜通1 - 5丁目（中津町・中津本町・十三南之町より）
- ◆中津本通1 - 3丁目（中津本町・中津町・南浜町より）
- 中津南通1 - 4丁目（中津町より、1943年北区・大淀区に分割編入）
- ◆長柄浜通1 - 4丁目（南長柄町・北長柄町より）
- ◆長柄東通1 - 3丁目（北長柄町・南長柄町より）
- ◆長柄中通1 - 4丁目（南長柄町・北長柄町・本庄町より）
- ◆長柄西通1 - 3丁目（南長柄町・北長柄町・本庄町より）
- ◆天神橋筋7 - 9丁目（北長柄町・本庄町・川崎町）
- 本庄東通1 - 5丁目（本庄町より、1943年北区・大淀区に分割編入）
- 本庄中通1 - 5丁目（本庄町より、1943年北区・大淀区に分割編入）
- 本庄西通1 - 5丁目（本庄町より、1943年北区・大淀区に分割編入）
- 豊崎東通1 - 5丁目（本庄町・南浜町より、1943年北区・大淀区に分割編入）
- 豊崎西通1 - 5丁目（本庄町・南浜町・中津町より、1943年北区・大淀区に分割編入）
- 本庄川崎町1 - 5丁目（川崎町より改称、同時に1 - 5丁目を設置、1943年北区・大淀区に分割編入）

1930年（昭和5年）
- 元今里北通1 - 5丁目（今里町・三津屋町より、1974年淀川区十三元今里1 - 3丁目・十三本町1 - 3丁目・田川1 - 3丁目となる）
- 十三東之町2 - 5丁目（木川町・十三東之町より、1974年淀川区十三東1 - 5丁目・木川西1 - 4丁目となる）
- 十三西之町5丁目（十三東之町・十三西之町・木川町より、1974年淀川区十三本町1 - 3丁目・十三元今里1 - 3丁目・新北野1 - 3丁目となる）
- 木川東之町2 - 3丁目（木川町より、1931年1丁目に統合）
- 木川西之町2 - 3丁目（木川町より、1931年1丁目に統合）
- 田川通1 - 2丁目（三津屋町・堀上町・東雲町・今里町より、1974年淀川区田川1 - 3丁目・田川北1 - 3丁目・十三元今里1 - 3丁目となる）
- 三津屋南通1 - 6丁目（三津屋町・堀上町より、1974年淀川区三津屋南1 - 3丁目・加島1 - 4丁目となる）
- 三津屋中通1 - 6丁目（三津屋町・堀上町より、1974年淀川区三津屋中1 - 3丁目・三津屋南1 - 3丁目となる）
- 三津屋北通1 - 5丁目（三津屋町・堀上町より、1974年淀川区三津屋北1 - 3丁目・三津屋中1 - 3丁目・加島1 - 4丁目となる）
- 三津屋新町（三津屋町・堀上町より、1974年淀川区新高1 - 6丁目となる）
- 堀上元町（堀上町・三津屋町より、1974年淀川区三津屋南1 - 3丁目となる）
- 堀上通1 - 3丁目（新高町・堀上町・三津屋町・東雲町より、1974年淀川区新高1 - 6丁目・野中北1 - 2丁目となる）
- 野中北通1 - 3丁目（東雲町・堀上町・三津屋町より、1974年淀川区野中北1 - 2丁目となる）
- 野中南通1 - 3丁目（東雲町・堀上町より、1974年淀川区野中南1 - 2丁目となる）
- 新高北通1 - 3丁目（新高町・堀上町より、1974年淀川区三国本町1 - 3丁目・新高1 - 6丁目となる）
- 新高南通1 - 3丁目（新高町・堀上町・三津屋町より、1974年淀川区新高1 - 6丁目となる）

1931年（昭和6年）
- 相川町1 - 3丁目（小松町・江口町・西大道町・東大道町・北大道町より、1980年相川1 - 3丁目となる）
- 相川南通1 - 2丁目（西大道町・南大道町・北大道町・江口町・小松町より、1980年相川1 - 3丁目となる）
- 相川中通1 - 2丁目（江口町・小松町・南大道町・西大道町より、1980年相川1 - 3丁目となる）
- 元今里南通1 - 4丁目（今里町・三津屋町より、1974年淀川区十三本町1 - 3丁目などの一部となる）
- 十三東之町1丁目（新島町・古島町・木川町・山口町・十三南之町・十三西之町・十三東之町より、1974年淀川区十三東1 - 5丁目・木川西1 - 4丁目となる）
- 十三西之町1 - 4丁目（十三東之町・十三西之町・十三南之町・木川町・山口町より、1974年淀川区十三本町1 - 3丁目・十三元今里1 - 3丁目・新北野1 - 3丁目となる）
- 木川東之町1丁目（木川東之町にもとあった2 - 3丁目を統合、1974年淀川区木川東1 - 4丁目・木川西1 - 4丁目・三国本町1 - 3丁目・西宮原1 - 3丁目となる）
- 木川西之町1丁目（木川西之町にもとあった2 - 3丁目を統合、1974年淀川区木川東1 - 4丁目・木川西1 - 4丁目・十三東1 - 5丁目・三国本町1 - 3丁目となる）

1934年（昭和9年）
- 瑞光通3 - 6丁目（小松町・西大道町・南大道町・北大道町より、1980年瑞光1 - 5丁目・小松1 - 5丁目となる）
- 大隅通（小松町・西大道町・南大道町・北大道町より、1951年1 - 2丁目を設置、1980年大隅1 - 2丁目・大桐1 - 5丁目となる）
- 小松南通4 - 6丁目（小松町・西大道町・北大道町・南大道町より、1980年小松1 - 5丁目・瑞光1 - 5丁目となる）
- 小松中通1丁目（小松町・北大道町・西大道町より、1980年小松1 - 5丁目となる）

1935年（昭和10年）
- 瑞光通1 - 2丁目（小松町・西大道町・南大道町・北大道町・上新庄町より、1980年瑞光1 - 5丁目・小松1 - 5丁目となる）
- 島頭町（小松町・北大道町より、1980年瑞光1 - 5丁目・小松1 - 5丁目となる）
- 小松南通1 - 3丁目（小松町・西大道町・北大道町・南大道町より、1980年小松1 - 5丁目・瑞光1 - 5丁目となる）
- 小松中通2 - 5丁目（小松町・北大道町・西大道町より、1980年小松1 - 5丁目となる）
- 小松北通1 - 5丁目（小松町・江口町・北大道町・西大道町より、1980年小松1 - 5丁目・南江口1 - 3丁目となる）

1939年（昭和14年）
- 淡路新町（下新庄町・国次町・豊里菅原町より、1980年淡路1 - 5丁目・西淡路1 - 6丁目となる）

1941年（昭和16年）
三津屋町・十三南之町3丁目の各一部が西淀川区に編入、同時に西淀川区より以下の町名が編入。
- 塚本町（1942年十三南之町1 - 3丁目に編入）

1942年（昭和17年）
北大道町・南大道町・橋寺町・豊里三番町・豊里町の各一部が旭区に編入。
1943年（昭和18年）
東淀川区・西淀川区・北区・此花区の各一部より大淀区が成立、同時に一部が北区に編入、同時に西淀川区より以下の町が編入。
- 加島町（1974年淀川区加島1 - 4丁目・田川北1 - 3丁目・三津屋北1 - 3丁目となる）
- 佃町（1974年加島1 - 4丁目となる）
- 東塚本町1 - 6丁目（1944年1 - 5丁目が塚本町1 - 5丁目となり、1964年6丁目が塚本町1 - 6丁目となる）

1944年（昭和19年）
- 塚本町1 - 5丁目（東塚本町1 - 6丁目より、1974年淀川区塚本1 - 6丁目などの一部となる）

1949年（昭和24年）
- 西中島町2 - 9丁目（南方町・西町・山口町・北川口町・南宮原町・浜町より、1974年淀川区西中島1 - 7丁目・西宮原1 - 3丁目・宮原1 - 5丁目となる）
- 木川東之町2 - 6丁目（木川町・北川口町・南方町・浜町・山口町・西町より、1974年淀川区木川東1 - 4丁目・木川西1 - 4丁目・三国本町1 - 3丁目・西宮原1 - 3丁目となる）
- 木川西之町2 - 6丁目（木川町・山口町・西町より、1974年淀川区木川東1 - 4丁目・木川西1 - 4丁目・十三東1 - 5丁目・三国本町1 - 3丁目となる）

1951年（昭和26年）
- 瑞光通7丁目（小松町・西大道町・南大道町・北大道町・上新庄町・大隅通・豊里町・橋寺町・江口町より、1980年瑞光1 - 5丁目・小松1 - 5丁目となる）
- 井高野町（北大道町・西大道町・南大道町・江口町より、1980年北江口1 - 4丁目・井高野1 - 4丁目となる）
- 北大道町1 - 2丁目（大隅通・橋寺町・北大道町・南大道町・西大道町・豊里町・小松町より、1980年大道南1 - 3丁目・大桐1 - 5丁目となる）
- 東大道町1 - 2丁目（北大道町・西大道町・南大道町・大隅通・橋寺町・豊里町・小松町より、1980年大道南1 - 3丁目・大桐1 - 5丁目となる）
- 西大道町1 - 3丁目（西大道町・南大道町・北大道町・大隅通・橋寺町・豊里町・小松町より、1980年豊新1 - 5丁目・豊里1 - 7丁目・大桐1 - 5丁目・大隅1 - 2丁目となる）
- 南大道町1 - 2丁目（大隅通・橋寺町・北大道町・南大道町・西大道町・豊里町・小松町より、1980年大道南1 - 3丁目となる）
- 北江口町（北大道町・南大道町・西大道町・江口町より、1980年北江口1 - 4丁目・相川1 - 3丁目となる）
- 南江口町1 - 2丁目（北大道町・南大道町・西大道町・江口町より、1980年南江口1 - 3丁目となる）
- 下新庄町1 - 5丁目（下新庄町・上新庄町・小松町・北大道町・南大道町・西大道町・豊里菅原町・豊里三番町より、1980年下新庄1 - 6丁目・西淡路1 - 6丁目・菅原1 - 7丁目・豊新1 - 5丁目となる）

1958年（昭和33年）
- 東淡路町1 - 5丁目（柴島町・山口町・西町・国次町・豊里菅原町より、1980年東淡路1 - 5丁目・柴島町となる）
- 菅西町（下新庄町・豊里菅原町・国次町より、1980年菅原1 - 7丁目となる）
- 淡路本町1 - 2丁目（山口町・国次町・豊里菅原町より、1980年淡路1 - 5丁目となる）
- 西淡路町1 - 3丁目（日之出町・南宮原町・宮原町・国次町・三国町・山口町より、1974年一部が淀川区宮原1 - 5丁目・東三国1 - 6丁目となり、1980年残部が西淡路1 - 6丁目・淡路1 - 5丁目となる）
- 西中島町1丁目（南方町・西町・山口町・北川口町・南宮原町・浜町より、1974年淀川区西中島1 - 7丁目・西宮原1 - 3丁目・宮原1 - 5丁目となる）
- 東三国町1 - 3丁目（三国町・宮原町・十八条町・国次町より、1974年淀川区東三国1 - 6丁目となる）
- 西三国町1 - 5丁目（三国町・三国本町より、1974年淀川区東三国1 - 6丁目・西三国1 - 4丁目・十八条1 - 3丁目となる）
- 宮原町1 - 3丁目（宮原町・南宮原町・日之出町・三国町・山口町より、1974年淀川区宮原1 - 5丁目・東三国1 - 6丁目となる）
- 西宮原町1 - 3丁目（宮原町・南宮原町・三国町・日之出町・山口町・西町より、1974年淀川区西宮原1 - 3丁目・宮原1 - 5丁目・西三国1 - 4丁目となる）

1964年（昭和39年）
- 塚本町6丁目（東塚本町6丁目・十三南之町1 - 3丁目より、1974年淀川区塚本1 - 6丁目などの一部となる）

1974年（昭和49年）
東淀川区のうち現在の西淡路1・4丁目・東中島1丁目・柴島1丁目より西の区域が淀川区として分立。

### 東成区

#### 成立当初（1925年）の町名
同区は1925年（大正14年）、市内の第2次市域拡張において大阪市に編入された町村のうち東成郡清水村・古市村・城北村・榎並町・榎本村・鯰江町・城東村・中本町・神路村・小路村・鶴橋町・生野村の区域より成立した。
成立当初は各町村の大字・町名を継承した以下の59町が編成されていた。旧町村ごとに列挙する。△印は1932年に旭区に移管された町名であることを、▲は1943年に城東区に移管された町名であることを、□印は1943年に生野区に移管された町名であることをそれぞれ示す。
旧清水村
- △貝脇町（貝脇より）
- △上辻町（上ノ辻より）
- △北清水町（馬場より）
- △両国町（般若寺より）
- △別所町（別所より）

旧古市村
- △森小路町（森小路より）
- △南島町（南島より）
- △千林町（千林より）
- △今市町（今市より）

旧城北村
- △赤川町（赤川より）
- △中宮町（中より）
- △生江町（荒生より）
- △江野町（江野より）
- △毛馬町（毛馬[注 4]より）
- △友渕町[注 2]（友渕[注 4]より）
- △城北善源寺町（善源寺[注 4]より）

旧東成郡榎並町
- △内代町（内代より）
- △関目町1 - 4丁目（関目より）
- △巽町（野江巽角より）
- △野江町1 - 3丁目（野江中之町・野江南之町・野江東之町より）

旧榎本村
- △鶴見町（下之辻より）
- △放出町（放出より）
- △三組町（三組より）
- △今津町（今津より）

旧東成郡鯰江町
- △蒲生町（蒲生より）
- △新喜多町（新喜多より）
- △布屋町（布屋より）
- △今福町（今福より）

旧城東村
- △鴫野町（鴫野より）
- △永田町（永田より）
- △天王田町（天王田より）
- △左専道町（左専道より）

旧東成郡中本町
- 森町（森より、1943年一部が城東区・東区に編入、1970年中道1 - 4丁目となる）
- ▲中道町（中道より）
- ▲中本町（本庄より、1941年一部が旭区に編入）
- 西今里町（西今里より、1939年1 - 4丁目を設置、1970年中本1 - 5丁目・東中本1 - 3丁目・大今里1 - 4丁目となる）
- ▲中浜町（中浜より）

旧神路村
- 東今里町（東今里より、1939年1 - 4丁目を設置、1970年東今里1 - 3丁目・東中本1 - 3丁目・大今里1 - 4丁目となる）
- 大今里町（大今里より、1933年一部が中河内郡布施町[注 5]大今里となり、1970年に町名は廃止されたが編入先は不明。）
- 深江町（深江より、1938年大今里本町3 - 6丁目となる）

旧小路村
- 中川町（中川より、1933年一部が巽村[注 6]中川となり、1940年新今里町1 - 8丁目・片江町1 - 4丁目・大友町1 - 3丁目となる）
- 大友町（大友より、1933年一部が巽村大友となり、1939年大友町1 - 3丁目に編入）
- 腹見町（腹見より、1933年一部が中河内郡布施町腹見・巽町腹見となり、1939年腹見町1 - 4丁目などの一部となる）
- 片江町（片江より、1943年一部が生野区に編入、1958年大今里南之町1 - 3丁目・片江町1 - 3丁目に編入）

旧東成郡鶴橋町
- 猪飼野町（猪飼野より、1943年一部が生野区に編入、1958年大今里南之町1 - 3丁目に編入）
- 岡之町（岡より、1929年舎利寺町1 - 3丁目・東桃谷町1 - 4丁目となる）
- 鶴橋木野町（木野より、1932年東小橋南之町1 - 3丁目・鶴橋北之町1 - 3丁目に編入）
- 東小橋町（東小橋より、1929年東小橋北之町1 - 3丁目・東小橋南之町1 - 3丁目となる）
- 鶴橋天王寺町（天王寺[注 7]より、1929年勝山通5 - 9丁目などの一部となる）

旧生野村
- 生野国分町（国分より、1929年南生野町1 - 5丁目・北生野町1 - 5丁目などの一部となる）
- □舎利寺町（舎利寺より、1939年1 - 3丁目を設置）
- 林寺町（林寺より、1943年生野区・東住吉区に分割編入）
- 生野新家町（林寺新家より、1943年生野区・東住吉区に分割編入）
- □生野田島町（田島より）

#### 町名の設置
ここでは現在までの町名設置を年別に記している。以下にその一覧を記す。△印は1932年に旭区に移管された町名であることを、▲は1943年に城東区に移管された町名であることを、□印は1943年に生野区に移管された町名であることをそれぞれ示す。
1929年（昭和4年）
- △大宮町1 - 8丁目（森小路町・南島町・今市町・江野町より）
- △森小路町1 - 8丁目（森小路町・上辻町・貝脇町・別所町・北清水町・南島町・今市町・千林町より）
- 東桃谷町1 - 4丁目（鶴橋天王寺町・生野国分町・岡之町・鶴橋木野町より、1943年天王寺区・生野区に分割編入）
- 鶴橋北之町1 - 3丁目（鶴橋木野町・鶴橋天王寺町より、1943年天王寺区・生野区に分割編入）
- 鶴橋南之町1 - 3丁目（鶴橋天王寺町・鶴橋木野町より、1943年天王寺区・生野区に分割編入）
- 東小橋南之町1 - 3丁目（鶴橋木野町・東小橋町より、1943年一部が天王寺区・生野区に編入、1970年東小橋1 - 3丁目・玉津1 - 3丁目となる）
- 東小橋北之町1 - 3丁目（鶴橋木野町・東小橋町より、1943年一部が天王寺区に編入、1970年東小橋1 - 3丁目・玉津1 - 3丁目となる）
- 勝山通5 - 9丁目（生野国分町・鶴橋天王寺町・岡之町より、1943年天王寺区・生野区に分割編入）
- 南生野町1 - 5丁目（生野国分町・林寺町・生野新家町・舎利寺町より、1943年天王寺区・阿倍野区・生野区に分割編入）
- 北生野町1 - 5丁目（生野国分町・舎利寺町より、1943年天王寺区・生野区に分割編入）
- □林寺新家町（林寺町・生野新家町より）

1931年（昭和6年）
- 森町南1 - 2丁目（森町より、1943年一部が城東区に編入、1970年中道1 - 4丁目となる）
- 中道元町1 - 2丁目（中道町・森町より、1970年中道1 - 4丁目となる）
- 中道本通1 - 3丁目（中道町より、1970年中道1 - 4丁目・東小橋1 - 3丁目・玉津1 - 3丁目となる）
- 北中道町1 - 2丁目（中道町・中浜町より、昭和10年代頃に2丁目の一部が旭区となり、1970年中道1 - 4丁目となる）
- 南中道町1 - 3丁目（中道町・中本町より、1970年東小橋1 - 3丁目・玉津1 - 3丁目となる）
- 北中本町1 - 2丁目（中本町・中浜町より、1970年中本1 - 5丁目となる）
- 南中本町1 - 2丁目（中本町より、1970年中本1 - 5丁目・大今里西1 - 3丁目となる）
- 南中浜町1 - 3丁目（中浜町・中道町より、1943年1丁目の一部と2 - 3丁目が城東区に編入、1970年中本1 - 5丁目となる）
- ▲白山町1 - 3丁目（中浜町より）
- 北中浜町1 - 3丁目（中浜町・中本町より、1941年3丁目の一部が旭区に編入、1943年東区・城東区に分割編入）

1932年（昭和7年）
東成区の一部より旭区が成立、以上の町名のうち△印の町が旭区へ移行。
同年に以下の町名が設置。
- 南中道町4丁目（中道町・中本町より、1970年東小橋1 - 3丁目・玉津1 - 3丁目となる）
- 猪飼野大通1 - 3丁目（猪飼野町より、1943年一部が生野区に編入、1944年大成通1 - 3丁目と改称）
- □猪飼野東1 - 10丁目（猪飼野町より）
- □猪飼野中1 - 8丁目（猪飼野町より）
- □猪飼野西1 - 4丁目（猪飼野町より）

1933年（昭和8年）
区の一部が中河内郡布施町・巽村に編入、同時に中河内郡布施町・巽村より以下の大字が編入。
中河内郡布施町より編入
- 東足代（1938年大今里本町3 - 6丁目などの一部となる）
- 岸田堂（1938年腹見町1 - 4丁目となる）
- 荒川（1938年腹見町1 - 4丁目となる）

巽村より編入
- 西足代（1938年中川町1 - 4丁目の一部となる）

1936年（昭和11年）
- 深江東1 - 6丁目（深江町より、1970年深江北1 - 3丁目・深江南1 - 3丁目となる）
- 深江中1 - 6丁目（深江町より、1970年深江北1 - 3丁目・深江南1 - 3丁目となる）
- 深江西1 - 6丁目（深江町・東今里町・大今里町より、1970年神路1 - 4丁目・深江北1 - 3丁目・深江南1 - 3丁目となる）

1938年（昭和13年）
- 大今里本町3 - 6丁目（大今里町・片江町・深江町・東足代より、1970年大今里西1 - 3丁目などの一部となる）
- □大瀬町1 - 3丁目（大今里町・腹見町・東足代より）
- 大今里南之町3丁目（片江町・大今里町・猪飼野町より、1970年大今里南1 - 6丁目・大今里西1 - 3丁目となる）
- □中川町1 - 4丁目（中川町・西足代より）
- □大友町1 - 3丁目（大友町・中川町・腹見町より）
- □腹見町1 - 4丁目（腹見町・大友町・岸田堂・東足代・荒川より）
- 片江町1 - 6丁目（片江町・大今里町・中川町・腹見町・東足代より、1943年1 - 3丁目の一部と4 - 6丁目が生野区に編入、1970年大今里南1 - 6丁目となる）
- □新今里町5・7丁目（片江町より）

1939年（昭和14年）
- 南中浜町4丁目（中本町より、1970年中本1 - 5丁目となる）
- 神路町1 - 4丁目（東今里町・大今里町より、1970年神路1 - 4丁目となる）
- 大今里北之町4 - 5丁目（大今里町より、1944年1丁目に統合）
- □林寺町1 - 4丁目（林寺町・生野田島町・生野新家町より）
- □生野田島町1 - 4丁目（生野田島町・猪飼野東1 - 10丁目より）

1940年（昭和15年）
- □新今里町1 - 4・6・8丁目（片江町・中川町・片江町1 - 6丁目より）

1941年（昭和16年）
中本町などの一部が旭区に編入、同時に旭区より以下の町が編入。
- ▲鴫野町
- ▲永田町
- ▲天王田町
- ▲左専道町

1943年（昭和18年）
東成区・住吉区の各一部より生野区・阿倍野区・東住吉区が、東成区・旭区・東区の各一部より城東区がそれぞれ成立、同時に一部が東区・天王寺区に編入、同時に東区・旭区より以下の町が編入。
東区より編入
- 玉堀町（1970年中道1 - 3丁目となる）
- 木野町（1970年東小橋1 - 3丁目となる）
- 森之宮東之町（1970年中道1 - 3丁目となる）
- 宮林町（1970年中道1 - 3丁目となる）
- 唐居町（1970年東小橋1 - 3丁目となる）
- 黒門町（1970年東小橋1 - 3丁目・中道1 - 3丁目となる）
- 川西町（1970年中道1 - 3丁目となる）

旭区より編入
- 永田町（1958年深江西1 - 6丁目となる）

1944年（昭和19年）
- 大今里本町1 - 2丁目（大今里町より、1970年大今里西1 - 3丁目などの一部となる）
- 大今里北之町1丁目（4 - 5丁目を統合、1970年大今里1 - 4丁目・大今里西1 - 3丁目・神路1 - 4丁目となる）
- 大今里南之町1 - 2丁目（片江町・大今里町・猪飼野町より、1970年大今里南1 - 6丁目・大今里西1 - 3丁目となる）

1958年（昭和33年）
- 大今里北之町2 - 5丁目（大今里町より、1970年大今里1 - 4丁目・大今里西1 - 3丁目・神路1 - 4丁目となる）

### 生野区

#### 成立当初（1943年）の町名
同区は1943年（昭和18年）、東成区・住吉区の各一部より成立した。
成立当時は以下の100町が編成されていた。
- 片江町（1973年新今里1 - 7丁目となる）
- 猪飼野町（1973年中川西1 - 3丁目となる）
- 舎利寺町1 - 3丁目（1973年勝山北1 - 5丁目・勝山南1 - 4丁目・舎利寺1 - 3丁目・田島1 - 6丁目となる）
- 林寺町（1959年林寺町1 - 5丁目・林寺新家町に編入）
- 生野新家町（1959年林寺町1 - 5丁目に編入）
- 生野田島町（1973年巽南1 - 5丁目となる）
- 東桃谷町1 - 4丁目（1973年桃谷1 - 5丁目・勝山北1 - 5丁目となる）
- 鶴橋北之町1 - 3丁目（1973年鶴橋1 - 5丁目・桃谷1 - 5丁目となる）
- 鶴橋南之町1 - 3丁目（1973年桃谷1 - 3丁目となる）
- 東小橋南之町1 - 2丁目（1973年鶴橋1 - 5丁目となる）
- 勝山通5 - 9丁目（1973年勝山北1 - 5丁目・勝山南1 - 4丁目となる）
- 南生野町1 - 5丁目（1973年生野西1 - 4丁目・生野東1 - 4丁目・舎利寺1 - 3丁目となる）
- 北生野町1 - 5丁目（1973年勝山南1 - 4丁目・生野西1 - 4丁目・生野東1 - 4丁目・舎利寺1 - 3丁目となる）
- 林寺新家町（1973年林寺1 - 6丁目・生野西1 - 4丁目・生野東1 - 4丁目となる）
- 猪飼野大通1 - 3丁目（1973年中川西1 - 3丁目・鶴橋1 - 5丁目となる）
- 猪飼野東1 - 10丁目（1973年勝山南1 - 4丁目・中川西1 - 3丁目・中川1 - 6丁目・田島1 - 6丁目となる）
- 猪飼野中1 - 8丁目（1973年鶴橋1 - 5丁目・桃谷1 - 5丁目・勝山北1 - 5丁目・勝山南1 - 4丁目となる）
- 猪飼野西1 - 4丁目（1973年鶴橋1 - 5丁目・桃谷1 - 5丁目・勝山北1 - 5丁目となる）
- 大瀬町1 - 3丁目（1973年小路東1 - 6丁目となる）
- 中川町1 - 4丁目（1973年中川1 - 6丁目・中川東1 - 2丁目となる）
- 大友町1 - 3丁目（1973年小路1 - 3丁目・小路東1 - 6丁目となる）
- 腹見町1 - 4丁目（1973年小路東1 - 6丁目となる）
- 片江町1 - 6丁目（1973年新今里1 - 7丁目・小路1 - 3丁目・小路東1 - 6丁目となる）
- 新今里町1 - 8丁目（1973年新今里1 - 7丁目となる）
- 林寺町1 - 4丁目（1973年林寺1 - 6丁目・生野東1 - 4丁目・舎利寺1 - 3丁目となる）
- 生野田島町1 - 4丁目（1973年田島1 - 6丁目などの一部となる）
- 杭全町（1973年林寺1 - 6丁目・田島1 - 6丁目となる）
- 今林町（1973年田島1 - 6丁目となる）
- 桑津町（1959年林寺町1 - 5丁目に編入）

#### 町名の設置
ここでは現在までの町名設置を年別に記している。以下にその一覧を記す。
1955年（昭和30年）
区内に中河内郡巽町が編入され、同町の大字を継承した以下の町名を設置。
- 巽西足代町（西足代より、1973年田島1 - 6丁目・巽北1 - 4丁目・巽西1 - 4丁目・巽中1 - 4丁目となる）
- 巽矢柄町（矢柄より、1973年巽北1 - 4丁目・巽中1 - 4丁目・巽東1 - 4丁目となる）
- 巽大地町（大地より、1973年巽西1 - 4丁目・巽中1 - 4丁目・巽東1 - 4丁目・巽南1 - 5丁目となる）
- 巽四条町（四条より、1973年田島1 - 5丁目・巽西1 - 4丁目・巽中1 - 4丁目・巽東1 - 4丁目・巽南1 - 5丁目となる）
- 巽伊賀ケ町（伊賀より、1973年巽中1 - 4丁目・巽東1 - 4丁目となる）

1959年（昭和34年）
- 林寺町5丁目（林寺町・生野新家町・杭全町・桑津町より、1973年林寺1 - 6丁目・生野東1 - 4丁目・舎利寺1 - 3丁目となる）

1973年（昭和48年）
- 舎利寺1 - 3丁目（舎利寺町1 - 3丁目・北生野町1 - 5丁目・生野田島町1 - 4丁目・南生野町1 - 5丁目・林寺町1 - 5丁目より）
- 林寺1 - 6丁目（林寺町1 - 5丁目・林寺新家町・生野田島町1 - 4丁目・杭全町より）
- 田島1 - 6丁目（生野田島町1 - 4丁目・猪飼野東1 - 10丁目・舎利寺町1 - 3丁目・巽西足代町・巽四条町・今林町・杭全町より）
- 桃谷1 - 5丁目（鶴橋南之町1 - 3丁目・鶴橋北之町1 - 3丁目・東桃谷町1 - 4丁目・猪飼野西1 - 4丁目・猪飼野中1 - 8丁目より）
- 鶴橋1 - 5丁目（東小橋南之町1 - 2丁目・鶴橋北之町1 - 3丁目・猪飼野西1 - 4丁目・猪飼野大通1 - 3丁目・猪飼野中1 - 8丁目より）
- 勝山北1 - 5丁目（東桃谷町1 - 4丁目・勝山通5 - 9丁目・猪飼野中1 - 8丁目・舎利寺町1 - 3丁目・猪飼野西1 - 4丁目より）
- 勝山南1 - 4丁目（勝山通5 - 9丁目・北生野町1 - 5丁目・舎利寺町1 - 3丁目・猪飼野中1 - 8丁目・猪飼野東1 - 10丁目より）
- 生野西1 - 4丁目（北生野町1 - 5丁目・南生野町1 - 5丁目・林寺新家町より）
- 生野東1 - 4丁目（北生野町1 - 5丁目・南生野町1 - 5丁目・林寺新家町・林寺町1 - 5丁目より）
- 中川1 - 6丁目（中川町1 - 4丁目・猪飼野東1 - 10丁目より）
- 中川西1 - 3丁目（猪飼野町・猪飼野大通1 - 3丁目・猪飼野東1 - 10丁目より）
- 中川東1 - 2丁目（中川町1 - 4丁目より）
- 小路1 - 3丁目（片江町1 - 6丁目・大友町1 - 3丁目より）
- 小路東1 - 6丁目（腹見町1 - 4丁目・大瀬町1 - 3丁目・片江町1 - 6丁目・大友町1 - 3丁目より）
- 新今里1 - 7丁目（新今里町1 - 8丁目・片江町・片江町1 - 6丁目より）
- 巽北1 - 4丁目（巽西足代町・巽矢柄町より）
- 巽中1 - 4丁目（巽矢柄町・巽伊賀ケ町・巽大地町・巽四条町・巽西足代町より）
- 巽西1 - 4丁目（巽西足代町・巽大地町・巽四条町・生野田島町1 - 4丁目より）
- 巽東1 - 4丁目（巽矢柄町・巽伊賀ケ町・巽大地町・巽四条町より）
- 巽南1 - 5丁目（生野田島町・巽四条町・生野田島町1 - 4丁目・巽大地町より）

### 旭区

#### 成立当初（1932年）の町名
同区は1932年（昭和7年）、東成区の一部より成立した。
成立当初は以下の53町が編成されていた。☆印は1943年に都島区に移管された町名であることを、▲は同年に城東区に移管された町名であることをそれぞれ示す。
- 貝脇町（1943年一部を城東区に編入、1971年清水1 - 5丁目となる）
- 上辻町（1943年一部を城東区に編入、1971年清水1 - 5丁目となる）
- 北清水町（1943年一部を城東区に編入、1971年清水1 - 5丁目となる）
- 両国町（1943年一部を城東区に編入、1971年清水1 - 5丁目となる）
- 別所町（1943年一部を城東区に編入、1971年新森1 - 7丁目となる）
- 森小路町（1951年森小路町1 - 9丁目などの一部となる）
- 森小路町1 - 8丁目（1943年一部を城東区に編入、1971年森小路1 - 2丁目・千林1 - 2丁目・今市1 - 2丁目・高殿1 - 7丁目となる）
- 南島町（1951年大宮町1 - 10丁目に編入）
- 千林町（1951年1 - 3丁目を設置、1971年千林1 - 2丁目・清水1 - 5丁目となる）
- 今市町（1951年今市町1 - 3丁目・千林町1 - 3丁目となる）
- 赤川町（1943年一部を都島区に編入、1971年赤川1 - 4丁目・生江1 - 3丁目となる）
- 中宮町（1943年一部を都島区に編入、1971年生江1 - 3丁目となる）
- 生江町（1943年一部を都島区に編入、1971年生江1 - 3丁目となる）
- 江野町（1971年中宮1 - 5丁目となる）
- ☆毛馬町
- ☆友渕町[注 2]
- ☆城北善源寺町
- ☆内代町
- 関目町1 - 4丁目（1943年1 - 3丁目と4丁目の一部を城東区に編入、1951年大宮町1 - 10丁目となる）
- 巽町（1936年野江中之町1丁目となる）
- 野江町1 - 3丁目（1939年野江西之町1 - 3丁目などの一部となる）
- ▲鶴見町
- ▲放出町
- ▲三組町
- ▲今津町
- 蒲生町（1943年都島区・城東区に分割編入）
- 新喜多町（1943年都島区・城東区に分割編入）
- ▲布屋町
- ▲今福町
- 鴫野町（1941年一部を東成区に編入、1943年城東区・東区に分割編入）
- 永田町（1941年一部を東成区に編入、1943年城東区・東成区に分割編入）
- ▲天王田町（1941年一部を東成区に編入）
- ▲左専道町（1941年一部を東成区に編入）
- 大宮町1 - 8丁目（1971年大宮1 - 5丁目・高殿1 - 7丁目となる）

#### 町名の設置
ここでは現在までの町名設置を年別に記している。以下にその一覧を記す。▲印は1943年に城東区に移管された町名であることを示す。
1933年（昭和8年）
- 古市大通3 - 5丁目（北清水町・上辻町・今市町・千林町・貝脇町・別所町・関目町・森小路町より、1943年一部を城東区に編入、1971年新森1 - 7丁目となる）
- 新森小路北1 - 4丁目（北清水町・別所町・上辻町・貝脇町・両国町・千林町より、1971年清水1 - 5丁目・新森1 - 7丁目となる）
- 新森小路中1 - 4丁目（北清水町・上辻町・貝脇町・別所町・両国町より、1971年新森1 - 7丁目・森小路1 - 2丁目となる）
- 新森小路南1 - 4丁目（北清水町・上辻町・貝脇町・別所町・両国町より、1971年新森1 - 7丁目となる）

昭和10年代（年不明）
境界変更により東成区より以下の町を編入。
- ▲北中道町2丁目

1936年（昭和11年）
- ▲野江西之町1丁目（野江町1 - 3丁目・蒲生町より）
- ▲野江中之町1丁目（野江町1 - 3丁目・巽町より）
- ▲野江東之町1丁目（野江町1 - 3丁目・蒲生町より）
- ▲蒲生町1 - 3丁目（蒲生町・野江町1 - 3丁目・関目町より）

1937年（昭和12年）
- 古市大通1 - 2丁目（今市町・千林町・関目町・森小路町より、1943年一部を城東区に編入、1971年新森1 - 7丁目となる）
- ▲古市北通1 - 5丁目（千林町・今市町・森小路町・関目町・南島町より）
- ▲古市中通1 - 5丁目（千林町・今市町・関目町・南島町・鶴見町より）
- ▲古市南通1 - 5丁目（千林町・今市町・南島町・今福町・鶴見町より）
- ▲野江中之町2丁目（野江町1 - 3丁目より）
- ▲野江東之町2丁目（野江町1 - 3丁目・蒲生町・関目町より）
- ▲今福北2 - 3丁目（今市町・今福町・千林町より）

1939年（昭和14年）
- 野江西之町2 - 3丁目（野江町1 - 3丁目・蒲生町・内代町より、1943年城東区・都島区に分割編入）
- 野江中之町3丁目（野江町1 - 3丁目・内代町より、1943年城東区・都島区に分割編入）
- 野江東之町3 - 4丁目（野江町1 - 3丁目・蒲生町・関目町より、1943年4丁目の一部と3丁目を城東区に編入、1971年高殿1 - 7丁目となる）
- ▲蒲生町4 - 5丁目（蒲生町・野江町1 - 3丁目・関目町より）

1940年（昭和15年）
- ▲今福北1・4 - 5丁目（今市町・今福町・千林町・鶴見町より）
- ▲今福中1 - 5丁目（今福町・鶴見町より）
- ▲今福南1 - 5丁目（今福町・放出町・鶴見町より）

1941年（昭和16年）
東成区との境界変更により一部が東成区に編入、同時に東成区より以下の町を編入。
- ▲中本町
- ▲北中浜町3丁目

同年以下の町名が設置。
- 大宮西之町1 - 7丁目（中宮町・江野町・南島町・野江東之町1 - 4丁目・大宮町1 - 8丁目より、1971年高殿1 - 7丁目・中宮1 - 5丁目となる）
- 中宮町1 - 7丁目（中宮町・江野町・生江町より、1943年1 - 2丁目を都島区に編入し1944年3 - 7丁目を1 - 6丁目に再編、1971年高殿1 - 7丁目・中宮1 - 5丁目となる）
- ☆内代町1 - 2丁目（内代町・赤川町・中宮町より）
- 関目町5丁目（蒲生町・南島町・森小路町・野江東之町1 - 4丁目より、1943年一部が城東区に編入、1971年高殿1 - 7丁目となる）

1942年（昭和17年）
境界変更により東淀川区より以下の町を編入。
- 北大道町（1949年橋寺町に編入）
- 南大道町（1949年橋寺町に編入）
- 橋寺町（1971年太子橋1 - 3丁目となる）
- 豊里三番町（1971年生江1 - 3丁目となる）
- 豊里町（1971年太子橋1 - 3丁目となる）

1943年（昭和18年）
旭区・北区の各一部より都島区が、旭区・東成区・東区の各一部より城東区がそれぞれ成立、同時に一部が東区・東成区に編入。
1944年（昭和19年）
- 赤川町1 - 4丁目（赤川町・生江町より、1971年赤川1 - 4丁目となる）
- 大宮西之町8丁目（中宮町・江野町・南島町・野江東之町1 - 4丁目より、1971年高殿1 - 7丁目・中宮1 - 5丁目となる）
- 生江町1 - 4丁目（中宮町3 - 7丁目・中宮町・生江町・赤川町・豊里三番町より、1971年生江1 - 3丁目・高殿1 - 7丁目となる）

1949年（昭和24年）
- 今市町3丁目（今市町・北清水町・上辻町・貝脇町・豊里町より、1971年太子橋1 - 3丁目・千林1 - 2丁目・今市1 - 2丁目となる）
- 大宮町9 - 10丁目（森小路町・南島町・今市町・江野町・関目町1 - 4丁目より、1971年大宮1 - 5丁目・高殿1 - 7丁目となる）
- 大宮北之町1 - 2丁目（豊里町・森小路町・豊里三番町・南島町・中宮町・今市町より、1971年中宮1 - 5丁目・大宮1 - 5丁目となる）

1951年（昭和26年）
- 森小路町9丁目（森小路町より、1971年森小路1 - 2丁目・千林1 - 2丁目・今市1 - 2丁目・高殿1 - 7丁目となる）
- 今市町1 - 2丁目（今市町・北清水町・上辻町・貝脇町・千林町より、1971年太子橋1 - 3丁目・千林1 - 2丁目・今市1 - 2丁目となる）

1968年（昭和43年）
- 新森小路北5 - 6丁目（北清水町・別所町・両国町・千林町より、1971年清水1 - 5丁目・新森1 - 7丁目となる）
- 新森小路中5 - 7丁目（別所町・両国町より、1971年新森1 - 7丁目・森小路1 - 2丁目となる）

1971年（昭和46年）
- 清水1 - 5丁目（新森小路北1 - 6丁目・千林町1 - 3丁目・貝脇町・上辻町・北清水町・両国町より）
- 森小路1 - 2丁目（森小路町1 - 9丁目・新森小路中1 - 7丁目より）
- 新森1 - 7丁目（古市大通1 - 5丁目・新森小路中1 - 7丁目・新森小路南1 - 4丁目・新森小路北1 - 6丁目・別所町より）
- 千林1 - 2丁目（今市町1 - 3丁目・千林町1 - 3丁目・森小路町1 - 9丁目より）
- 赤川1 - 4丁目（赤川町1 - 4丁目・赤川町より）
- 大宮1 - 5丁目（大宮町1 - 10丁目・大宮北之町1 - 2丁目より）
- 今市1 - 2丁目（森小路町1 - 9丁目・今市町1 - 3丁目より）
- 太子橋1 - 3丁目（今市町1 - 3丁目・豊里町・橋寺町より）
- 中宮1 - 5丁目（江野町・大宮西之町1 - 8丁目・中宮町1 - 6丁目・大宮北之町1 - 2丁目より）
- 生江1 - 3丁目（生江町1 - 4丁目・赤川町・生江町・豊里三番町・中宮町より）
- 高殿1 - 7丁目（関目町5丁目・野江東之町4丁目・生江町1 - 4丁目・中宮町1 - 6丁目・大宮西之町1 - 8丁目・大宮町1 - 10丁目・森小路町1 - 9丁目より）

### 城東区

#### 成立当初（1943年）の町名
同区は1943年（昭和18年）、東成区・旭区・東区の各一部より成立した。
成立当時は以下の90町が編成されていた。
■印の町名は1974年に鶴見区に移管された町名であることを示す。
- 貝脇町（1974年鶴見区緑1 - 4丁目となる）
- 上辻町（1974年鶴見区緑1 - 4丁目となる）
- 北清水町（1974年鶴見区緑1 - 4丁目となる）
- 両国町（1974年鶴見区緑1 - 4丁目となる）
- 別所町（1974年鶴見区緑1 - 4丁目となる）
- 森小路町1丁目（1976年成育1 - 5丁目・関目1 - 6丁目となる）
- 関目町1 - 5丁目（1976年成育1 - 5丁目・中央1 - 3丁目・関目1 - 6丁目・今福西1 - 5丁目となる）
- 野江西之町1 - 3丁目（1973年野江1 - 4丁目となる）
- 野江中之町1 - 3丁目（1973年野江1 - 4丁目となる）
- 野江東之町1 - 4丁目（1976年成育1 - 5丁目・中央1 - 3丁目となる）
- 鶴見町（1968年鶴見1 - 6丁目・茨田横堤町となる）
- 放出町（1974年鶴見区鶴見1 - 6丁目・放出東1 - 3丁目となる）
- 三組町（1974年諏訪1 - 4丁目となる）
- ■今津町
- 蒲生町（1951年新喜多町1 - 4丁目となる）
- 蒲生町1 - 5丁目（1976年中央1 - 3丁目・今福西1 - 5丁目・蒲生1 - 4丁目となる）
- 新喜多町（1974年鶴見区放出東1 - 3丁目となる）
- 布屋町（1974年鶴見区放出東1 - 3丁目となる）
- 今福町（1973年新喜多東1丁目となる）
- 今福北1 - 5丁目（1974年一部を鶴見区鶴見1 - 6丁目に編入し5丁目を廃止、1976年今福西1 - 6丁目となる）
- 今福中1 - 5丁目（1974年鶴見区鶴見1 - 6丁目となる）
- 今福南1 - 5丁目（1974年一部を鶴見区鶴見1 - 6丁目に編入し5丁目を廃止、現在は1 - 4丁目のみ）
- 鴫野町（もともと旭区・東成区にあった鴫野町を統合、1951年鴫野東1・3 - 6丁目・西鴫野1 - 6丁目・新喜多町1 - 4丁目となる）
- 永田町（もともと旭区・東成区にあった永田町を統合、1960年永田西1 - 2丁目・永田東1 - 4丁目に編入）
- 天王田町（もともと旭区・東成区にあった天王田町を統合、1951年天王田町1 - 2丁目・永田東1丁目に編入）
- 左専道町（もともと旭区・東成区にあった左専道町を統合、1973年諏訪1 - 4丁目となる）
- 古市大通1 - 5丁目（1974年一部が鶴見区緑1 - 4丁目となり、1976年関目1 - 6丁目となる）
- 古市北通1 - 5丁目（1974年一部が鶴見区緑1 - 4丁目となり、1976年関目1 - 6丁目となる）
- 古市中通1 - 5丁目（1974年一部が鶴見区緑1 - 4丁目・鶴見1 - 6丁目となり、1976年関目1 - 6丁目となる）
- 古市南通1 - 5丁目（1974年一部が鶴見区鶴見1 - 6丁目となり、1976年関目1 - 6丁目となる）
- 森町（1973年森之宮1 - 2丁目となる）
- 森町南1 - 2丁目（1973年町名は廃止されたが編入先は不明）
- 中道町（1952年森町に編入）
- 北中道町2丁目（1973年森之宮1 - 2丁目となる）
- 中本町（もともと旭区・東成区にあった中本町を統合、1973年東中浜1 - 9丁目となる）
- 中浜町（1952年森町に編入）
- 北中浜町1 - 3丁目（もともと旭区・東成区にあった北中浜町を統合、1973年森之宮1 - 2丁目・中浜1 - 3丁目・鴫野西1 - 5丁目・東中浜1 - 9丁目となる）
- 白山町1 - 3丁目（1973年森之宮1 - 2丁目・中浜1 - 3丁目・東中浜1 - 9丁目となる）
- 南中浜町1 - 3丁目（1973年中浜1 - 3丁目・東中浜1 - 9丁目・森之宮1 - 2丁目となる）
- 杉山町（1952年森町に編入）

#### 町名の設置
ここでは現在までの町名設置を年別に記している。以下にその一覧を記す。■印の町名は1974年に鶴見区に移管された町名であることを示す。
1944年（昭和19年）
- 放出中3丁目（放出町より、1974年鶴見区放出東1 - 3丁目となる）
- 放出西3丁目（放出町・新喜多町より）
- 新喜島町3丁目（放出町・新喜多町より、1973年新喜多東1 - 2丁目・放出西1 - 3丁目となる）
- 鴫野東5 - 6丁目（天王田町・北中浜町1 - 5丁目・鴫野町・新喜多町より、1973年鴫野西1 - 5丁目などの一部となる）
- 永田西1 - 2丁目（永田町・左専道町・中本町より、1973年東中浜1 - 9丁目となる）
- 永田東1 - 4丁目（新喜多町・天王田町・左専道町・永田町より、1973年永田1 - 4丁目となる）
- 天王田町1 - 4丁目（天王田町・新喜多町・左専道町・中本町・永田町より、1973年天王田・鴫野東1 - 3丁目・東中浜1 - 9丁目となる）
- 諏訪西1 - 4丁目（布屋町・新喜多町・左専道町・永田町より、1974年鶴見区放出東1 - 3丁目となる）
- 諏訪東2 - 4丁目（左専道町より、1973年諏訪1 - 4丁目となる）
- 北中浜町4 - 5丁目（中本町・天王田町・鴫野町より、1973年森之宮1 - 2丁目・中浜1 - 3丁目・鴫野西1 - 5丁目・東中浜1 - 9丁目となる）
- 白山町4 - 5丁目（中本町・永田町・左専道町・北中浜町1 - 3丁目より、1973年森之宮1 - 2丁目・中浜1 - 3丁目・東中浜1 - 9丁目となる）

1950年（昭和25年）
- 放出中1 - 2丁目（放出町・布屋町より、1974年鶴見区放出東1 - 3丁目となる）
- ■放出東2 - 3丁目（放出町・布屋町・今津町より）

1951年（昭和26年）
- 新喜多町1 - 4丁目（蒲生町・新喜多町・放出町・鴫野町より、1973年鴫野東1丁目・新喜多1 - 2丁目・新喜多東1 - 2丁目・今福南1丁目となる）
- 鴫野東1・3 - 4丁目（北中浜町1 - 5丁目・鴫野町・新喜多町、1973年一部が鴫野西1 - 5丁目などの一部となり4丁目を廃止）
- 西鴫野1 - 6丁目（鴫野町・新喜多町より、1973年鴫野西1 - 5丁目となる）

1955年（昭和30年）
区内に北河内郡茨田町が編入され、同町の大字を継承した以下の町名を設置。
- ■茨田諸口町（諸口より、旧諸堤村）
- ■茨田徳庵町（徳庵より、旧諸堤村）
- ■茨田横堤町（横堤より、旧諸堤村）
- ■茨田中茶屋町（中茶屋より、旧諸堤村）
- ■茨田大宮町（大宮より、旧古宮村）
- ■茨田安田町（安田より、旧古宮村）
- ■茨田焼野町（焼野より、旧古宮村）
- ■茨田浜町（浜より、旧古宮村）

1956年（昭和31年）
- 放出西1 - 2丁目（放出町・布屋町・新喜多町より）
- 新喜島町4丁目（放出町・新喜多町より、1973年新喜多東1 - 2丁目・放出西1 - 3丁目となる）

1957年（昭和32年）
- 鴫野東2丁目（北中浜町1 - 5丁目・新喜多町）

1968年（昭和43年）
- ■鶴見1 - 6丁目（鶴見町・今福南1 - 5丁目・今福中1 - 5丁目・今福北1 - 5丁目・古市南通1 - 5丁目・古市中通1 - 5丁目・別所町・両国町・放出町・茨田横堤町より）

1971年（昭和46年）
- ■今津北1 - 5丁目（今津町・放出町・三組町より）
- ■今津中1 - 5丁目（今津町・三組町より）
- ■今津南1 - 4丁目（今津町・放出町・三組町・布屋町より）

1973年（昭和48年）
- 野江1 - 4丁目（野江西之町1 - 3丁目・野江中之町1 - 3丁目より）
- 新喜多1 - 2丁目（新喜多町・新喜多町1 - 4丁目より）
- 新喜多東1 - 2丁目（新喜多町・今福町・放出町・新喜多町1 - 4丁目・鴫野東1 - 6丁目・新喜島町3 - 4丁目より）
- 今福西1 - 4・6丁目（今福中1 - 5丁目・今福北1 - 5丁目・蒲生町1 - 5丁目・古市南通1 - 5丁目より）
- 今福東1 - 3丁目（今福中1 - 5丁目・今福北1 - 5丁目・古市南通1 - 5丁目より）
- 鴫野西1 - 5丁目（西鴫野1 - 6丁目・新喜多町・北中浜町1 - 5丁目・鴫野東1 - 6丁目より）
- 永田1 - 4丁目（永田東1 - 4丁目・諏訪西1 - 4丁目・放出町・放出西1 - 3丁目・布屋町より）
- 天王田（天王田町1 - 2丁目・鴫野東4丁目・新喜多町より）
- 諏訪1 - 4丁目（諏訪東2 - 4丁目・諏訪西1 - 4丁目・左専道町・新喜多町・三組町より）
- 古市1 - 3丁目（古市中通1 - 5丁目・古市南通1 - 5丁目・古市北通1 - 5丁目・古市大通1 - 5丁目より）
- 森之宮1 - 2丁目（森町・北中道町2丁目・南中浜町1 - 3丁目・白山町1 - 5丁目・北中浜町1 - 5丁目より）
- 中浜1 - 3丁目（北中浜町1 - 5丁目・白山町1 - 5丁目・鴫野東1 - 6丁目・南中浜町1 - 3丁目より）
- 東中浜1 - 9丁目（中本町・北中浜町1 - 5丁目・鴫野東1 - 6丁目・白山町1 - 5丁目・天王田町1 - 4丁目・永田西1 - 2丁目・南中浜町1 - 3丁目より）

1976年（昭和51年）
- 成育1 - 5丁目（関目町1 - 5丁目・野江東之町1 - 4丁目・森小路町1丁目より）
- 中央1 - 3丁目（蒲生町1 - 5丁目・野江東之町1 - 4丁目・関目町1 - 5丁目より）
- 関目1 - 6丁目（古市大通1 - 2丁目・古市中通1 - 2丁目・古市南通1 - 2丁目・古市北通1 - 2丁目・関目町1 - 5丁目・森小路町1丁目より）
- 蒲生1 - 4丁目（蒲生町1 - 5丁目より）
- 今福西5丁目（今福北1 - 4丁目・蒲生町1 - 5丁目・古市南通1 - 5丁目・関目町1 - 5丁目より）

### 鶴見区

#### 成立当初（1974年）の町名
同区は1974年（昭和49年）、城東区の一部より成立した。
成立と同時に住居表示が実施され、以下の町名が設置された。括弧内は城東区時代の町名である。
- 緑1 - 4丁目（貝脇町・上辻町・北清水町・古市大通1 - 5丁目・古市北通1 - 5丁目・古市中通1 - 5丁目・鶴見1 - 6丁目・別所町・両国町）
- 鶴見1 - 6丁目（鶴見1 - 6丁目・今福中1 - 5丁目・今福南1 - 5丁目・今福北1 - 5丁目・古市南通1 - 5丁目・古市中通1 - 5丁目・放出町・茨田横堤町）
- 放出東1 - 3丁目（放出東2 - 3丁目・放出町・今津町・布屋町・諏訪西1 - 4丁目・新喜多町）
- 今津町（今津町、1982年徳庵1 - 2丁目となる）
- 今津北1 - 5丁目（今津北1 - 5丁目）
- 今津中1 - 5丁目（今津中1 - 5丁目）
- 今津南1 - 4丁目（今津南1 - 4丁目）
- 茨田諸口町（茨田諸口町、1983年諸口1 - 6丁目となる）
- 茨田徳庵町（茨田徳庵町、1982年徳庵1 - 2丁目となる）
- 茨田横堤町（茨田横堤町、1982年横堤1 - 5丁目となる）
- 茨田中茶屋町（茨田中茶屋町、1983年諸口1 - 6丁目となる）
- 茨田大宮町（茨田大宮町、1982年茨田大宮1 - 4丁目・安田1 - 4丁目となる）
- 茨田安田町（茨田安田町、1982年安田1 - 4丁目・茨田大宮1 - 4丁目となる）
- 茨田焼野町（茨田焼野町、1982年焼野1 - 3丁目となる）
- 茨田浜町（茨田浜町、1983年諸口1 - 6丁目となる）

#### 町名の設置
ここでは現在までの町名設置を年別に記している。以下にその一覧を記す。
1982年（昭和57年）
- 諸口1 - 4・6丁目（茨田諸口町・茨田浜町より）
- 徳庵1 - 2丁目（今津町・茨田徳庵町・茨田中茶屋町より）
- 横堤1 - 5丁目（茨田横堤町・鶴見1 - 6丁目・茨田諸口町より）
- 中茶屋1 - 2丁目（茨田中茶屋町・茨田諸口町より）
- 茨田大宮1 - 4丁目（茨田大宮町・茨田浜町・茨田安田町より）
- 安田1 - 4丁目（茨田安田町・茨田諸口町・茨田浜町・茨田大宮町より）
- 焼野1 - 3丁目（茨田焼野町・茨田浜町より）
- 浜1 - 5丁目（茨田浜町より）

1983年（昭和58年）
- 諸口5丁目（茨田諸口町・茨田浜町・茨田中茶屋町より）

### 阿倍野区

#### 成立当初（1943年）の町名
同区は1943年（昭和18年）、住吉区・東成区の各一部より成立した。
成立当時は以下の90町が編成されていた。
- 桑津町（1951年天王寺町南1 - 3丁目・天王寺町北1 - 3丁目・美章園1 - 3丁目・文の里1 - 4丁目となる）
- 北田辺町（1951年文の里1 - 4丁目となる）
- 南田辺町（1954年西田辺町1 - 2丁目に編入）
- 西田辺町（1954年1 - 2丁目を設置）
- 天王寺町（1951年天王寺町南1 - 3丁目・天王寺町北1 - 3丁目などの一部となる）
- 西長居町（1967年播磨町1 - 3丁目となる）
- 住吉町（1967年播磨町1 - 3丁目となる）
- 山坂町5丁目（1954年西田辺町1 - 2丁目となる）
- 阿倍野筋1 - 8丁目（1967年一部が阿倍野元町・旭町1 - 3丁目・丸山町1 - 2丁目となり6 - 8丁目を廃止、現在は1 - 5丁目）
- 昭和町東1 - 4丁目（1966年昭和町1 - 5丁目・桃ケ池町1 - 2丁目・長池町となる）
- 昭和町中1 - 5丁目（1966年昭和町1 - 5丁目・長池町となる）
- 昭和町西1 - 5丁目（1966年昭和町1 - 5丁目・阪南町1 - 5丁目となる）
- 阪南町東1 - 5丁目（1967年阪南町1 - 7丁目に編入）
- 阪南町中1 - 6丁目（1967年阪南町1 - 7丁目に編入）
- 阪南町西1 - 6丁目（1967年阪南町1 - 7丁目・阿倍野筋1 - 5丁目・播磨町1 - 3丁目に編入）
- 播磨町東1 - 2丁目（1967年播磨町1 - 3丁目に編入）
- 播磨町西1 - 2丁目（1967年播磨町1 - 3丁目に編入）
- 松崎町1 - 2丁目
- 王子町1 - 3丁目
- 旭町1 - 3丁目
- 共立通1 - 2丁目
- 丸山通1 - 2丁目
- 松虫通1 - 3丁目
- 晴明通1 - 2丁目（1967年1 - 2丁目の名称を廃止）
- 橋本町
- 相生通1 - 3丁目（1967年一部が橋本町・北畠1 - 3丁目となり3丁目を廃止、現在は1 - 2丁目）
- 山坂西ノ町1 - 3丁目（1944年1 - 2丁目が桃ケ池町1 - 2丁目となり、1954年長池町となる）
- 帝塚山中1丁目（1967年帝塚山1丁目となる）
- 帝塚山西1 - 2丁目（1967年帝塚山1丁目となる）
- 帝塚山東1丁目（1967年帝塚山1丁目となる）
- 北畠西1 - 2丁目（1967年北畠1 - 3丁目となる）
- 北畠中1 - 2丁目（1967年北畠1 - 3丁目・相生通1 - 2丁目となる）
- 北畠東1 - 2丁目（1967年北畠1 - 3丁目となる）
- 万代西1丁目（1967年万代1丁目となる）
- 万代東1丁目（1967年万代1丁目となる）
- 大領町1 - 2丁目（1967年播磨町1 - 3丁目となる）
- 南生野町1丁目（1951年天王寺町北1 - 3丁目となる）

#### 町名の設置
ここでは現在までの町名設置を年別に記している。以下にその一覧を記す。
1944年（昭和19年）
- 桃ケ池町1 - 2丁目（山坂西ノ町1 - 2丁目より）

1951年（昭和26年）
- 文の里1 - 4丁目（北田辺町・天王寺町・桑津町・西田辺町より）
- 美章園1 - 3丁目（天王寺町・桑津町より）
- 天王寺町南1 - 3丁目（天王寺町・桑津町より）
- 天王寺町北1 - 3丁目（南生野町1丁目・天王寺町・桑津町より）
- 三明町1 - 2丁目（天王寺町より）
- 松崎町3 - 4丁目（天王寺町より）

1954年（昭和29年）
- 阪南町中7丁目（住吉町より、1967年阪南町1 - 7丁目に編入）
- 播磨町東3丁目（西長居町より、1967年播磨町1 - 3丁目に編入）
- 長池町（山坂西ノ町3丁目より）

1966年（昭和41年）
- 昭和町1 - 5丁目（昭和町東1 - 4丁目・昭和町中1 - 5丁目・昭和町西1 - 5丁目より）
- 阪南町1 - 5丁目（阪南町中1 - 7丁目・阪南町東1 - 5丁目・阪南町西1 - 6丁目・昭和町西1 - 5丁目より）
- 播磨町1丁目（播磨町東1 - 3丁目・播磨町西1 - 2丁目・阪南町西1 - 6丁目・大領町1 - 2丁目・北畠東1 - 2丁目・万代東1 - 2丁目より）
- 王子町4丁目（阿倍野筋1 - 8丁目・阪南町西1 - 6丁目・北畠東1 - 2丁目より）

1967年（昭和42年）
- 阿倍野元町（阿倍野筋1 - 8丁目より）
- 阪南町6 - 7丁目（阪南町中1 - 7丁目・阪南町東1 - 5丁目・阪南町西1 - 6丁目・阿倍野筋1 - 5丁目より）
- 播磨町2 - 3丁目（播磨町東1 - 3丁目・播磨町西1 - 2丁目・阪南町西1 - 6丁目・住吉町・西長居町・大領町1 - 2丁目・北畠東1 - 2丁目・万代東1 - 2丁目より）
- 帝塚山1丁目（帝塚山中1丁目・帝塚山西1 - 2丁目・帝塚山東1丁目より）
- 北畠1 - 3丁目（北畠東1 - 2丁目・北畠西1 - 2丁目・相生通1 - 3丁目・北畠中1 - 2丁目より）
- 万代1丁目（万代東1丁目・万代西1丁目より）

### 住之江区
同区は1974年（昭和49年）、住吉区の一部より成立した。
成立と同時に住居表示が実施され、以下の町名が設置された。括弧内は住吉区時代の町名である。
- 浜口西1 - 3丁目（浜口西1 - 3丁目・浜口町・東加賀屋町1 - 4丁目・浜口中1 - 3丁目・住之江町・御崎町1 - 5丁目・西住之江町1 - 7丁目）
- 浜口東1 - 3丁目（浜口東1 - 3丁目・浜口町・住吉町・浜口中1 - 3丁目）
- 住之江1 - 3丁目（住之江町1 - 5丁目・安立町1 - 10丁目）
- 西住之江1 - 4丁目（西住之江町1 - 7丁目・浜口東1 - 3丁目・浜口中1 - 3丁目・住之江町・北島町）
- 安立1 - 4丁目（安立町1 - 10丁目・浜口東1 - 3丁目・住之江町1 - 5丁目）
- 南加賀屋1 - 4丁目（南加賀屋町1 - 3丁目・南加賀屋町）
- 東加賀屋1 - 4丁目（東加賀屋町1 - 4丁目・中加賀屋町1 - 4丁目）
- 泉1 - 2丁目（南加賀屋町1 - 3丁目・南加賀屋町・北島町1 - 2丁目）
- 御崎1 - 8丁目（御崎町1 - 5丁目・南加賀屋町・北島町）
- 北島1 - 3丁目（御崎町1 - 5丁目・北島町・南加賀屋町）
- 新北島1 - 8丁目（南加賀屋町1 - 3丁目・南加賀屋町・北島町・北島町1 - 2丁目）
- 柴谷1 - 2丁目（柴谷町1 - 4丁目・柴谷町・北加賀屋町）
- 西加賀屋1 - 4丁目（西加賀屋町1 - 4丁目・中加賀屋町1 - 4丁目・庄左衛門町・嬰木町）
- 緑木1 - 2丁目（緑木町）
- 北加賀屋1 - 5丁目（北加賀屋町・北加賀屋町1 - 5丁目・柴谷町）
- 中加賀屋1 - 4丁目（中加賀屋町1 - 4丁目・西加賀屋町1 - 4丁目）
- 平林北1 - 2丁目（平林北之町・釜口町）
- 平林南1 - 2丁目（平林南之町・釜口町・北島町1 - 2丁目）
- 南港東1 - 9丁目（南港東1 - 9丁目）
- 南港西1 - 3丁目（南港西1 - 3丁目、1975年南港南1 - 3丁目となる）

その後大阪港の埋め立てにより以下の町名が設置されている。以下成立年別に列挙する。
1975年（昭和50年）
- 南港北1丁目（埋立地より）
- 南港中1 - 7丁目（埋立地より）
- 南港南1 - 3丁目（南港西1 - 3丁目・埋立地より）

1976年（昭和51年）
- 南港中8丁目（埋立地より）
- 南港南6丁目（埋立地より）

1978年（昭和53年）
- 南港北2 - 3丁目（埋立地より）
- 南港南4 - 5丁目（埋立地より）

1981年（昭和56年）
- 南港南7丁目（埋立地より）

### 住吉区

#### 成立当初（1925年）の町名）
同区は1925年（大正14年）、市内の第2次市域拡張において大阪市に編入された町村のうち東成郡（旧住吉郡）平野郷町・喜連村・北百済村・南百済村・田辺町・天王寺村・長居村・住吉村・墨江村・安立町・敷津村・依羅村の区域より成立した。
成立当初は各町村の大字・町名を継承した以下の99町が編成されていた。旧町村ごとに列挙する。▲印は1943年に東住吉区に移管された町名であることを、□印は同年阿倍野区に移管された町名であることをそれぞれ示す。
旧東成郡平野郷町
編入後は町制時代の町名にそれぞれ「平野」を冠称。
- ▲平野野堂町（平野野堂より）
- ▲平野流町（平野流より）
- ▲平野市町（平野市より）
- ▲平野背戸口町（平野背戸口より）
- ▲平野西脇町（平野西脇より）
- ▲平野泥堂町（平野泥堂より）
- ▲平野馬場町（平野馬場より）
- ▲平野田畑町
- ▲平野政所町1 - 5丁目
- ▲平野梅ケ枝町1 - 6丁目
- ▲平野三十歩町1 - 3丁目
- ▲平野本町1 - 6丁目
- ▲平野新町1 - 6丁目
- ▲平野京町1 - 6丁目
- ▲平野住吉町
- ▲平野中町
- ▲平野上町
- ▲平野元町1 - 7丁目
- ▲平野浜町1 - 3丁目
- ▲平野宮町

旧喜連村
村制時代は大字が編成されていなかった。
- ▲喜連町

旧北百済村
- 杭全町（新在家より、1943年東住吉区・生野区に分割編入）
- ▲今川町（今在家より）
- 今林町（今林より、1943年東住吉区・生野区に分割編入）
- 桑津町（桑津より、1943年東住吉区・阿倍野区・生野区に分割編入）

旧南百済村
- ▲中野町（中野より）
- ▲鷹合町（鷹合より）
- ▲砂子町（砂子より）
- ▲湯里町（湯谷島より）

旧東成郡田辺町
- 北田辺町（北田辺より、1943年東住吉区・阿倍野区に分割編入）
- □南田辺町（南田辺より）
- 西田辺町（猿山より、1943年阿倍野区・東住吉区に分割編入）
- 松原町（松原より、1934年山坂町3 - 5丁目に編入）

旧天王寺村
- 天王寺町（天王寺より、1943年天王寺区・東住吉区・阿倍野区に分割編入）
- 阿倍野町（阿部野より、1929年阿倍野筋1 - 8丁目などの一部となる）

旧長居村
- 西長居町（寺岡より、1943年一部が阿倍野区・東住吉区となり、1981年長居1 - 4丁目・長居西1 - 3丁目・大領1 - 5丁目となる）
- 東長居町（堀より、1943年一部が東住吉区となり、1960年長居町東1 - 7丁目・我孫子東1 - 5丁目となる）
- 南長居町（前堀より、1960年長居町東1 - 7丁目・苅田町1 - 11丁目となる）

旧住吉村
村制時代は大字が編成されていなかった。
- 住吉町（1943年一部が阿倍野区となり、1974年一部が住之江区浜口東1 - 3丁目となり、1981年住吉1 - 2丁目などの一部となる）

旧墨江村
- 殿辻町（殿辻より、1981年南住吉1 - 4丁目・殿辻1 - 2丁目・千躰1 - 2丁目となる）
- 沢之町（沢之口より、1981年1 - 2丁目を設置）
- 遠里小野町（遠里小野より、1981年遠里小野1 - 7丁目・山之内1 - 5丁目となる）
- 千躰町（千躰より、1981年南住吉1 - 4丁目・上住吉1 - 2丁目・千躰1 - 2丁目・墨江1 - 4丁目となる）
- 上住吉町（上住吉より、1981年上住吉1 - 2丁目などの一部となる）
- 長峡町（長峡より）
- 浜口町（浜口より、1974年住之江区浜口東1 - 3丁目・浜口西1 - 3丁目となる）
- 南浜口町（南浜口より、1940年墨江中1 - 8丁目・墨江西1 - 8丁目となる）
- 住之江町（島より、1974年住之江区浜口西1 - 3丁目・西住之江1 - 4丁目となる）

旧東成郡安立町
- 安立町（安立より、1944年住之江町1 - 5丁目となる）
- 七道町（七道領より、1940年墨江西1 - 8丁目となる）

旧敷津村
- 南加賀屋町（南加賀屋より、1974年住之江区南加賀屋1 - 4丁目などの一部となる）
- 村上町（村上より、1955年東加賀屋町1 - 4丁目に編入）
- 北島町（北島より、1974年住之江区北島1 - 3丁目・新北島1 - 8丁目となる）
- 柴谷町（柴谷より、1974年住之江区北加賀屋1 - 5丁目・柴谷1 - 2丁目となる）
- 庄左衛門町（庄左衛門より、1974年住之江区西加賀屋1 - 4丁目となる）
- 嬰木町（嬰木より、1974年住之江区西加賀屋1 - 4丁目となる）
- 北加賀屋町（北加賀屋より、1943年一部を西成区に編入、1974年住之江区北加賀屋1 - 5丁目となる）
- 桜井町（桜井より、1943年一部を西成区に編入、1950年東加賀屋町1 - 4丁目・中加賀屋町1 - 2丁目となる）
- 釜口町（釜口より、1974年住之江区平林北1 - 2丁目・平林南1 - 2丁目となる）

旧依羅村
- 苅田町（苅田より、1981年苅田1 - 10丁目・浅香1 - 2丁目となる）
- 庭井町（庭井より、1981年苅田1 - 10丁目・庭井1 - 2丁目となる）
- 我孫子町（我孫子より、1981年我孫子1 - 5丁目などの一部となる）
- 山之内町（山之内より、1981年山之内1 - 5丁目・山之内元町・杉本1 - 4丁目となる）
- 杉本町（杉本より、1981年杉本1 - 3丁目などの一部となる）
- 浅香町（杉本新田より、1981年浅香1 - 2丁目となる）

#### 町名の設置
ここでは現在までの町名設置を年別に記している。以下にその一覧を記す。
▲印は1943年に東住吉区に移管された町名であることを、□印は同年阿倍野区に移管された町名であることを、■印は同年西成区に編入された町名であることを、△印は1974年に住之江区に移管された町名であることを、それぞれ示す。
1928年（昭和3年）
- 安立町1 - 10丁目（安立町・浜口町・住之江町・七道町より、1974年一部が住之江区安立1 - 4丁目・住之江1 - 3丁目となり2 - 7・9 - 10丁目が廃止、1981年1・8丁目が清水丘1 - 3丁目・墨江1 - 4丁目となる）

1929年（昭和4年）
- ▲西今川町4 - 6丁目（北田辺町・湯里町・南田辺町・砂子町・中野町より）
- ▲駒川町4 - 8丁目（北田辺町・南田辺町・砂子町・鷹合町・西田辺町より）
- ▲田辺東ノ町3 - 8丁目（北田辺町・西田辺町・鷹合町より）
- ▲田辺西ノ町6 - 8丁目（松原町・南田辺町・鷹合町・東長居町より）
- ▲田辺本町5 - 8丁目（南田辺町・西田辺町・鷹合町より）
- 山坂町3 - 5丁目（南田辺町・松原町・東長居町より、1943年東住吉区・阿倍野区に分割編入）
- □阿倍野筋1 - 8丁目（天王寺町・阿倍野町より）
- □昭和町東1 - 4丁目（天王寺町・北田辺町・南田辺町・西田辺町より）
- □昭和町中1 - 5丁目（天王寺町・北田辺町・西田辺町・南田辺町より）
- □昭和町西1 - 5丁目（天王寺町・北田辺町・西田辺町・南田辺町より）
- □阪南町東1 - 5丁目（天王寺町・住吉町・北田辺町・南田辺町より）
- □阪南町中1 - 5丁目（天王寺町・住吉町・西長居町より）
- □阪南町西1 - 5丁目（天王寺町・住吉町・西長居町より）
- □播磨町東1丁目（住吉町・天王寺町より）
- 播磨町西1丁目（住吉町より、1943年一部を阿倍野区に編入、1981年万代東1 - 4丁目に編入）
- 松崎町1 - 2丁目（天王寺町より、1943年阿倍野区・天王寺区に分割編入）
- □王子町1 - 3丁目（天王寺町・阿倍野町・住吉町より）
- 旭町1 - 3丁目（天王寺町より、1943年阿倍野区・天王寺区に分割編入）
- 山王町1 - 4丁目（天王寺町より、1943年西成区・天王寺区に分割編入）
- □共立通1 - 2丁目（天王寺町より）
- ■松田町1 - 2丁目（天王寺町より）
- □丸山通1 - 2丁目（天王寺町より）
- □松虫通1 - 3丁目（阿倍野町・天王寺町より）
- □晴明通1 - 2丁目（天王寺町・阿倍野町より）
- □橋本町（天王寺町より）
- □相生通1 - 3丁目（天王寺町・阿倍野町より）
- ■聖天下1 - 2丁目（天王寺町より）
- ■天神ノ森1 - 2丁目（天王寺町より）
- ■天下茶屋1 - 3丁目（天王寺町より）

1930年（昭和5年）
- ▲平野大通（杭全町・今林町・平野馬場町より）
- ▲平野西之町（杭全町・今林町・平野馬場町・今川町より）
- □阪南町中6丁目（天王寺町・住吉町・西長居町より）
- □阪南町西6丁目（天王寺町・住吉町・西長居町より）
- □播磨町東2丁目（住吉町より）
- □播磨町西2丁目（住吉町より）

1931年（昭和6年）
- ▲田辺西ノ町3 - 5丁目（南田辺町・北田辺町より）
- ▲田辺本町4丁目（北田辺町・南田辺町より）

1932年（昭和7年）
- 住吉浦町（埋立地より、1948年柴谷町1 - 4丁目となる）
- 平林北之町（埋立地より、1974年住之江区平林北1 - 2丁目となる）
- 平林南之町（埋立地より、1974年住之江区平林南1 - 2丁目となる）

1933年（昭和8年）
- 西住之江町1 - 7丁目（住之江町・七道町より、1974年住之江区浜口西1 - 3丁目・西住之江1 - 4丁目となる）

1934年（昭和9年）
- ▲山坂町1 - 2丁目（南田辺町・北田辺町・西田辺町より）
- 山坂西ノ町1 - 3丁目（北田辺町・西田辺町・南田辺町・昭和町東1 - 4丁目・昭和町中1 - 5丁目より、1943年阿倍野区・東住吉区に分割編入）
- 帝塚山中1 - 5丁目（住吉町より、1943年1丁目の一部を阿倍野区に編入）
- 帝塚山西1 - 5丁目（住吉町より、1943年1 - 2丁目の一部を阿倍野区に編入、1981年5丁目が東粉浜1 - 3丁目・住吉1 - 2丁目となる）
- □北畠西1 - 2丁目（住吉町より）
- □北畠中1 - 2丁目（住吉町より）
- 浜口中1 - 3丁目（浜口町より、1974年住之江区浜口東1 - 3丁目・浜口西1 - 3丁目・西住之江1 - 4丁目となる）
- △浜口西1 - 3丁目（浜口町・住之江町より）
- △浜口東1 - 3丁目（浜口町より）

1935年（昭和10年）
- 墨江東3 - 5丁目（沢之町・遠里小野町・殿辻町より、1981年殿辻1 - 2丁目・墨江1 - 4丁目・清水丘1 - 3丁目・遠里小野1 - 7丁目となる）
- 墨江中2 - 5丁目（千躰町・殿辻町・沢之町・南浜口町より、1981年墨江1 - 4丁目・清水丘1 - 3丁目・遠里小野1 - 7丁目となる）
- 墨江西3丁目（沢之町・殿辻町・南浜口町・浜口町・遠里小野町より、1981年墨江1 - 4丁目・清水丘1 - 3丁目となる）

1937年（昭和12年）
- 墨江中6丁目（殿辻町・沢之町・南浜口町より、1981年墨江1 - 4丁目・清水丘1 - 3丁目・遠里小野1 - 7丁目となる）
- 墨江西4 - 6丁目（沢之町・南浜口町・浜口町・遠里小野町・安立町より、1981年墨江1 - 4丁目・清水丘1 - 3丁目となる）

1938年（昭和13年）
- □北畠東1 - 2丁目（住吉町より）
- 帝塚山東1 - 6丁目（住吉町より、1943年1丁目の一部を阿倍野区に編入、1981年6丁目が万代2 - 6丁目となる）
- 万代西1 - 6丁目（住吉町より、1943年1丁目の一部を阿倍野区に編入、1981年万代2 - 6丁目・帝塚山東1 - 5丁目となる）
- 万代東1 - 6丁目（住吉町より、1943年1丁目の一部を阿倍野区に編入、1981年5 - 6丁目が万代2 - 6丁目・大領1 - 5丁目となる）
- 大領町1 - 5丁目（住吉町・上住吉町より、1943年1 - 2丁目の一部を阿倍野区に編入、1981年大領1 - 5丁目・万代東1 - 4丁目・長居西1 - 3丁目となる）
- 苅田町1 - 11丁目（苅田町・我孫子町より、1981年苅田1 - 10丁目・長居東1 - 4丁目・庭井1 - 2丁目となる）

1940年（昭和15年）
- 墨江東1 - 2・6 - 8丁目（沢之町・遠里小野町・殿辻町・千躰町より、1981年殿辻1 - 2丁目・墨江1 - 4丁目・清水丘1 - 3丁目・遠里小野1 - 7丁目となる）
- 墨江中1・7 - 8丁目（千躰町・殿辻町・沢之町・南浜口町・上住吉町・住之江町より、1981年墨江1 - 4丁目・清水丘1 - 3丁目・遠里小野1 - 7丁目となる）
- 墨江西1 - 2・7 - 8丁目（沢之町・南浜口町・浜口町・遠里小野町・住之江町・七道町より、1981年墨江1 - 4丁目・清水丘1 - 3丁目となる）

1943年（昭和18年）
住吉区・東成区の各一部より東住吉区・生野区・阿倍野区が成立、同時に一部が天王寺区・西成区に編入、同時に西成区より以下の町が編入。
- 津守町（1955年東加賀屋町1 - 4丁目に編入）
- 粉浜町（1955年東加賀屋町1 - 4丁目に編入）
- 辰巳通1 - 2丁目（1974年住之江区の一部となり町名は廃止されたが編入先は不明）
- 粉浜東之町1 - 5丁目（1974年一部が住之江区粉浜1 - 3丁目となり、1981年東粉浜1 - 3丁目・帝塚山西1 - 4丁目・住吉1 - 2丁目となる）
- 粉浜中之町1 - 4丁目（1974年一部が住之江区粉浜1 - 3丁目となり1 - 3丁目が廃止、1981年東粉浜1 - 3丁目となる）
- 粉浜本町1 - 4丁目（1974年住之江区粉浜1 - 3丁目・粉浜西1 - 3丁目となる）
- 粉浜西之町1 - 3丁目（1974年住之江区粉浜1 - 3丁目となる）

1944年（昭和19年）
- 長居町東4丁目（東長居町・西長居町・我孫子町より、1981年長居東1 - 4丁目・長居1 - 4丁目となる）
- 長居町中4丁目（西長居町・殿辻町より、1981年長居西1 - 3丁目・長居1 - 4丁目・長居西1 - 4丁目となる）
- 長居町西3 - 4丁目（西長居町・上住吉町・殿辻町・千躰町より、1981年長居西1 - 3丁目・長居1 - 4丁目・大領1 - 5丁目となる）
- 南住吉町1 - 3丁目（上住吉町・殿辻町・千躰町より、1981年南住吉1 - 4丁目などの一部となる）
- 遠里小野町2 - 3丁目（遠里小野町・山之内町・沢之町より、1981年南住吉1 - 4丁目・沢之町1 - 2丁目・遠里小野1 - 7丁目・山之内1 - 5丁目となる）
- 御崎町1 - 3丁目（南加賀屋町・浜口町より、1974年住之江区浜口西1 - 3丁目・御崎1 - 8丁目・北島1 - 3丁目となる）
- 住之江町1 - 5丁目（住之江町・安立町より、1974年住之江区安立1 - 4丁目・住之江1 - 3丁目となる）
- 南加賀屋町1丁目（南加賀屋町より、1974年住之江区南加賀屋1 - 4丁目・泉1 - 2丁目・新北島1 - 8丁目となる）
- 柴谷町3 - 4丁目（浜口町・柴谷町より、1974年住之江区柴谷1 - 2丁目となる）
- 緑木町3丁目（浜口町より、1974年住之江区緑木1 - 2丁目となる）
- 我孫子町1・4丁目（我孫子町・山之内町・西長居町より、1981年長居東1 - 4丁目・我孫子東1 - 3丁目・我孫子1 - 5丁目となる）
- 我孫子東5丁目（我孫子町・杉本町より、1981年長居東1 - 4丁目・苅田1 - 10丁目となる）
- 我孫子西1丁目（西長居町・殿辻町・我孫子町・沢之町より）
- 山之内町1 - 4丁目（我孫子町・遠里小野町・山之内町・杉本町・沢之町より、1981年我孫子西1 - 2丁目・南住吉1 - 4丁目・遠里小野1 - 7丁目・山之内1 - 5丁目となる）
- 山之内元町（山之内町・杉本町より）
- 杉本町1 - 4丁目（我孫子町・杉本町より、1981年杉本1 - 3丁目などの一部となる）

1946年（昭和21年）
- 南住吉町4丁目（沢之町・我孫子町より、1981年南住吉1 - 4丁目などの一部となる）
- 南加賀屋町2丁目（南加賀屋町・北島町より、1974年住之江区南加賀屋1 - 4丁目・泉1 - 2丁目・新北島1 - 8丁目となる）
- 北島町1 - 2丁目（南加賀屋町・釜口町・北島町より、1974年住之江区泉1 - 2丁目・新北島1 - 8丁目・平林南1 - 2丁目となる）
- 我孫子町2 - 3・5丁目（我孫子町・山之内町・西長居町より、1981年長居東1 - 4丁目・我孫子東1 - 3丁目・我孫子1 - 5丁目となる）
- 我孫子東1 - 4丁目（東長居町・苅田町・我孫子町より、1981年4丁目が長居東1 - 4丁目・苅田1 - 10丁目となる）
- 我孫子西2 - 3丁目（殿辻町・我孫子町・沢之町より、1981年3丁目が長居西1 - 3丁目・長居1 - 4丁目となる）

1948年（昭和23年）
- 長居町東2 - 3丁目（西長居町・我孫子町より、1981年長居東1 - 4丁目・長居1 - 4丁目となる）
- 長居町中2 - 3丁目（西長居町・殿辻町より、1981年長居西1 - 3丁目・長居1 - 4丁目・長居西1 - 4丁目となる）
- 長居町西2丁目（大領町1 - 5丁目・西長居町より、1981年長居西1 - 3丁目・長居1 - 4丁目・大領1 - 5丁目となる）
- 東加賀屋町1丁目（村上町・粉浜町・北加賀屋町・浜口町・桜井町・津守町より、1974年住之江区浜口西1 - 3丁目・東加賀屋1 - 4丁目となる）
- 柴谷町1 - 2丁目（北加賀屋町・柴谷町・浜口町・住吉浦町より、1974年住之江区柴谷1 - 2丁目となる）
- 緑木町1 - 2丁目（浜口町・柴谷町・嬰木町・北加賀屋町より、1974年住之江区緑木1 - 2丁目となる）
- 北加賀屋町1 - 5丁目（北加賀屋町・桜井町・柴谷町・嬰木町より、1974年住之江区北加賀屋1 - 5丁目・柴谷1 - 2丁目となる）

1950年（昭和25年）
- 東加賀屋町2丁目（村上町・粉浜町・北加賀屋町・桜井町・浜口町・津守町より、1974年住之江区浜口西1 - 3丁目・東加賀屋1 - 4丁目となる）
- 中加賀屋町1 - 2丁目（桜井町・北加賀屋町・村上町・浜口町より、1974年住之江区中加賀屋1 - 4丁目・東加賀屋1 - 4丁目・西加賀屋1 - 4丁目となる）
- 西加賀屋町1 - 2丁目（北加賀屋町・村上町・浜口町より、1974年住之江区中加賀屋1 - 4丁目・西加賀屋1 - 4丁目となる）

1951年（昭和26年）
- 遠里小野町1丁目（遠里小野町・山之内町・沢之町より、1981年南住吉1 - 4丁目・沢之町1 - 2丁目・遠里小野1 - 7丁目・山之内1 - 5丁目となる）

1952年（昭和27年）
- 中加賀屋町3 - 4丁目（桜井町・北加賀屋町・村上町・浜口町より、1974年住之江区中加賀屋1 - 4丁目・東加賀屋1 - 4丁目・西加賀屋1 - 4丁目となる）
- 西加賀屋町3 - 4丁目（北加賀屋町・村上町・浜口町より、1974年住之江区中加賀屋1 - 4丁目・西加賀屋1 - 4丁目となる）

1953年（昭和28年）
- 御崎町4 - 5丁目（南加賀屋町・北島町より、1974年住之江区浜口西1 - 3丁目・御崎1 - 8丁目・北島1 - 3丁目となる）
- 南加賀屋町3丁目（南加賀屋町・北島町より、1974年住之江区南加賀屋1 - 4丁目・泉1 - 2丁目・新北島1 - 8丁目となる）

1954年（昭和29年）
- 長居町東1丁目（西長居町・我孫子町より、1981年長居東1 - 4丁目・長居1 - 4丁目となる）
- 長居町中1丁目（西長居町・殿辻町より、1981年長居西1 - 3丁目・長居1 - 4丁目・長居西1 - 4丁目となる）
- 長居町西1丁目（西長居町より、1981年長居西1 - 3丁目・長居1 - 4丁目・大領1 - 5丁目となる）

1955年（昭和30年）
- 東加賀屋町3 - 4丁目（村上町・粉浜町・北加賀屋町・桜井町・浜口町・津守町より、1974年住之江区浜口西1 - 3丁目・東加賀屋1 - 4丁目となる）

1960年（昭和35年）
- 長居町東5 - 7丁目（東長居町・我孫子町・南長居町・（東住吉区）東長居町より、1981年長居東1 - 4丁目・長居1 - 4丁目となる）

1965年（昭和40年）
- △南港東1丁目（埋立地より）

1967年（昭和42年）
- △南港西1 - 2丁目（埋立地より）
- △南港東2丁目（平林南之町・埋立地より）

1969年（昭和44年）
- △南港東3 - 9丁目（埋立地より）

1972年（昭和47年）
- △南港西3丁目（埋立地より）

1974年（昭和49年）
住吉区のうち現在の東粉浜1 - 3丁目・長峡町・墨江3丁目・清水丘1 - 3丁目より西の区域が住之江区として分区。
1981年（昭和56年）
- 長居東1 - 4丁目（長居町東1 - 7丁目・苅田町1 - 11丁目・我孫子東1 - 5丁目・我孫子町1 - 5丁目・長居町中1 - 4丁目より）
- 長居1 - 4丁目（長居町中1 - 4丁目・長居町東1 - 7丁目・長居町西1 - 4丁目・西長居町・我孫子西1 - 3丁目より）
- 長居西1 - 3丁目（大領町1 - 5丁目・西長居町・長居町西1 - 4丁目・南住吉町1 - 4丁目・長居町中1 - 4丁目・我孫子西1 - 3丁目より）
- 住吉1 - 2丁目（帝塚山中1 - 5丁目・帝塚山西1 - 5丁目・住吉町・上住吉町・粉浜東之町1 - 5丁目・長峡町より）
- 万代2 - 6丁目（万代東1 - 6丁目・万代西1 - 6丁目・帝塚山東1 - 6丁目・住吉町・上住吉町より）
- 大領1 - 5丁目（大領町1 - 5丁目・万代東1 - 6丁目・長居町西1 - 4丁目・住吉町・南住吉町1 - 4丁目・西長居町より）
- 南住吉1 - 4丁目（上住吉町・南住吉町1 - 4丁目・千躰町・殿辻町・沢之町・遠里小野町1 - 3丁目・山之内町1 - 4丁目より）
- 殿辻1 - 2丁目（南住吉町1 - 4丁目・殿辻町・沢之町・墨江東1 - 8丁目より）
- 遠里小野1 - 7丁目（遠里小野町1 - 3丁目・遠里小野町・山之内町1 - 4丁目・墨江東1 - 8丁目・墨江中1 - 8丁目より）
- 千躰1 - 2丁目（千躰町・殿辻町より）
- 上住吉1 - 2丁目（上住吉町・千躰町・住吉町より）
- 墨江1 - 4丁目（安立町1・8丁目・千躰町・墨江東1 - 8丁目・墨江中1 - 8丁目・墨江西1 - 8丁目より）
- 清水丘1 - 3丁目（墨江西1 - 8丁目・墨江中1 - 8丁目・墨江東1 - 8丁目・安立町1・8丁目より）
- 苅田1 - 10丁目（苅田町・苅田町1 - 11丁目・我孫子東1 - 5丁目・庭井町・杉本町・杉本町1 - 4丁目・我孫子町より）
- 庭井1 - 2丁目（苅田町1 - 11丁目・庭井町・我孫子町より）
- 我孫子1 - 5丁目（我孫子町1 - 5丁目・杉本町1 - 4丁目・我孫子町・山之内元町より）
- 山之内1 - 5丁目（南住吉町1 - 4丁目・遠里小野町1 - 3丁目・山之内町1 - 4丁目・遠里小野町・山之内町・杉本町より）
- 杉本1 - 3丁目（杉本町・杉本町1 - 4丁目・山之内町より）
- 浅香1 - 2丁目（浅香町・杉本町・杉本町1 - 4丁目・苅田町・我孫子町より）
- 東粉浜1 - 3丁目（粉浜中之町4丁目・粉浜東之町1 - 5丁目・帝塚山西1 - 5丁目・長峡町・住吉町より）

### 東住吉区

#### 成立当初（1943年）の町名
同区は1943年（昭和18年）、住吉区・東成区の各一部より成立した。
成立当時は以下の103町が編成されていた。
□印の町名は1974年に平野区に移管された町名であることを示す。
- 平野野堂町（1974年一部が平野区平野本町1 - 5丁目などの一部となり、1978年中野1 - 4丁目となる）
- □平野流町
- 平野市町（1974年平野区加美正覚寺1 - 4丁目・平野北1 - 2丁目・平野宮町1 - 2丁目・平野市町1 - 3丁目となる）
- 平野背戸口町（1974年平野区平野本町1 - 5丁目・背戸口1 - 5丁目となる）
- □平野西脇町
- 平野泥堂町（1974年平野区平野北1 - 2丁目などの一部となる）
- □平野馬場町
- 平野田畑町（1974年平野区平野東1 - 4丁目・平野本町1 - 5丁目となる）
- 平野政所町1 - 5丁目（1974年平野区平野東1 - 4丁目・平野本町1 - 5丁目となる）
- 平野梅ケ枝町1 - 6丁目（1974年平野区平野東1 - 4丁目・平野本町1 - 5丁目となる）
- 平野三十歩町1 - 3丁目（1974年平野区平野東1 - 4丁目・平野本町1 - 5丁目となる）
- □平野本町1 - 6丁目
- 平野新町1 - 6丁目（1974年平野区平野東1 - 4丁目・平野本町1 - 5丁目となる）
- 平野京町1 - 6丁目（1974年平野区平野東1 - 4丁目などの一部となる）
- 平野住吉町（1974年平野区平野上町1 - 2丁目となる）
- 平野中町（1974年平野区平野上町1 - 2丁目となる）
- □平野上町
- □平野元町1 - 7丁目
- 平野浜町1 - 3丁目（1974年平野区平野宮町1 - 2丁目・平野市町1 - 3丁目となる）
- □平野宮町
- 喜連町（1974年一部が平野区喜連1 - 7丁目などの一部となり、1980年住道矢田1 - 9丁目となる）
- 杭全町（1978年今林1 - 4丁目・杭全1 - 8丁目・今川1 - 8丁目となる）
- 今川町（1978年杭全1 - 8丁目・今川1 - 8丁目となる）
- 今林町（1974年一部が平野区平野馬場1 - 2丁目などの一部となり1978年今林1 - 4丁目・杭全1 - 8丁目となる）
- 桑津町（1980年桑津1 - 5丁目となる）
- 中野町（1974年一部が平野区平野西1 - 6丁目となり、1978年今川1 - 8丁目・中野1 - 4丁目となる）
- 鷹合町（1980年駒川1 - 5丁目・長居公園・鷹合1 - 4丁目となる）
- 砂子町（1980年針中野1 - 4丁目となる）
- 湯里町（1974年一部が平野区平野西1 - 6丁目・喜連西1 - 6丁目となり、1980年針中野1 - 4丁目・湯里1 - 6丁目となる）
- 北田辺町（1980年田辺2 - 6丁目となる）
- 西田辺町（1980年山坂2 - 5丁目となる）
- 天王寺町（1951年桑津町1 - 8丁目・大塚町となる）
- 西長居町（1980年長居公園となる）
- 東長居町（1980年長居公園となる）
- 西今川町4 - 6丁目（1980年西今川1 - 4丁目・駒川1 - 5丁目となる）
- 駒川町4 - 8丁目（1980年駒川1 - 5丁目・北田辺1 - 6丁目・田辺2 - 6丁目となる）
- 田辺東ノ町3 - 8丁目（1980年北田辺1 - 6丁目・田辺2 - 6丁目・東田辺1 - 3丁目となる）
- 田辺西ノ町3 - 8丁目（1980年一部が北田辺1 - 6丁目などの一部となり6 - 8丁目を廃止、1981年田辺1 - 6丁目となる）
- 田辺本町4 - 8丁目（1980年一部が北田辺1 - 6丁目などの一部となり6 - 8丁目を廃止、1981年田辺1 - 6丁目となる）
- 山坂町1 - 5丁目（1980年一部が山坂2 - 5丁目などの一部となり3 - 5丁目を廃止、1981年山坂1 - 5丁目・田辺1 - 6丁目となる）
- 平野大通（1978年杭全1 - 8丁目となる）
- 平野西之町（1974年一部が平野区平野東1 - 4丁目・平野南1 - 4丁目・平野西1 - 6丁目となり、1978年杭全1 - 8丁目・今川1 - 8丁目となる）
- 山坂西ノ町1丁目（1980年山坂2 - 5丁目となる）
- 林寺町（1951年桑津町1 - 8丁目となる）
- 生野新家町（1951年桑津町1 - 8丁目となる）

#### 町名の設置
ここでは現在までの町名設置を年別に記している。以下にその一覧を記す。
□印の町名は1974年に平野区に移管された町名であることを示す。
1949年（昭和24年）
- 中野通2丁目（中野町より、1980年駒川1 - 5丁目・針中野1 - 4丁目となる）
- 湯里1丁目（中野町・湯里町より、1980年針中野1 - 4丁目・湯里1 - 6丁目となる）

1950年（昭和25年）
- 東鷹合町3丁目（湯里町より、1980年駒川1 - 5丁目などの一部となる）
- 湯里2 - 4丁目（湯里町より、1980年針中野1 - 4丁目・湯里1 - 6丁目となる）
- 喜連北通1丁目（湯里町より、1980年中野1 - 4丁目に編入）

1951年（昭和26年）
- 桑津町1 - 8丁目（桑津町・天王寺町・北田辺町・林寺町・生野新家町・杭全町より、1980年桑津1 - 5丁目・北田辺1 - 6丁目となる）
- 鷹合町1 - 3丁目（鷹合町より、1980年鷹合1 - 4丁目となる）
- 東鷹合町1 - 2丁目（鷹合町より、1980年駒川1 - 5丁目などの一部となる）
- 西鷹合町1 - 3丁目（鷹合町・田辺本町1 - 8丁目より、1980年東田辺1 - 3丁目・長居公園・鷹合1 - 4丁目となる）
- 大塚町（天王寺町・桑津町・北田辺町・西田辺町より、1980年北田辺1 - 6丁目となる）
- 西今川町1 - 3丁目（桑津町・北田辺町・杭全町より、1980年西今川1 - 4丁目・駒川1 - 5丁目となる）
- 駒川町1 - 3丁目（北田辺町・鷹合町・西田辺町より、1980年駒川1 - 5丁目・北田辺1 - 6丁目・田辺2 - 6丁目となる）
- 田辺東ノ町1 - 2丁目（北田辺町・西田辺町・鷹合町より、1980年北田辺1 - 6丁目・田辺2 - 6丁目・東田辺1 - 3丁目となる）
- 田辺西ノ町1 - 2丁目（鷹合町・東長居町・北田辺町・田辺本町4 - 8丁目・西田辺町・山坂町1 - 5丁目より、1980年一部が北田辺1 - 6丁目などの一部となる）
- 田辺本町1 - 3丁目（北田辺町・西田辺町・鷹合町より、1980年北田辺1 - 6丁目などの一部となる）

1952年（昭和27年）
- □平野市町1 - 3丁目（平野市町・平野泥堂町より）

1955年（昭和30年）
区内に中河内郡加美村と南河内郡矢田村・長吉村・瓜破村が編入され、各村の町名・大字を継承した以下の町名・大字を設置。
旧加美村
村制時の各町名に「加美」を冠称。
- 加美旭町（1974年平野区加美西1 - 2丁目となる）
- 加美乾町（1974年平野区加美北1 - 9丁目となる）
- 加美大芝町4 - 9丁目（1974年平野区加美北1 - 9丁目となる）
- 加美柿花町3 - 8丁目（1974年平野区加美北1 - 9丁目となる）
- 加美春日町（1974年平野区加美鞍作1 - 3丁目となる）
- 加美絹木町1 - 5丁目（1974年平野区加美東1 - 7丁目・加美正覚寺1 - 4丁目となる）
- 加美鞍作町（1974年平野区加美鞍作1 - 3丁目となる）
- □加美正覚寺町
- 加美新家町（1974年平野区加美南1 - 5丁目となる）
- 加美神武町1 - 4丁目（1974年平野区加美東1 - 7丁目・加美南1 - 5丁目となる）
- 加美神明町1 - 5丁目（1974年平野区加美東1 - 7丁目・加美正覚寺1 - 4丁目となる）
- 加美末次町4 - 9丁目（1974年平野区加美北1 - 9丁目となる）
- 加美諏訪山町1 - 5丁目（1974年平野区加美東1 - 7丁目・加美正覚寺1 - 4丁目となる）
- 加美橘町（1974年平野区加美西1 - 2丁目・平野市町1 - 3丁目となる）
- 加美長沢町4 - 9丁目（1974年平野区加美北1 - 9丁目となる）
- 加美南陽町（1974年平野区加美南1 - 5丁目などの一部となる）
- 加美福井戸町1 - 3丁目（1974年平野区加美南1 - 5丁目となる）
- 加美細田町1 - 6丁目（1974年平野区加美東1 - 7丁目・加美正覚寺1 - 4丁目・平野北1 - 2丁目となる）
- 加美松山町1 - 3丁目（1974年平野区加美東1 - 7丁目・加美南1 - 5丁目となる）
- 加美南鞍作町（1974年平野区加美鞍作1 - 3丁目となる）

旧矢田村
村制時代の地名のうち町名には「矢田」を冠称。
- 矢田住道町（住道より、1980年湯里1 - 6丁目・矢田1 - 7丁目・照ケ丘矢田1 - 4丁目・住道矢田1 - 9丁目となる）
- 矢田矢田部町（矢田部より、1980年矢田1 - 7丁目などの一部となる）
- 矢田枯木町（枯木より、1980年公園南矢田1 - 4丁目・矢田1 - 7丁目となる）
- 矢田富田町（富田より、1980年湯里1 - 6丁目・矢田1 - 7丁目・照ケ丘矢田1 - 4丁目・住道矢田1 - 9丁目となる）
- 矢田灰崎町（1980年湯里1 - 6丁目・照ケ丘矢田1 - 4丁目・住道矢田1 - 9丁目となる）
- 矢田今池町（1980年照ケ丘矢田1 - 4丁目・住道矢田1 - 9丁目となる）
- 矢田河原田町（1980年住道矢田1 - 9丁目となる）
- 矢田笠松町（1980年照ケ丘矢田1 - 4丁目・住道矢田1 - 9丁目となる）
- 矢田脇田町（1980年住道矢田1 - 9丁目となる）
- 矢田垣外町（1980年住道矢田1 - 9丁目となる）
- 矢田大森町（1980年住道矢田1 - 9丁目となる）
- 矢田東浦町（1980年住道矢田1 - 9丁目となる）
- 矢田平松町（1980年住道矢田1 - 9丁目となる）
- 矢田外沼町（1980年住道矢田1 - 9丁目となる）

旧長吉村
- 長吉六反町（六反より、1974年平野区長吉出戸1 - 8丁目・長吉長原東1 - 3丁目・長吉六反1 - 5丁目となる）
- □長吉出戸町（出戸より）
- □長吉長原町（長原より）
- □長吉川辺町（川辺より）

旧瓜破村
村制時代の地名のうち町名には「瓜破」を冠称。
- □瓜破東之町（東瓜破より）
- 瓜破西之町（西瓜破より、1974年平野区瓜破1 - 7丁目などの一部となる）
- 万屋（1964年瓜破万屋町となる）
- 瓜破狭川町（1974年平野区喜連1 - 7丁目・瓜破1 - 7丁目となる）
- 瓜破弁天町（1974年平野区瓜破1 - 7丁目となる）
- 瓜破広狭町（1974年平野区瓜破1 - 7丁目となる）
- 瓜破牛屋町（1974年平野区瓜破1 - 7丁目となる）
- 瓜破国塚町（1974年平野区瓜破1 - 7丁目となる）
- 瓜破西佃町（1974年平野区喜連1 - 7丁目・瓜破1 - 7丁目となる）
- 瓜破東佃町（1974年平野区喜連1 - 7丁目・瓜破1 - 7丁目となる）

1958年（昭和33年）
- 中野通1丁目（中野町・砂子町・鷹合町・湯里町より、1980年駒川1 - 5丁目・針中野1 - 4丁目となる）

1964年（昭和39年）
- 矢田住道町1 - 8丁目（矢田住道町より、1980年照ケ丘矢田1 - 4丁目・住道矢田1 - 9丁目となる）
- 矢田矢田部町本通1 - 7丁目（矢田矢田部町より、1980年鷹合1 - 4丁目・矢田1 - 7丁目となる）
- 矢田矢田部町中通1 - 7丁目（矢田矢田部町より、1980年長居公園・鷹合1 - 4丁目・公園南矢田1 - 4丁目・矢田1 - 7丁目となる）
- 矢田矢田部町西通1 - 7丁目（矢田矢田部町より、1980年長居公園・公園南矢田1 - 4丁目となる）
- 瓜破万屋町（万屋より、1974年平野区瓜破南1 - 2丁目となる）

1978年（昭和53年）
- 杭全1 - 8丁目（平野大通・杭全町・今川町・平野西之町・今林町・平野区平野馬場町・平野区平野西脇町より）
- 今川1 - 8丁目（杭全町・今川町・平野西之町・中野町・平野区平野西脇町より）
- 今林1 - 4丁目（今林町・杭全町・平野区平野馬場町より）
- 中野1 - 4丁目（平野野堂町・湯里町・中野町・平野区平野西脇町より）

1980年（昭和55年）
- 桑津1 - 5丁目（桑津町・桑津町1 - 8丁目より）
- 針中野1 - 4丁目（中野通1 - 2丁目・湯里町1 - 4丁目・東鷹合町1 - 3丁目・砂子町より）
- 鷹合1 - 4丁目（鷹合町1 - 3丁目・田辺本町1 - 8丁目・鷹合町・西鷹合町1 - 3丁目・東鷹合町1 - 3丁目・矢田矢田部町本通1 - 7丁目・矢田矢田部町中通1 - 7丁目・矢田矢田部町より）
- 湯里1 - 6丁目（東鷹合町1 - 3丁目・湯里町1 - 4丁目・矢田矢田部町・矢田富田町・矢田住道町・矢田灰崎町より）
- 田辺2 - 6丁目（田辺本町1 - 8丁目・田辺東ノ町1 - 8丁目・田辺西ノ町1 - 8丁目・山坂町1 - 5丁目・駒川町1 - 8丁目・北田辺町より）
- 北田辺1 - 6丁目（大塚町・田辺東ノ町1 - 8丁目・駒川町1 - 8丁目・桑津町1 - 8丁目・田辺本町1 - 8丁目・田辺西ノ町1 - 8丁目より）
- 南田辺1 - 5丁目（山坂町1 - 5丁目・田辺本町1 - 8丁目・田辺西ノ町1 - 8丁目より）
- 長居公園（西長居町・東長居町・西鷹合町1 - 3丁目・鷹合町・矢田矢田部町西通1 - 7丁目・矢田矢田部町中通1 - 7丁目より）
- 西今川1 - 4丁目（西今川町1 - 6丁目より）
- 駒川1 - 5丁目（駒川町1 - 8丁目・西今川町1 - 6丁目・中野通1 - 2丁目・東鷹合町1 - 3丁目・鷹合町1 - 3丁目より）
- 山坂2 - 5丁目（山坂町1 - 5丁目・田辺西ノ町1 - 8丁目・山坂西ノ町1丁目・西田辺町より）
- 矢田1 - 7丁目（矢田矢田部町中通1 - 7丁目・矢田矢田部町本通1 - 7丁目・矢田矢田部町・矢田富田町・矢田枯木町・矢田住道町より）
- 住道矢田1 - 9丁目（矢田富田町・矢田住道町・矢田住道町1 - 8丁目・矢田灰崎町・矢田今池町・矢田笠松町・矢田東浦町・喜連町・矢田外沼町・矢田脇田町・矢田垣外町・矢田大森町・矢田平松町・矢田河原田町より）
- 照ケ丘矢田1 - 4丁目（矢田矢田部町・矢田富田町・矢田住道町・矢田灰崎町・矢田今池町・矢田笠松町・矢田住道町1 - 8丁目より）
- 公園南矢田1 - 4丁目（矢田矢田部町西通1 - 7丁目・矢田矢田部町中通1 - 7丁目・矢田矢田部町・矢田枯木町より）

1981年（昭和56年）
- 田辺1丁目（田辺本町4 - 5丁目・田辺西ノ町3 - 5丁目・山坂町1 - 2丁目より）
- 山坂1丁目（山坂町1 - 2丁目より）

### 平野区

#### 成立当初（1974年）の町名
同区は1974年（昭和49年）、東住吉区の一部より成立した。
成立と同時に住居表示が実施され、以下の町名が設置された。括弧内は東住吉区時代の町名である。
- 平野北1 - 2丁目（平野泥堂町・平野市町・平野市町1 - 3丁目・加美細田町1 - 6丁目・加美正覚寺町）
- 流町1 - 4丁目（平野流町・今林町・喜連町・平野野堂町）
- 背戸口1 - 5丁目（平野背戸口町・平野西脇町・平野野堂町・平野流町）
- 平野西脇町（平野西脇町、1978年東住吉区今川1 - 8丁目・杭全1 - 8丁目・中野1 - 4丁目となる）
- 西脇1 - 4丁目（平野西脇町・平野馬場町・平野泥堂町・平野元町1 - 7丁目）
- 平野馬場町（平野馬場町、1978年東住吉区今林1 - 4丁目・杭全1 - 8丁目となる）
- 平野馬場1 - 2丁目（平野馬場町・平野泥堂町・今林町）
- 平野東1 - 4丁目（平野新町1 - 6丁目・平野本町1 - 6丁目・平野京町1 - 6丁目・加美南陽町・平野三十歩町1 - 3丁目・平野政所町1 - 5丁目・平野梅ケ枝町1 - 6丁目・平野野堂町・平野田畑町・平野西之町・平野流町）
- 平野本町1 - 5丁目（平野新町1 - 6丁目・平野京町1 - 6丁目・平野梅ケ枝町1 - 6丁目・平野西脇町・平野背戸口町・平野流町・平野三十歩町1 - 3丁目・平野政所町1 - 5丁目・平野田畑町・平野野堂町）
- 平野上町1 - 2丁目（平野上町・平野中町・平野住吉町・平野元町1 - 7丁目・平野京町1 - 6丁目・平野馬場町・平野西脇町）
- 平野元町（平野元町1 - 7丁目・平野泥堂町）
- 平野宮町1 - 2丁目（平野宮町・平野元町1 - 7丁目・平野泥堂町・平野浜町1 - 3丁目・平野市町・平野京町1 - 6丁目）
- 喜連1 - 7丁目（喜連町・瓜破西佃町・今林町・瓜破狭川町・瓜破東之町・瓜破東佃町）
- 平野西1 - 6丁目（平野野堂町・平野流町・平野西之町・中野町・湯里町・喜連町）
- 喜連西1 - 6丁目（喜連町・湯里町・平野流町・瓜破西之町・今林町・矢田外沼町）
- 喜連東1 - 5丁目（喜連町・瓜破東之町・長吉出戸町・今林町）
- 平野南1 - 4丁目（平野野堂町・平野西之町・喜連町）
- 加美西1 - 2丁目（加美旭町・加美橘町・平野京町1 - 6丁目・加美南陽町・平野本町1 - 6丁目）
- 加美北1 - 9丁目（加美大芝町4 - 9丁目・加美末次町4 - 9丁目・加美長沢町4 - 9丁目・加美乾町・加美柿花町3 - 8丁目・加美正覚寺町）
- 加美東1 - 7丁目（加美諏訪山町1 - 5丁目・加美神明町1 - 5丁目・加美細田町1 - 6丁目・加美絹木町1 - 5丁目・加美神武町1 - 3丁目・加美松山町1 - 3丁目）
- 加美南1 - 5丁目（加美福井戸町1 - 3丁目・加美新家町・加美松山町1 - 3丁目・加美南陽町・加美神武町1 - 3丁目）
- 加美鞍作1 - 3丁目（加美鞍作町・加美南鞍作町・加美春日町・加美南陽町）
- 加美正覚寺町（加美正覚寺町、1982年加美正覚寺1 - 4丁目に編入）
- 加美正覚寺1 - 4丁目（加美正覚寺町・平野市町・加美諏訪山町1 - 5丁目・加美神明町1 - 5丁目・加美絹木町1 - 5丁目・加美細田町1 - 6丁目）
- 長吉六反1 - 5丁目（長吉六反町・長吉出戸町）
- 長吉出戸町（長吉出戸町、1981年長吉長原西1 - 4丁目となる）
- 長吉出戸1 - 8丁目（長吉出戸町・喜連町・長吉長原町・長吉六反町）
- 長吉長原町（長吉長原町、1981年長吉長原西1 - 4丁目となる）
- 長吉長原1 - 4丁目（長吉長原町・長吉出戸町）
- 長吉長原東1 - 3丁目（長吉長原町・長吉六反町・長吉川辺町）
- 長吉川辺町（長吉川辺町、1981年長吉長原西1 - 4丁目となる）
- 長吉川辺1 - 4丁目（長吉川辺町・長吉長原町）
- 瓜破東之町（瓜破東之町、1981年瓜破東1 - 8丁目に編入）
- 瓜破1 - 7丁目（瓜破弁天町・瓜破広狭町・瓜破国塚町・瓜破牛屋町・瓜破狭川町・瓜破西佃町・瓜破東佃町・瓜破西之町・瓜破東之町）
- 瓜破西1 - 3丁目（瓜破西之町）
- 瓜破東1 - 7丁目（瓜破東之町・長吉長原町・長吉出戸町）
- 瓜破南1 - 2丁目（瓜破東之町・瓜破西之町）

#### 町名の設置
ここでは現在までの町名設置を年別に記している。以下にその一覧を記す。
1981年（昭和56年）
- 長吉長原西1 - 4丁目（長吉出戸町・長吉長原町・長吉川辺町より）
- 瓜破東8丁目（瓜破東之町より）

### 西成区

#### 成立当初（1925年）の町名
同区は1925年（大正14年）、市内の第2次市域拡張において大阪市に編入された町村のうち西成郡今宮町・津守村・玉出町・粉浜村の区域より成立した。
成立当初は各町村の大字・町名を継承した以下の148町が編成されていた。旧町村ごとに列挙する。
旧西成郡今宮町
- 南吉田町（南吉田より、1973年花園南1 - 2丁目・岸里1 - 3丁目・天下茶屋1 - 3丁目となる）
- 北吉田町（北吉田より、1973年天下茶屋1 - 3丁目に編入）
- 南神合町（南神合より、1973年天下茶屋1 - 3丁目・花園南1 - 2丁目となる）
- 北神合町（北神合より、1973年天下茶屋1 - 3丁目に編入）
- 三日路町（三日路より、1973年天下茶屋1 - 3丁目・天下茶屋北1 - 3丁目・萩之茶屋1 - 3丁目となる）
- 苔山町（苔山より、1973年天下茶屋1 - 3丁目に編入）
- 曳船町（曳船より、1973年天下茶屋北1 - 3丁目となる）
- 東萩町（東萩より、1973年萩之茶屋1 - 3丁目となる）
- 海道町（海道より、1973年萩之茶屋1 - 3丁目となる）
- 甲岸町（甲岸より、1973年萩之茶屋1 - 3丁目となる）
- 東入船町（東入船より、1943年一部が浪速区に編入、1973年萩之茶屋1 - 3丁目となる）
- 西入船町（西入船より、1943年一部が浪速区に編入、1973年萩之茶屋1 - 3丁目となる）
- 東田町（東田より、1943年一部が浪速区に編入、1973年萩之茶屋1 - 3丁目・太子1 - 2丁目となる）
- 今池町（今池より、1973年太子1 - 2丁目・天下茶屋北1 - 2丁目・萩之茶屋1 - 3丁目となる）
- 東今船町（東今船より、1973年天下茶屋東1 - 2丁目・天下茶屋北1 - 2丁目となる）
- 西今船町（西今船より、1973年天下茶屋1 - 3丁目・天下茶屋東1 - 2丁目・天下茶屋北1 - 2丁目となる）
- 東皿池町（東皿池より、1973年岸里1 - 3丁目・潮路1 - 2丁目となる）
- 西皿池町（西皿池より、1973年岸里1 - 3丁目・潮路1 - 2丁目となる）
- 柳通1 - 7丁目（1973年橘1 - 3丁目などの一部となる）
- 桜通1 - 8丁目（1973年花園南1 - 2丁目・橘1 - 3丁目となる）
- 橘通1 - 9丁目（1973年橘1 - 3丁目・松1 - 3丁目・花園南1 - 2丁目となる）
- 松通1 - 9丁目（1973年松1 - 3丁目・花園南1 - 2丁目となる）
- 梅南通1 - 9丁目（1973年梅南1 - 3丁目・松1 - 3丁目・花園南1 - 2丁目となる）
- 花園町（花園より、1973年花園北1 - 2丁目・花園南1 - 2丁目・旭1 - 3丁目となる）
- 西萩町（西萩より、1973年花園北1 - 2丁目・旭1 - 3丁目・鶴見橋1 - 3丁目となる）
- 西四条1 - 3丁目（1943年3丁目の一部を浪速区に編入、1973年花園北1 - 2丁目などの一部となる）
- 東四条1 - 3丁目（1943年3丁目の一部を浪速区に編入、1973年花園北1 - 2丁目となる）
- 梅通1 - 9丁目（1973年梅南1 - 3丁目・花園南1 - 2丁目・旭1 - 3丁目となる）
- 旭南通1 - 8丁目（1973年旭1 - 3丁目などの一部となる）
- 旭北通1 - 8丁目（1973年旭1 - 3丁目・鶴見橋1 - 3丁目となる）
- 鶴見橋通1 - 8丁目（1973年鶴見橋1 - 3丁目となる）
- 鶴見橋北通1 - 8丁目（1973年鶴見橋1 - 3丁目・長橋1 - 3丁目となる）
- 長橋通1 - 9丁目（1973年長橋1 - 3丁目となる）
- 出城通1 - 9丁目（1973年出城1 - 3丁目・南開1 - 3丁目・中開1 - 3丁目となる）
- 南開1 - 8丁目（1973年3 - 8丁目が出城1 - 3丁目・中開1 - 3丁目となり、現在は1 - 2丁目のみ）
- 中開1 - 6丁目（1973年4 - 6丁目が北開1 - 2丁目・南開1 - 2丁目となり、現在は1 - 3丁目のみ）
- 北開1 - 4丁目（1973年1 - 4丁目を1 - 2丁目に再編）

旧津守村
村制時代は大字が編成されていなかった。
- 津守町（1943年一部を住吉区に編入、1973年町名は廃止されたが編入先は不明）

旧西成郡玉出町
町制時代は大字が編成されていなかった。
- 玉出町（1927年玉出新町通1 - 5丁目などの一部となる）

旧粉浜村
村制時代は大字が編成されていなかった。
- 粉浜町（1943年住吉区に編入）

#### 町名の設置
ここでは現在までの町名設置を年別に記している。以下にその一覧を記す。
1927年（昭和2年）
- 玉出新町通1 - 5丁目（玉出町より、1973年玉出中1 - 2丁目・玉出西1 - 2丁目となる）
- 玉出本通1 - 5丁目（玉出町より、1973年玉出中1 - 2丁目・玉出東1 - 2丁目・玉出西1 - 2丁目となる）
- 潮路通1 - 5丁目（玉出町より、1973年潮路1 - 2丁目・千本北1 - 2丁目・橘1 - 3丁目となる）
- 新開通1 - 4丁目（玉出町より、1973年千本北1 - 2丁目・千本中1 - 2丁目となる）
- 有楽町（玉出町より、1973年天下茶屋1 - 3丁目・岸里東1 - 2丁目となる）
- 千本通1 - 7丁目（玉出町より、1973年岸里1 - 3丁目・潮路1 - 2丁目・千本中1 - 2丁目・千本南1 - 2丁目となる）
- 松原通1 - 3丁目（玉出町より、1973年岸里東1 - 3丁目となる）
- 南海通1 - 2丁目（玉出町より、1973年岸里1 - 3丁目・玉出中1 - 2丁目・玉出東1 - 2丁目となる）
- 田端通1 - 5丁目（玉出町より、1973年玉出中1 - 2丁目・岸里1 - 3丁目・千本南1 - 2丁目となる）
- 岸松通1 - 3丁目（玉出町より、1973年天神ノ森1 - 2丁目・玉出東1 - 2丁目となる）
- 姫松通1 - 5丁目（玉出町より、1961年5丁目が玉出本通1 - 5丁目に編入、1973年玉出東1 - 2丁目・玉出中1 - 2丁目・玉出西1 - 2丁目となる）
- 辰巳通1 - 3丁目（玉出町・粉浜町より、1943年1 - 2丁目の一部を住吉区に編入、1973年玉出中1 - 2丁目・玉出西1 - 2丁目となる）

1928年（昭和3年）
- 粉浜東之町1 - 5丁目（粉浜町より、1943年1丁目の一部と2 - 5丁目を住吉区に編入、1973年玉出東1 - 2丁目となる）
- 粉浜中之町1 - 4丁目（粉浜町より、1943年1丁目の一部と2 - 4丁目を住吉区に編入、1973年町名は廃止されたが編入先は不明）
- 粉浜本町1 - 4丁目（粉浜町より、1943年住吉区に編入）
- 粉浜西之町1 - 3丁目（粉浜町より、1943年1丁目の一部と2 - 3丁目を住吉区に編入、1973年玉出西1 - 2丁目となる）

1943年（昭和18年）
区内の一部が住吉区・浪速区に編入、同時に住吉区より以下の町が編入。
- 天下茶屋1 - 3丁目
- 北加賀屋町（1951年津守町西1 - 8丁目となる）
- 桜井町（1973年南津守1 - 7丁目・玉出西1 - 2丁目となる）
- 聖天下1 - 2丁目
- 天神ノ森1 - 2丁目
- 山王町1 - 4丁目（1973年山王1 - 3丁目となる）
- 松田町1 - 2丁目（1973年天下茶屋東1 - 2丁目・山王1 - 3丁目となる）

1948年（昭和23年）
- 津守町東8 - 9丁目（津守町・北加賀屋町・桜井町より、1973年津守1 - 3丁目などの一部となる）
- 津守町西7 - 8丁目（津守町・北加賀屋町より、1973年北津守1 - 4丁目・津守1 - 3丁目・南津守1 - 7丁目となる）

1951年（昭和26年）
- 津守町東1 - 7丁目（津守町より、1973年津守1 - 3丁目などの一部となる）
- 津守町西1 - 6丁目（津守町・北加賀屋町より、1973年北津守1 - 4丁目・津守1 - 3丁目・南津守1 - 7丁目となる）

1973年（昭和48年）
- 岸里1 - 3丁目（南吉田町・東皿池町・千本通1 - 7丁目・西皿池町・柳通1 - 7丁目・南海通1 - 2丁目・田端通1 - 5丁目より）
- 岸里東1 - 2丁目（松原通1 - 3丁目・有楽町・天下茶屋1 - 3丁目より）
- 天下茶屋北1 - 2丁目（曳船町・今池町・東今船町・西今船町・三日路町より）
- 天下茶屋東1 - 2丁目（松田町1 - 2丁目・東今船町・西今船町・聖天下1 - 2丁目より）
- 萩之茶屋1 - 3丁目（東入船町・西入船町・海道町・甲岸町・東萩町・三日路町・東田町・今池町より）
- 太子1 - 2丁目（東田町・今池町より）
- 橘1 - 3丁目（橘通1 - 9丁目・桜通1 - 8丁目・柳通1 - 7丁目・潮路通1 - 5丁目より）
- 松1 - 3丁目（松通1 - 9丁目・梅南通1 - 9丁目・橘通1 - 9丁目より）
- 梅南1 - 3丁目（梅南通1 - 9丁目・梅通1 - 9丁目・旭南通1 - 8丁目より）
- 花園北1 - 2丁目（東四条1 - 3丁目・西四条1 - 3丁目・西萩町・花園町より）
- 花園南1 - 2丁目（松通1 - 9丁目・橘通1 - 9丁目・柳通1 - 7丁目・桜通1 - 8丁目・梅通1 - 9丁目・旭南通1 - 8丁目・南吉田町・南神合町・梅南通1 - 9丁目・花園町より）
- 旭1 - 3丁目（西萩町・花園町・旭北通1 - 8丁目・旭南通1 - 8丁目・梅通1 - 9丁目より）
- 鶴見橋1 - 3丁目（鶴見橋通1 - 8丁目・鶴見橋北通1 - 8丁目・西四条1 - 3丁目・西萩町・旭北通1 - 8丁目・旭南通1 - 8丁目・津守町東1 - 9丁目より）
- 長橋1 - 3丁目（長橋通1 - 9丁目・西四条1 - 3丁目・鶴見橋北通1 - 8丁目・津守町東1 - 9丁目より）
- 出城1 - 3丁目（出城通1 - 9丁目・南開3 - 8丁目・西四条1 - 3丁目・津守町東1 - 9丁目より）
- 津守1 - 3丁目（津守町東1 - 9丁目・津守町西1 - 8丁目より）
- 北津守1 - 4丁目（津守町東1 - 9丁目・津守町西1 - 8丁目より）
- 南津守1 - 7丁目（津守町東1 - 9丁目・津守町西1 - 8丁目・桜井町より）
- 玉出中1 - 2丁目（玉出本通1 - 5丁目・玉出新町通1 - 5丁目・南海通1 - 2丁目・田端通1 - 5丁目・姫松通1 - 4丁目・辰巳通1 - 3丁目・桜井町より）
- 玉出西1 - 2丁目（粉浜西之町1丁目・玉出新町通1 - 5丁目・玉出本通1 - 5丁目・姫松通1 - 4丁目・辰巳通1 - 3丁目・桜井町より）
- 玉出東1 - 2丁目（粉浜東之町1丁目・姫松通1 - 4丁目・南海通1 - 2丁目・岸松通1 - 3丁目・玉出本通1 - 5丁目より）
- 潮路1 - 2丁目（柳通1 - 7丁目・東皿池町・西皿池町・潮路通1 - 5丁目・千本通1 - 7丁目より）
- 千本北1 - 2丁目（潮路通1 - 5丁目・新開通1 - 4丁目・柳通1 - 7丁目より）
- 千本中1 - 2丁目（千本通1 - 7丁目・新開通1 - 4丁目より）
- 千本南1 - 2丁目（千本通1 - 7丁目・田端通1 - 5丁目より）
- 山王1 - 3丁目（山王町1 - 4丁目・松田町1 - 2丁目より）

## その他
大阪市は全域が平野部にあるためか、日本の政令指定都市では熊本市とともに「～台」の地名が存在しない。